# Умершие в мае 2020 года
Это список известных людей, соответствующих установленным критериям значимости (см. Википедия:Критерии значимости персоналий), умерших в мае 2020 года.
Причина смерти указывается лишь в исключительных случаях (убийство, самоубийство, гибель в результате военных действий, смертная казнь, ДТП или несчастные случаи). В остальных случаях — не указывается.

## 31 мая

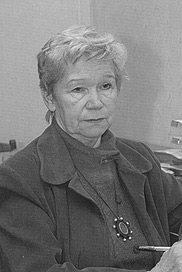
Нинель Кузьмина

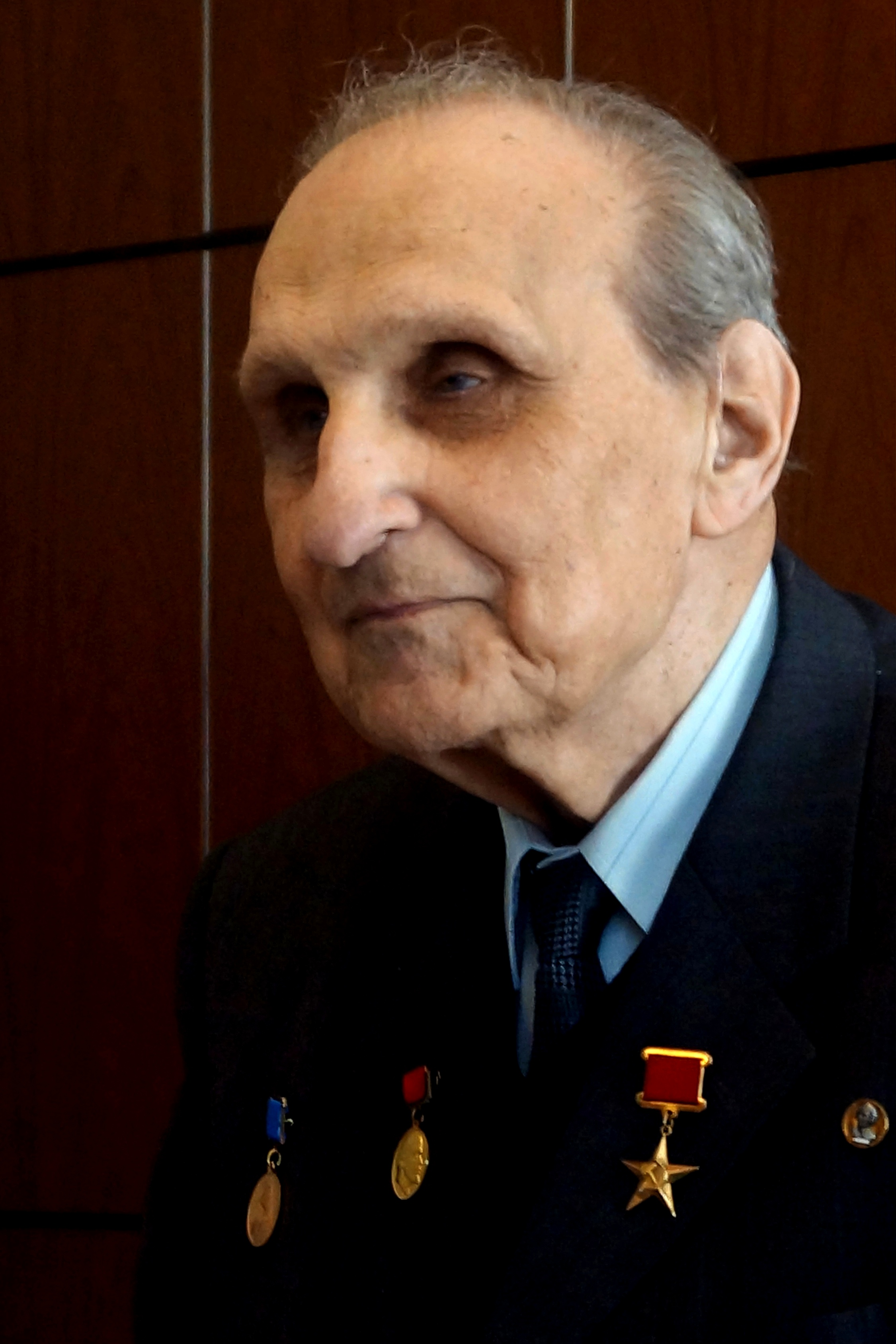
Михаил Мирошников

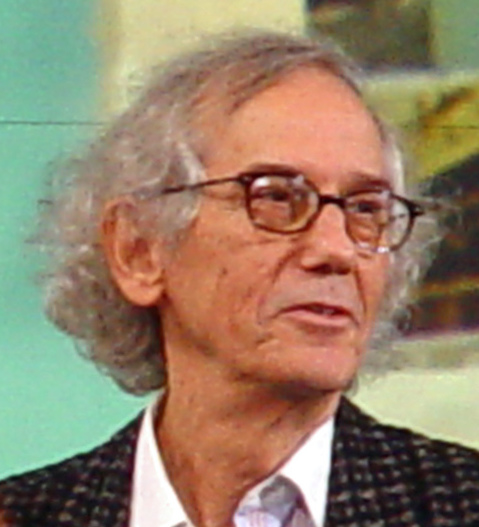
Христо Явашев

- Баевский, Роман Маркович (91) — российский кардиолог, доктор медицинских наук, профессор, заслуженный деятель науки Российской Федерации[1].
- Бунякин, Валерий Васильевич (70) — советский и российский актёр, артист Магаданского музыкально-драматического театра (с 1977 года), заслуженный артист Российской Федерации (2013)[2].
- Ильин, Валерий Георгиевич (72) — советский и российский тренер по современному пятиборью, заслуженный тренер России[3].
- Камерон, Сильвер Дональд (82) — канадский журналист и писатель[4].
- Коляда, Марк Иванович (86) — советский и российский архитектор-реставратор[5].
- Кузьмина, Нинель Николаевна (82) — советский и российский архитектор-реставратор[6].
- Ламм, Норман (92) — американский еврейский религиозный деятель, президент Иешивы-университета[7].
- Леонтьева, Зинаида Васильевна (100) — советская и российская актриса, артистка Тульского областного театра юного зрителя (с 1941 года)[8].
- Лурье, Зиновий Яковлевич (93) — советский и украинский учёный в области электромеханики и гидравлики. Доктор технических наук (1990), профессор (1996)[9].
- Мирошников, Михаил Михайлович (93) — советский и российский учёный в области оптики и оптико-электронного приборостроения, член-корреспондент РАН (1991; член-корреспондент АН СССР с 1984), директор Оптического института (1966—1989), Герой Социалистического Труда (1976)[10].
- Разумов, Николай Александрович (78) — советский боксёр, чемпион СССР (1969)[11].
- Тан Аик Монг (72) — малайзийский бадминтонист, серебряный призёр Кубка Томаса (1970)[12].
- Хузен, Дан ван (75) — немецкий актёр[13].
- Ценов, Цено (80) — болгарский спортивный деятель, председатель европейского комитета Объединённого мира борьбы[14].
- Шапошникова, Валерия Сергеевна (80) — российский живописец, заслуженный художник Российской Федерации (1997), член-корреспондент РАХ (2012)[15].
- Явашев, Христо (84) — американский художник-концептуалист[16].

## 30 мая

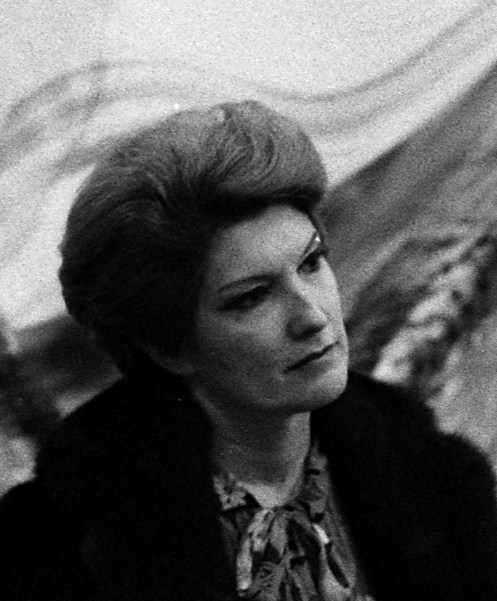
Мади Меспле

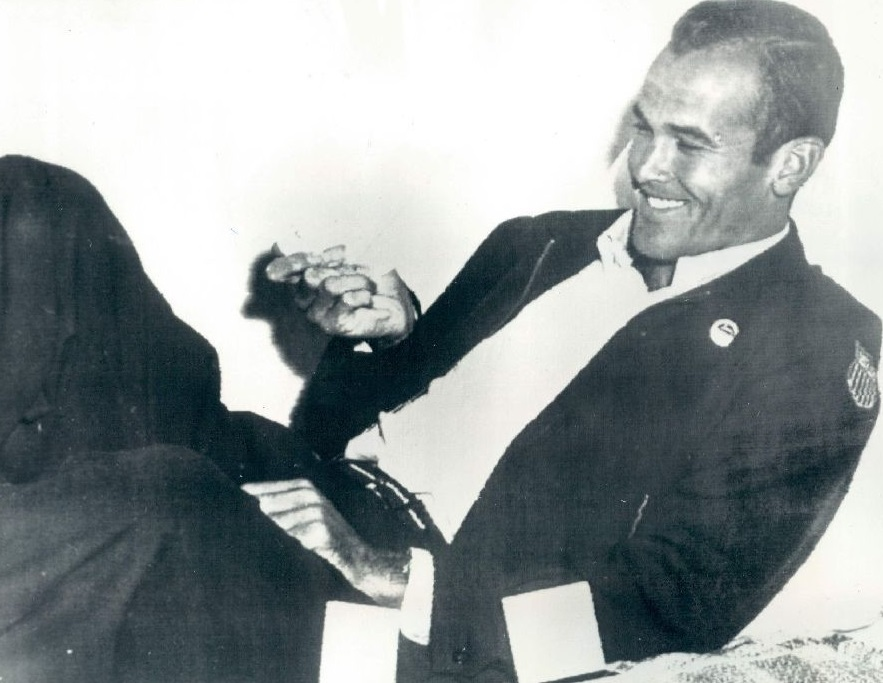
Бобби Морроу

- Агбойибо, Йавови (76) — тоголезский государственный деятель, премьер-министр Того (2006—2007)[17].
- Анджелис, Майкл (76) — британский актёр[18].
- Веллер, Дон (79) — британский джазовый саксофонист и композитор[19].
- Виеланд, Карой (86) — венгерский гребец-каноист, бронзовый призёр летних Олимпийских игр в Мельбурне (1956), чемпион мира (1954)[20].
- Гжесяк, Юзеф (79) — польский боксёр, бронзовый призёр летних Олимпийских игр в Токио (1964)[21] Архивная копия от 4 июня 2020 на Wayback Machine.
- Декок, Роже (93) — бельгийский велогонщик, победитель Тура Фландрии (1952)[22].
- Дорфман, Эльза (83) — американский портретный фотограф[23].
- Жалиев, Баатыр (84) — советский и киргизский художник, народный художник Республики Кыргызстан[24].
- Ковард, Джон (82) — британский адмирал и государственный деятель, вице-губернатор Гернси (1994—2000)[25].
- Коул, Джон (91) — британский географ[26].
- Меспле, Мади (89) — французская оперная певица (колоратурное сопрано)[27].
- Морроу, Бобби (84) — американский легкоатлет-спринтер, трёхкратный чемпион летних Олимпийских игр в Мельбурне (1956)[28].
- Плужников, Владимир Иванович (81) — советский и российский искусствовед, архитектуровед, историк искусства, науки и техники. Лауреат премии Правительства Российской Федерации в области культуры (2008)[29].
- Раевский, Кирилл Сергеевич (88) — советский и российский фармаколог, член-корреспондент АМН СССР/РАМН (1988—2014), член-корреспондент РАН (2014)[30].
- Тураев, Сайфиддин (73) — советский и таджикский государственный деятель и предприниматель, министр бытового обслуживания Таджикской ССР (1986—1989), первый заместитель председателя Верховного Совета Таджикистана (1991—1992)[31].
- Турылёва, Ярослава Георгиевна (87) — советский и российский режиссёр дубляжа, актриса[32].
- Хосни, Хассан (88) — египетский киноактёр[33].

## 29 мая

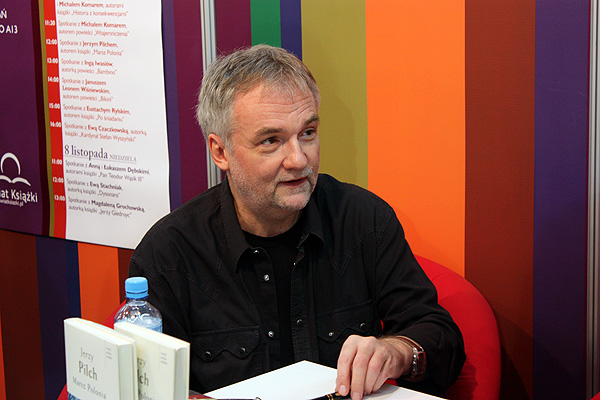
Ежи Пильх

- Арсланов, Хашим (64) — узбекский актёр[34].
- Балмусов, Юльен Сергеевич (79) — российский актёр театра и кино, артист РАМТ (с 1962 года), народный артист Российской Федерации (2002)[35].
- Бару, Майканти (60) — нигерийский инженер, управляющий директор Нигерийской национальной нефтяной корпорации (2016—2019)[36].
- Вольпер, Нина Алексеевна (90) — советский и российский музыковед, заслуженный деятель искусств РСФСР (1985)[37].
- Густин, Эдуард Георгиевич (90) — советский и российский дирижёр, заслуженный деятель искусств Российской Федерации (2003)[38].
- Кирюшин, Александр Иванович (80) — советский и российский учёный в области корабельных реакторных установок, доктор технических наук (1985), профессор, директор ОКБМ (1997—2003), заслуженный деятель науки Российской Федерации[39].
- Коллерич, Альфред (89) — австрийский писатель, поэт и философ[40].
- Коукс, Кертис (82) — американский профессиональный боксёр, чемпион мира в полусреднем весе по версии ВБА/ВБС (1966—1969)[41].
- Кулик, Боб (70) — американский рок-гитарист, гитарист группы KISS[42].
- Ляхова, Екатерина Фёдоровна (91) — советская и российская актриса, артистка Свердловского театра драмы (1959—2013), народная артистка Российской Федерации (1999)[43].
- Пильх, Ежи (67) — польский писатель, прозаик, драматург, сценарист и фельетонист[44].
- Рязанов, Виктор Тимофеевич (71) — российский экономист, доктор экономических наук, заведующий кафедрой экономической теории СПбГУ (с 1995 года)[45].
- Тавейра, Селио (79) — бразильский футболист («Васко да Гама», «Насьональ», национальная сборная)[46].
- Шрёрс, Эрик (61) — нидерландский художник[47].
- Юссуфи, Абдуррахман аль (96) — марокканский государственный деятель, премьер-министр Марокко (1998—2002)[48].

## 28 мая

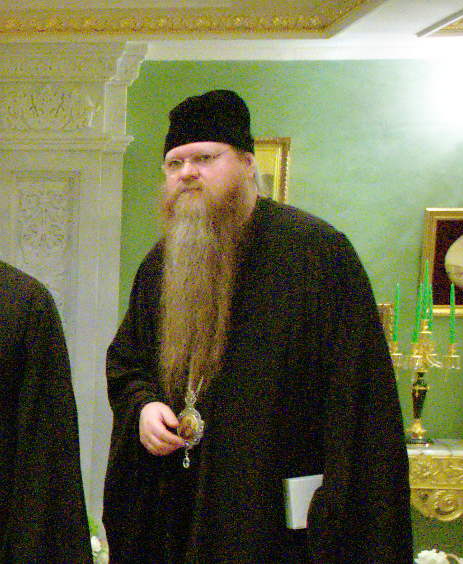
Агапит (Горачек)

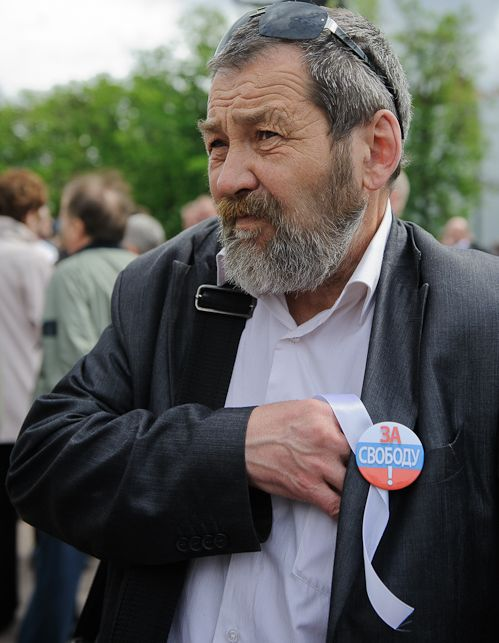
Сергей Мохнаткин

- Агапит (Горачек) (64) — архиерей Русской православной церкви за границей, архиепископ Штутгартский, викарий Берлинско-Германской епархии (с 2001 года)[49].
- Барриос, Грасия (93) — чилийская художница, лауреат национальной премии изобразительного искусства (2011)[50].
- Бауэр, Брендан (81) — ирландский певец[51].
- Бедос, Ги (85) — французский актёр-комик[52].
- Гильен, Густаво (57) — аргентинский актёр[53].
- Де Смет, Густаф (85) — бельгийский велогонщик, участник летних Олимпийских игр в Мельбурне (1956)[54].
- Коновалов, Владимир Фёдорович (84) — советский и российский режиссёр документального кино, заслуженный деятель искусств РСФСР (1983), муж Аллы Мещеряковой[55].
- Монтана, Чарли (58) — мексиканский рок-музыкант и певец[56].
- Мохнаткин, Сергей Евгеньевич (66) — российский правозащитник и журналист[57].
- Нихаус, Ленни (90) — американский саксофонист и композитор[58].
- Паулюс, Вольфрам (62) — австрийский кинорежиссёр и киносценарист[59].
- Стрельцов, Михаил Михайлович (47) — российский писатель[60].
- Уэйтон, Боб (112) — британский долгожитель, старейший на день смерти верифицированный мужчина на Земле[61].

## 27 мая

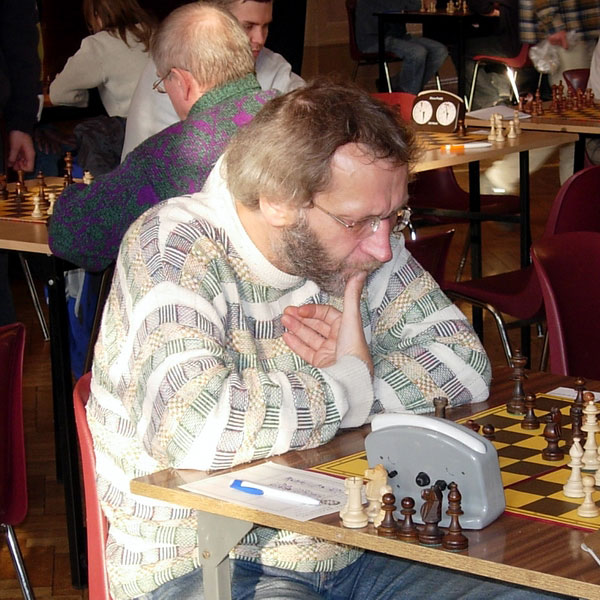
Кшиштоф Жолнерович

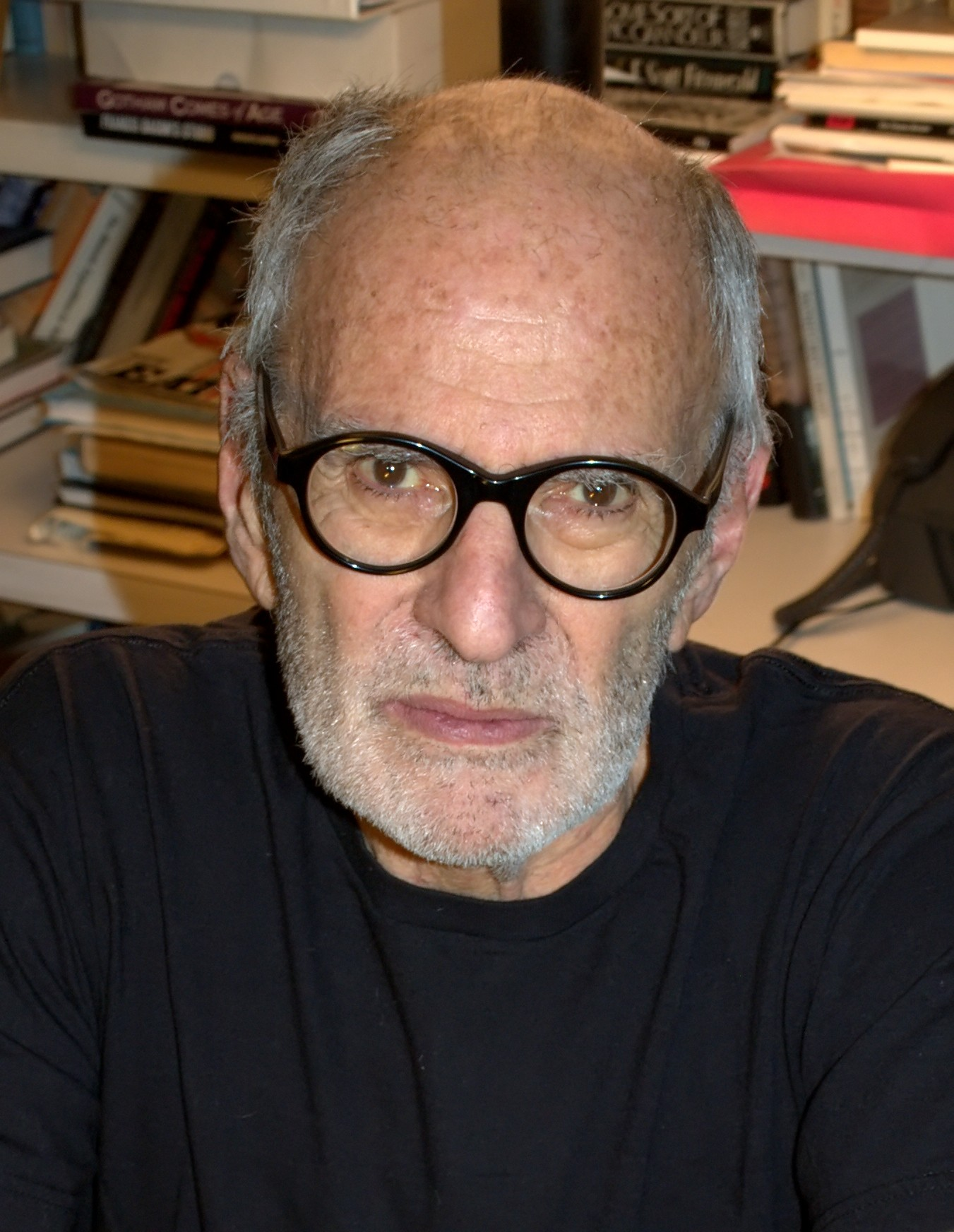
Ларри Крамер

- Баттистелли, Франко (85) — итальянский историк[62].
- Вигерюст, Вегард (94) — норвежский писатель и поэт[63].
- Гамидов, Абзайдин Магомеднабиевич (81) — советский и российский дагестанский поэт[64].
- Гарсиа Вихиль, Федерико (79) — уругвайский композитор и дирижёр[65].
- Жолнерович, Кшиштоф (58) — польский шахматист[66].
- Крамер, Ларри (84) — американский драматург и сценарист[67].
- Мелу Филью, Мурилу (91) — бразильский писатель[68].
- Мицкевич, Михась Константинович (94) — советский и белорусский учёный в области обработки металлов, доктор технических наук (1985), сын Якуба Коласа[69].
- Мозылева, Ирина (51) — белорусская и американская оперная певица (сопрано)[70].
- Поуп, Пегги (91) — американская киноактриса[71].
- Салиев, Акылбек Ленбаевич (67) — киргизский деятель органов госбезопасности, основатель Института стратегического анализа и прогноза Кыргызстана[72].
- Сканелл, Тони (74) — ирландский актёр[73].
- Соловьёв, Александр Алексеевич (77) — российский учёный в области гидродинамики, доктор физико-математических наук (2002), профессор (2004), заведующий лабораторией возобновляемых источников энергии географического факультета МГУ (с 2006 года)[74].
- Тапиа, Пепе (78) — чилийский актёр[75].
- Тёрнер, Билли Ли (95) — американский ботаник[76].
- Хуссейн, Мухтаба (83) — индийский писатель-сатирик, писал на языке урду[77].

## 26 мая

Михаил Бесхмельницын

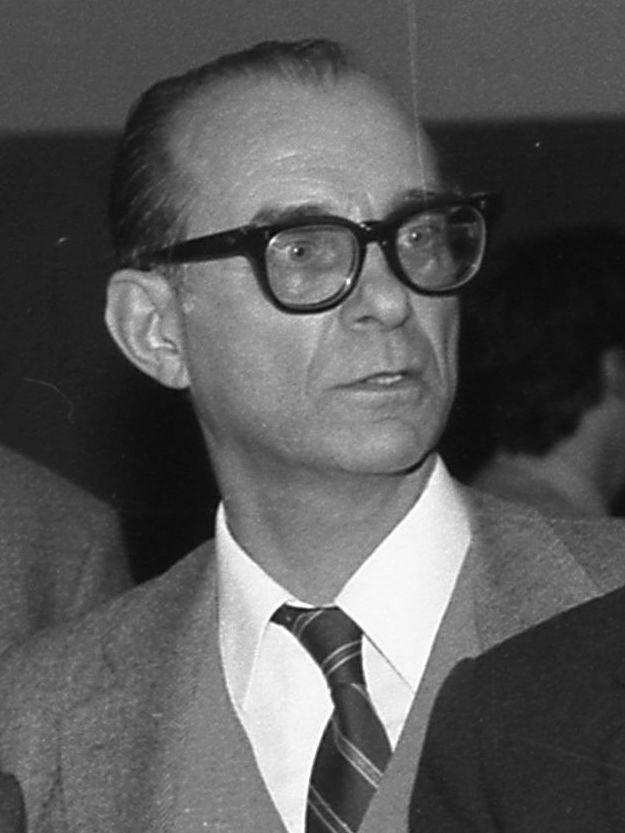
Олег Горникевич

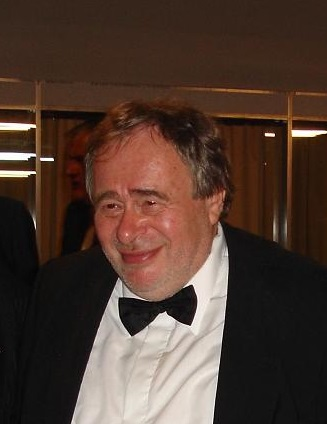
Владимир Лопухин

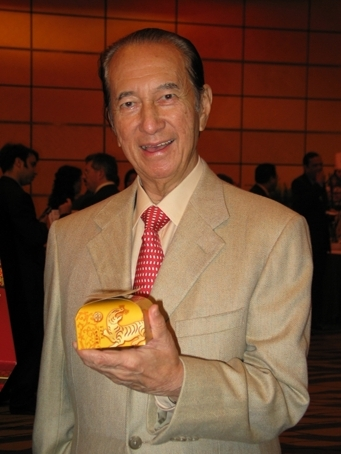
Стэнли Хо

- Абилов, Кахин Мирзали оглы (52) — азербайджанский талышский общественно-политический деятель, меценат, предприниматель[78].
- Артола, Мигель (96) — испанский историк[79].
- Атанс, Майкл (83) — греческий и американский специалист по информационным и решающим системам[80].
- Бесхмельницын, Михаил Иванович (64) — советский и российский государственный деятель, председатель Белгородского областного Совета народных депутатов (1991—1994)[81].
- Бзаев, Юрий Ибрагимович (74) — советский и российский деятель органов госбезопасности, генерал-майор (1991)[82].
- Газарян, Владимир Григорьевич (85) — советский и российский композитор и дирижёр, заслуженный артист РСФСР (1978)[83].
- Гаспаров, Самвел Владимирович (81) — советский и российский кинорежиссёр, муж Натальи Вавиловой[84] Архивная копия от 7 июня 2020 на Wayback Machine.
- Горникевич, Олег (93) — австрийский биохимик, лауреат Премии Вольфа по медицине (1979)[85] Архивная копия от 27 мая 2020 на Wayback Machine.
- Джани, Прахлад (90) — индийский йогин и «святой отшельник»[86].
- Джеймс, Энтони (77) — американский киноактёр[87].
- Каспаров, Альберт Михайлович (92) — советский и российский скульптор[88].
- Лопухин, Владимир Михайлович (68) — советский и российский государственный деятель, министр топлива и энергетики Российской Федерации (1991—1992)[89].
- Мусаев, Кенесбай Мусаевич (89) — советский и российский лингвист, тюрколог, академик Национальной академии наук Казахстана (2003)[90].
- Пардо, Глин (73) — английский футболист («Манчестер Сити»)[91].
- Фишбейн, Моисей Абрамович (73) — украинский поэт и переводчик[92].
- Хеллевиг, Йон (58) — финский юрист и предприниматель[93].
- Херд, Ричард (87) — американский актёр[94][95].
- Херманн, Ирм (77) — немецкая киноактриса[96].
- Хо, Стэнли (98) — гонконгский бизнесмен, основатель SJM Holdings[97].

## 25 мая

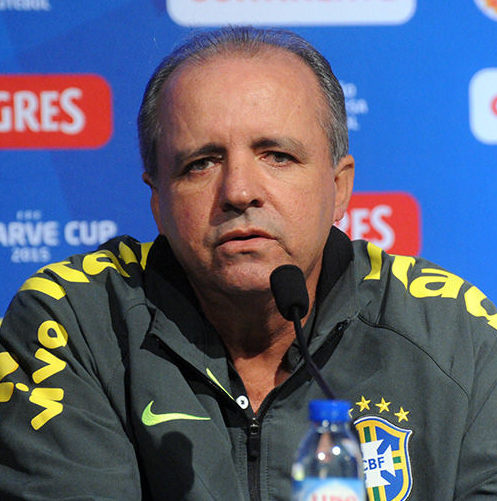
Вадан

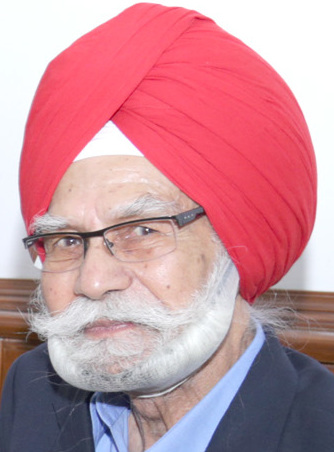
Балбир Сингх

- Белоножкин, Анатолий Иванович (73) — советский хоккеист[98].
- Брынзан, Надежда (71) — молдавский врач, депутат Парламента (1990—1994)[99].
- Вадан (63) — бразильский футбольный тренер, тренер женской национальной сборной[100].
- Де ла Роча, Отто (86) — никарагуанский певец, автор песен и актёр[101].
- Дхумал, Рамчандра (71) — индийский киноактёр[102].
- Калиберда, Иван Афанасьевич (100) — советский и украинский военный деятель, генерал-майор юстиции Украины (2008), Герой Советского Союза (1943)[103].
- Кампаналь, Марселино (89) — испанский футболист и легкоатлет[104].
- Кацарски, Лучезар (58) — болгарский актёр театра и кино, артист Благоевградского театра драмы имени Николы Вапцарова (Республика Болгария)[105].
- Кирунда, Джимми (70) — угандийский футболист, игрок национальной сборной и тренер[106].
- Крёснер, Ренате (75) — немецкая актриса[107].
- Орёл, Владимир Викторович (51) — российский звукорежиссёр, актёр дубляжа и продюсер мультипликационных фильмов[108].
- Писарева, Стелла Владимировна (95) — советский и российский музейный работник, основатель и директор (1979—2018) Музея Казанского университета[109].
- Подъяпольский, Пётр Сергеевич (76) — советский и российский актёр театра, артист РАМТ (1965—1998), заслуженный артист РСФСР, муж Джеммы Осмоловской[110].
- Сингх, Балбир (95) — индийский спортсмен (хоккей на траве), трёхкратный чемпион летних Олимпийских игр (1948, 1952, 1956)[111].
- Файз, Бобои (82) — таджикский певец[112].
- Фигероа, Хосе Роберто (60) — гондурасский футболист, участник чемпионата мира в Испании (1982)[113].
- Флойд, Джордж (46) — афроамериканец, в ответ на гибель которого в США начались антирасистские протесты[114]
- Хён Сын Джон (101) — корейский государственный деятель, премьер-министр Южной Кореи (1992—1993)[115].
- Чижиков, Виктор Михайлович (79) — российский деятель культуры, доктор культурологии, заслуженный профессор МГИКа[116].

## 24 мая

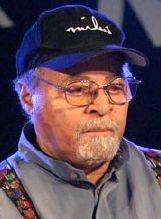
Джимми Кобб

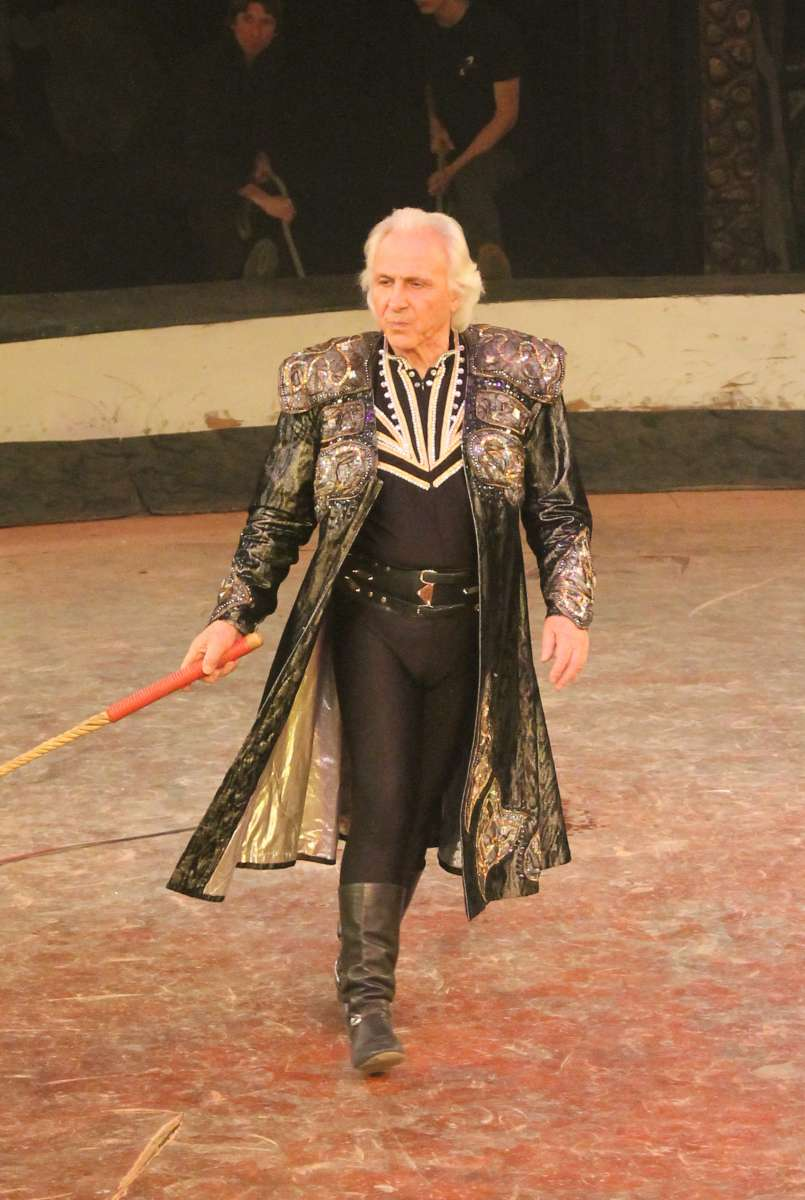
Тамерлан Нугзаров

- Бурназян, Карине (61) — армянская актриса театра и кино[117].
- Ваняшова, Маргарита Георгиевна (77) — театральный и литературный критик, литературовед, историк театра, доктор филологических наук, профессор[118].
- Викторов, Александр Павлович (65) — российский архитектор, главный архитектор Санкт-Петербурга (2004—2008)[119].
- Дабади, Жан-Лу (81) — французский писатель, журналист и сценарист, член Французской академии (2008)[120].
- Дуранте, Карло (73) — итальянский паралимпийский легкоатлет, чемпион летних Паралимпийских игр 1992 года[121].
- Зубрилов, Роман Алексеевич (56) — российский и украинский тренер по биатлону, заслуженный тренер Украины[122].
- Иннокентий (Павлов) (67) — священнослужитель Русской православной церкви, исследователь раннего христианства, переводчик Нового Завета[123].
- Канджо, Хусейн Ахмад — пакистанский государственный деятель, министр науки и технологий Пакистана[124].
- Кобб, Джимми (91) — американский джазовый барабанщик[125].
- Козловский, Николай Павлович (63) — украинский лесовод, директор Института экологии Карпат (с 2007 года), член-корреспондент НАНУ (2018)[126].
- Лиан, Лили (103) — французская певица[127].
- Назри, Джурабек (74) — таджикский певец[128].
- Нугзаров, Тамерлан Темирсолтанович (77) — советский и российский артист цирка, народный артист РСФСР (1985)[129].
- Таланов, Владимир Ильич (86) — советский и российский физик, академик РАН (1992)[130].
- Томинова, Здена (79) — чешская писательница и диссидент[131].
- Феррони, Виктор Энрикович (81) — советский артист цирка, клоун[132].
- Чолпонбаев, Мукар Шалтакович (70) — киргизский государственный деятель, председатель Парламента (1995—1996)[133].

## 23 мая

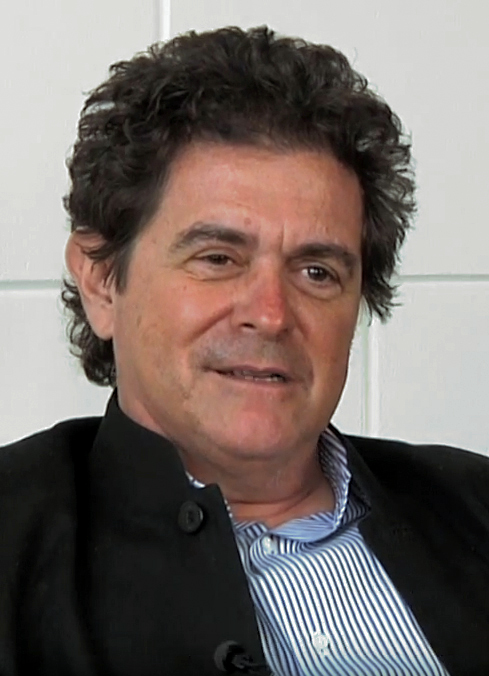
Альберто Алесина

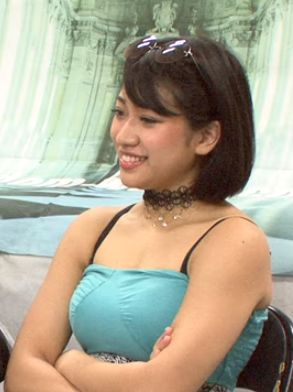
Хана Кимура

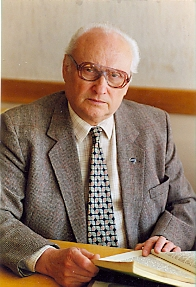
Арнольд Михневич

- Агрызкин, Александр Фёдорович (92) — советский и белорусский тренер по лёгкой атлетике, заслуженный тренер СССР[134].
- Алесина, Альберто (63) — итальянский экономист, профессор Гарвардского университета, член Американской академии искусств и наук (2006)[135].
- Велью да Кошта, Мария (81) — португальская писательница, лауреат Премии Камоэнса (2002)[136].
- Воробьёв, Григорий Тихонович (83) — советский и российский почвовед и агрохимик, доктор сельскохозяйственных наук (1999) (похороны состоялись в этот день)[137].
- Горёнышев, Николай Михайлович (90 или 91) — советский и российский скульптор[138].
- Давыденко, Валерий Николаевич (47) — украинский политический деятель, депутат Верховной Рады (с 2014 года); убийство[139].
- Кимура, Хана (22) — японский рестлер; самоубийство[140].
- Купер (43) — российский рэпер; несчастный случай[141].
- Кучиев, Агубе Георгиевич (92) — советский и российский партийный и общественный деятель, руководитель Северо-Осетинского института гуманитарных и социальных исследований (СОИГСИ)[142].
- Леполь, Фабрис (43) — французский футболист («Осер»), чемпион Франции (1995/96); ДТП[143].
- Макаров, Виктор Константинович (77) — советский и российский хозяйственный деятель, директор Тольяттинского завода ЖБИ (1990— ?)[144].
- Маккавеев, Пётр Николаевич (64) — российский гидрохимик, доктор географических наук, заведующий лабораторией биогидрохимии Института океанологии РАН[145].
- Михневич, Арнольд Ефимович (83) — советский и белорусский языковед, доктор филологических наук (1977), профессор (1980)[146].
- Панде, Джитендра Нат (78) — индийский врач и медицинский исследователь, директор отделения клинической эпидемиологии и заведующий кафедрой медицины Всеиндийского института медицинских наук, профессор, личный врач президента Индии[147].
- Саттон, Эдди (84) — американский баскетбольный тренер[148].
- Селивёрстов, Николай Иванович (73) — советский и российский геофизик и морской геолог, доктор геолого-минералогических наук (1997), профессор[149].
- Стоименов, Евтим Христов — генеральный прокурор Болгарии (1989—1990)[150].
- Тюканов, Сергей (65) — российский и канадский художник[151].
- Хакимова, Мунира (60) — таджикская ведущая и диктор[152].
- Якимова, Роза Феоктистовна (77) — советская и российская театральная актриса, артистка Калужского драматического театра (1968—2020)[153].

## 22 мая

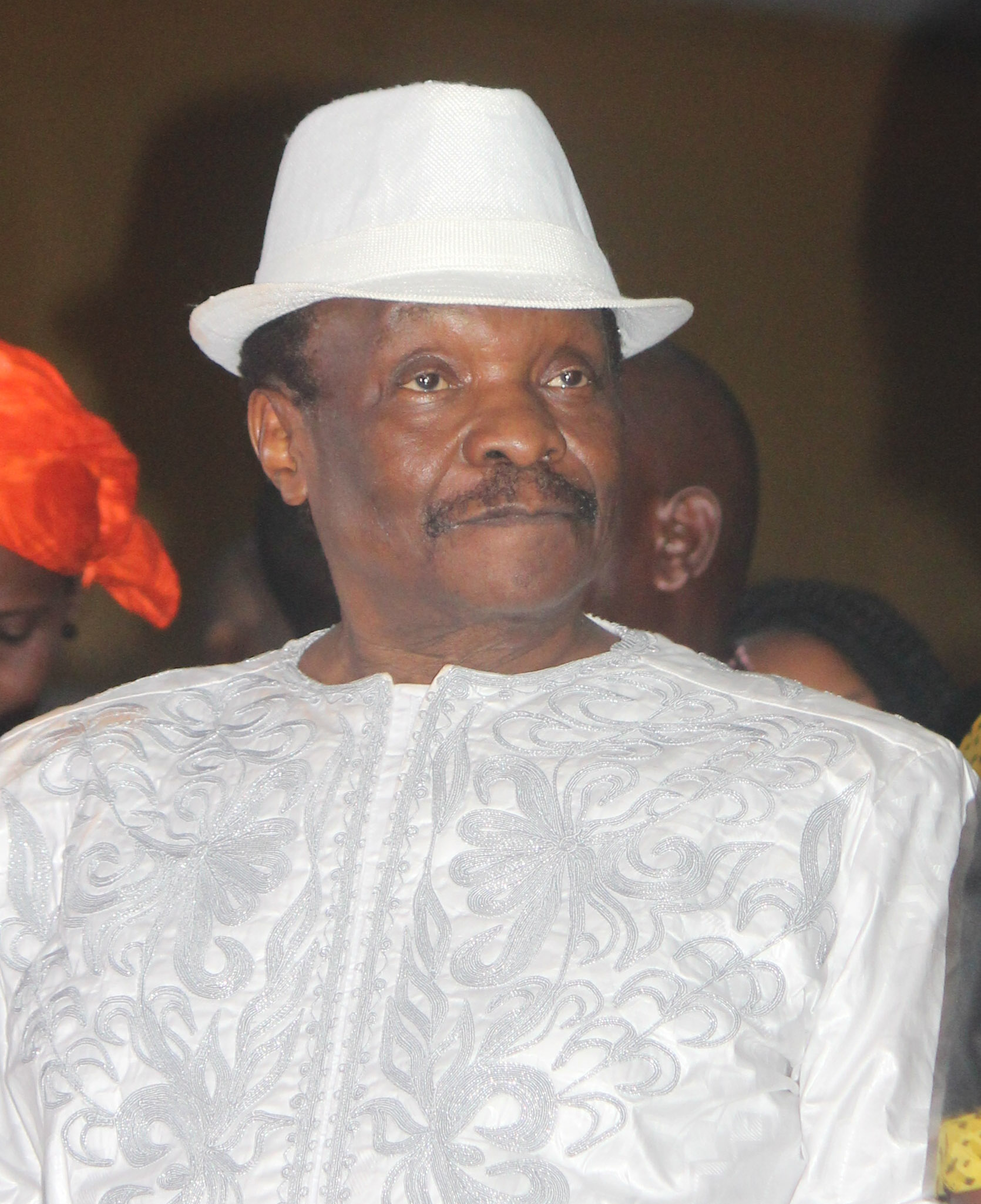
Мори Канте

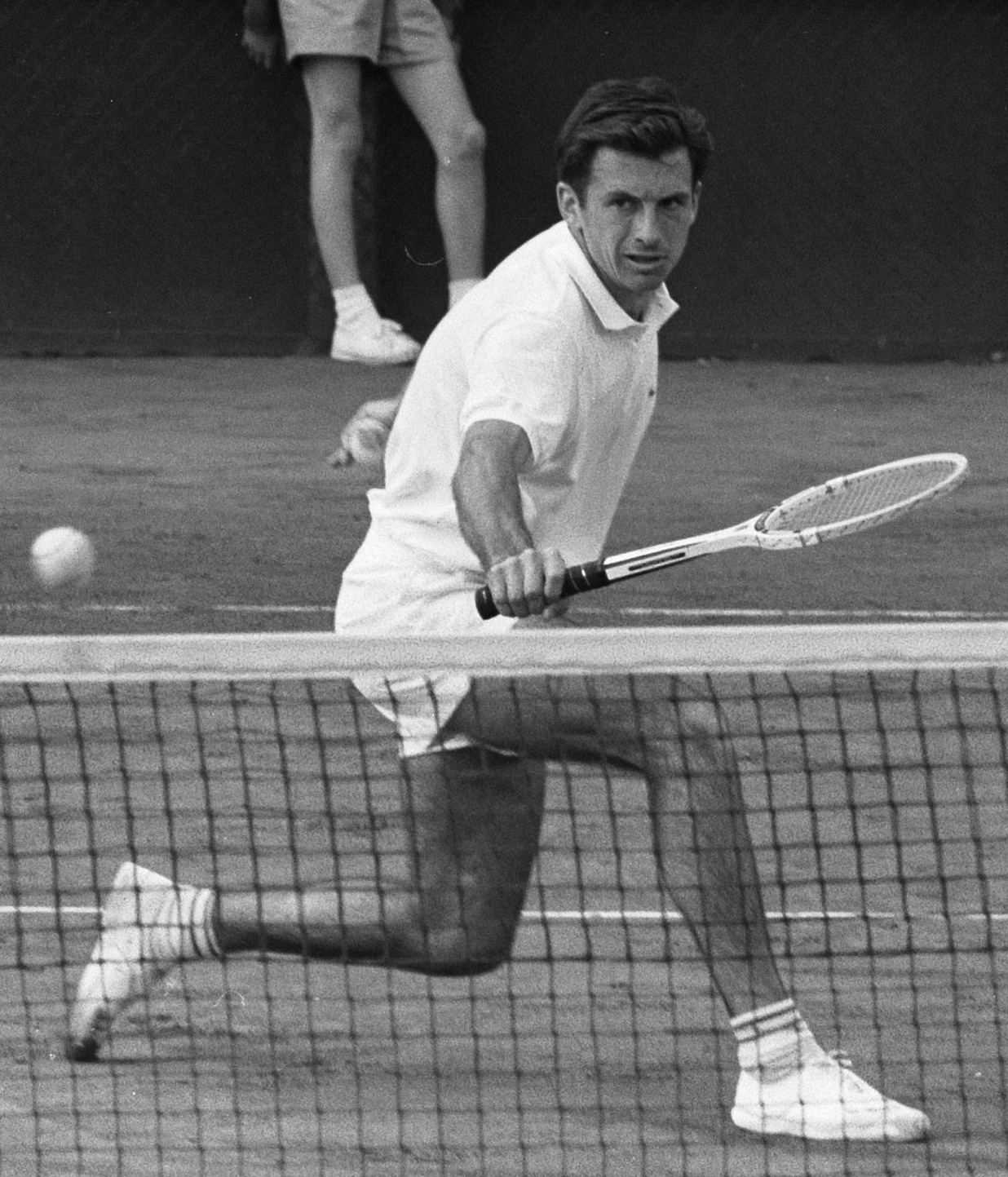
Эшли Купер

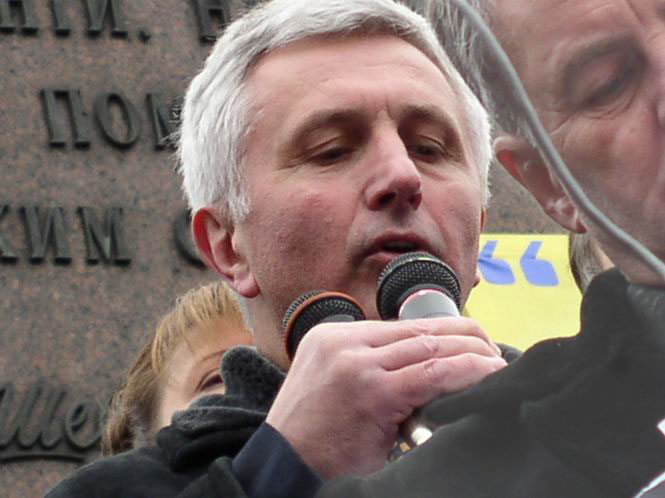
Анатолий Матвиенко

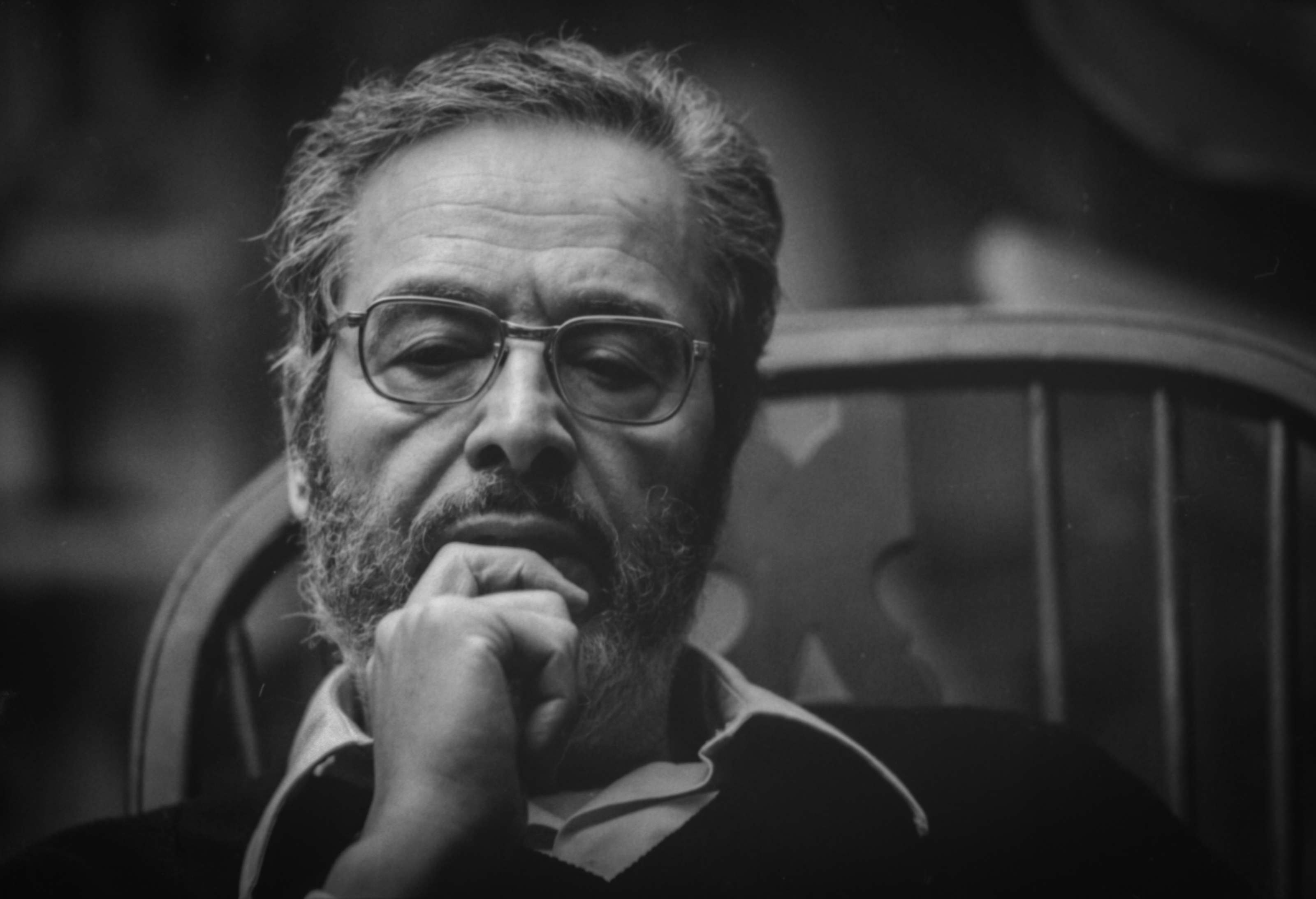
Альбер Мемми

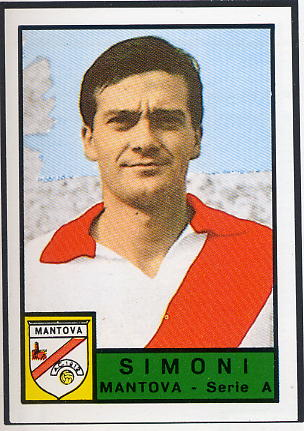
Луиджи Симони

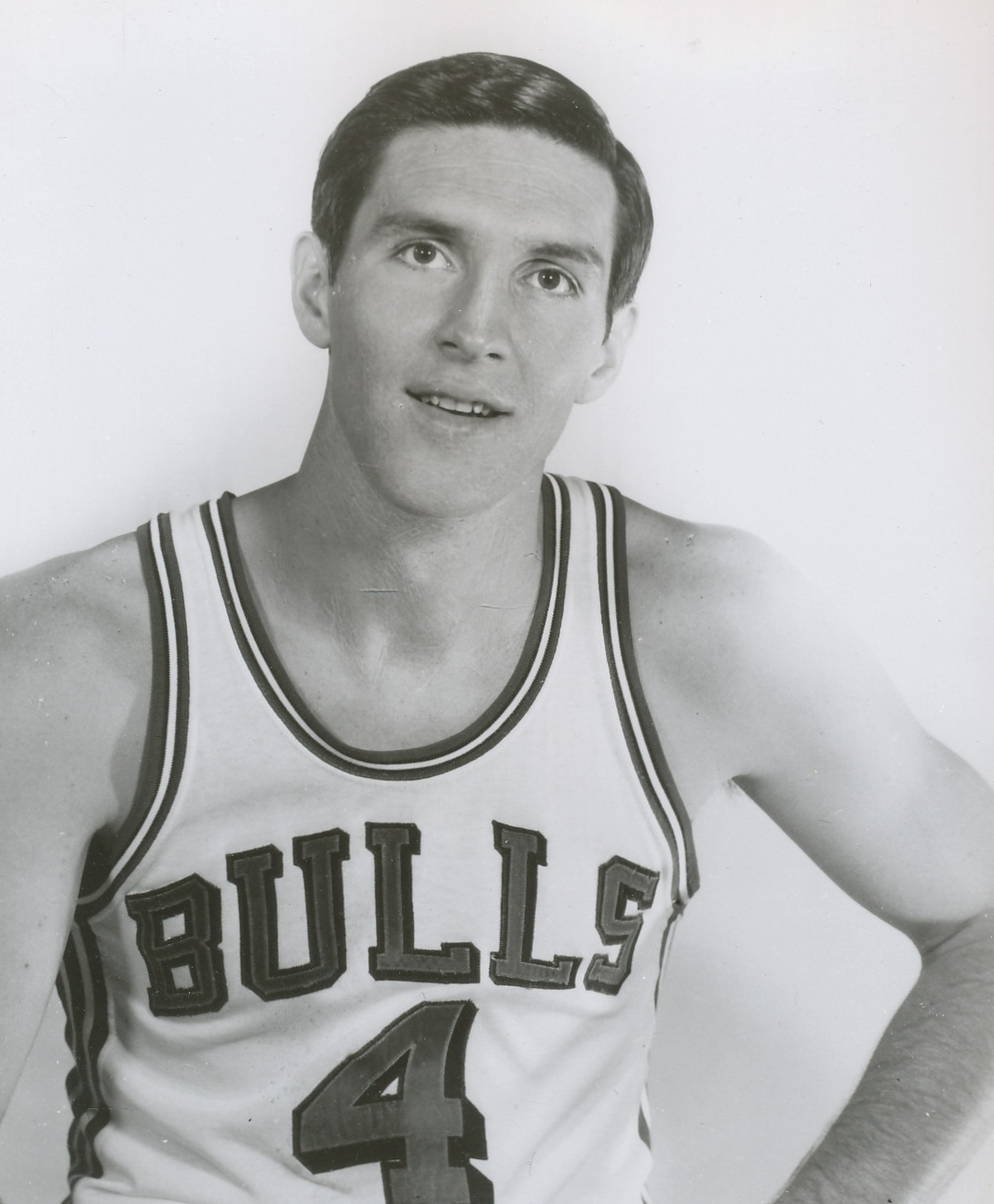
Джерри Слоун

- Абид, Зара (28) — пакистанская фотомодель и актриса; авиакатастрофа[154].
- Ай-Артян, Майя Арташесовна (81) — советский и российский литературный переводчик, редактор и публицист, дочь Арташеса Ай-Артяна[155].
- Бероев, Борис Мацкоевич (83) — советский и российский географ, доктор географических наук, профессор, заслуженный деятель науки Российской Федерации (2000)[156].
- Бонет Корреа, Антонио (94) — испанский историк искусств[157].
- Бочериков, Игорь Алексеевич (55) — российский театральный актёр, артист Алтайского молодёжного театра[158].
- Зельмке, Клаус (70) — немецкий музыкант, барабанщик группы City[159].
- Канте, Мори (70) — гвинейский исполнитель на коре и певец[160].
- Кошкинбаев, Узакбай Сейфуллаевич (73) — советский и казахстанский художник[161].
- Кроненберг, Дениз (81) — канадская художница по костюмам[162].
- Кудряшов, Евгений Алексеевич (72) — российский учёный в области технологии машиностроения, доктор технических наук (1997), заслуженный профессор Читинского университета (2007)[163].
- Купер, Эшли (83) — австралийский теннисист, первая ракетка мира среди любителей (1957, 1958)[164].
- Матвиенко, Анатолий Сергеевич (67) — украинский государственный деятель, депутат Верховной рады (1990—1994, 1998—2005, 2006—2012), председатель Совета Министров АРК (2005)[165].
- Мемми, Альбер (99) — французский писатель[166].
- Мрдакович, Милян (38) — сербский футболист, участник летних Олимпийских игр в Пекине (2008); самоубийство[167].
- Рыбакова, Людмила Дмитриевна (80) — советский и российский искусствовед и музейный работник, заслуженный работник культуры Российской Федерации[168].
- Сатурн (84) — миссисипский аллигатор, содержавшийся в Московском зоопарке.
- Симони, Луиджи (81) — итальянский футболист, полузащитник и тренер, обладатель Кубка Италии (1961/62) в составе клуба «Наполи», главный тренер миланского «Интера» (1997—1998)[169].
- Сингх, Найпал (79) — индийский политический деятель, член Парламента (2014—2019)[170].
- Слоун, Джерри (78) — американский баскетболист и тренер, главный тренер клуба НБА «Юта Джаз» (1988—2011)[171].
- Турчанинова, Галина Степановна (90) — советская и российская скрипачка и педагог, заслуженный деятель искусств Российской Федерации[172].
- Хенейн, Адам (91) — египетский скульптор[173].

## 21 мая

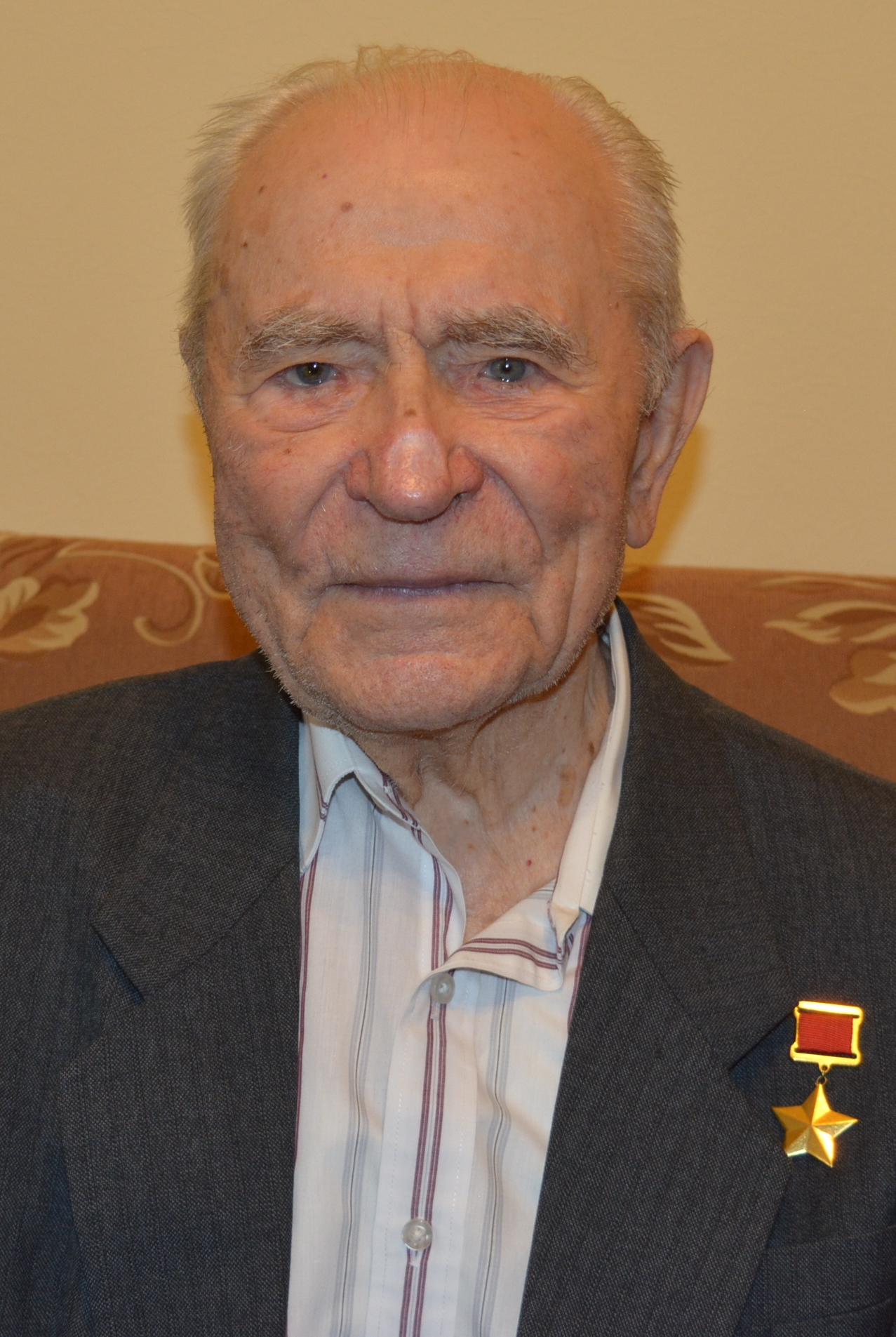
Юрий Зарудин

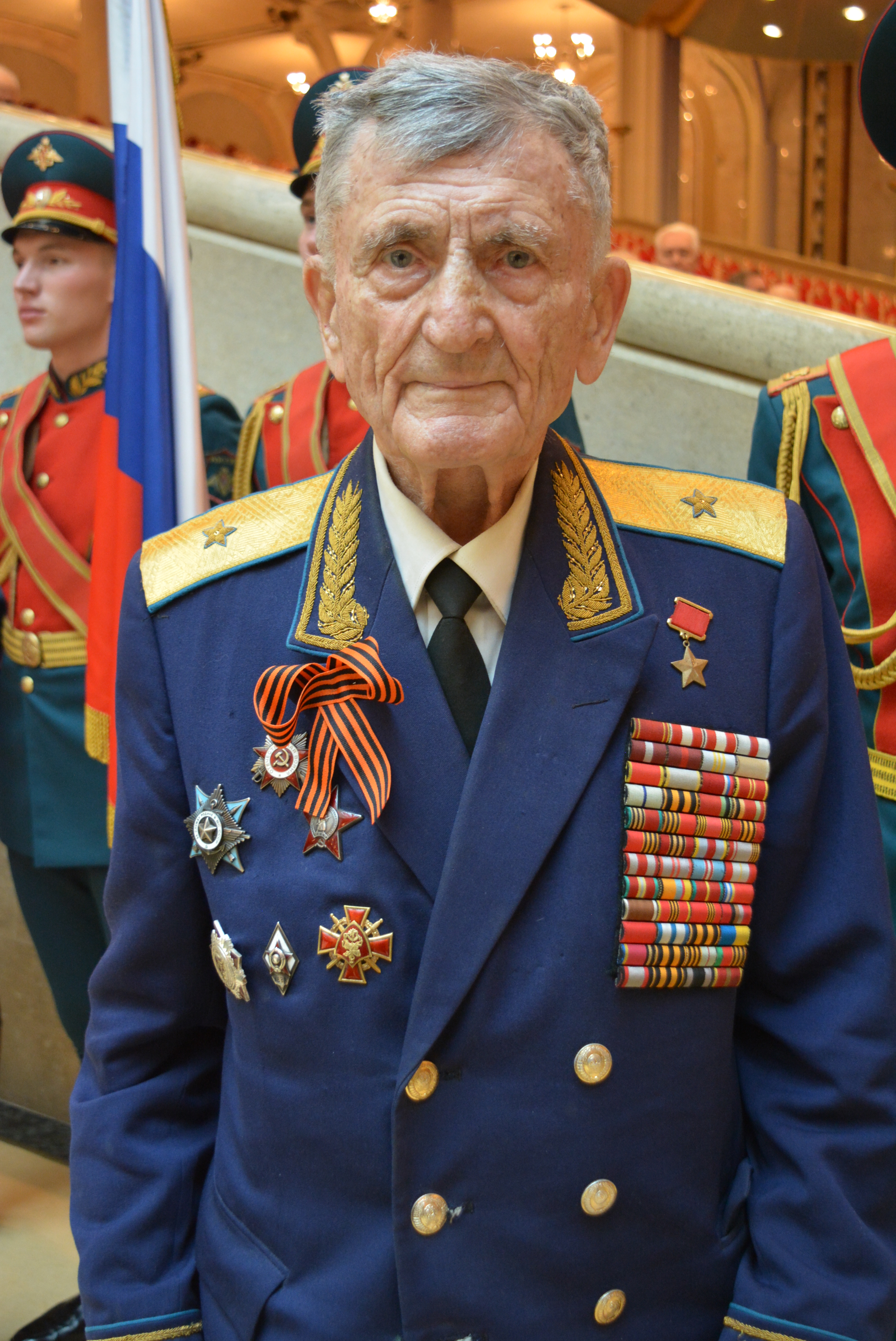
Сергей Крамаренко

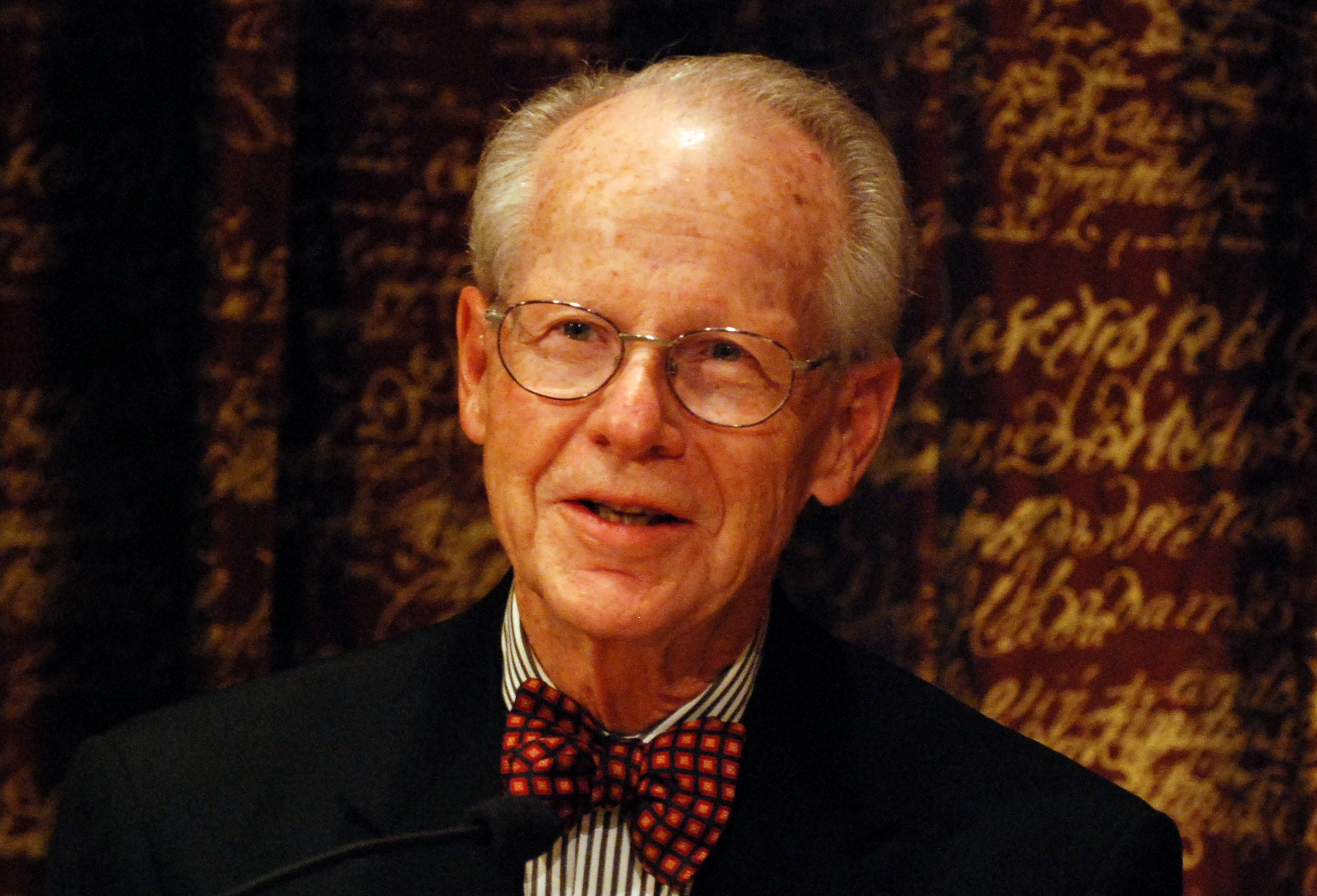
Оливер Уильямсон

- Бадра, Игорь Иргитович (67) — советский и российский тувинский поэт, журналист, переводчик[174][175].
- Бом, Берит (87) — шведская оперная певица (сопрано)[176].
- Герасимов, Александр Петрович (61) — советский хоккеист (ЦСКА), чемпион зимних Олимпийских игр в Сараево (1984), заслуженный мастер спорта (1984)[177].
- Даурова-Сланова, Зоя Николаевна (85) — советская и российская осетинская поэтесса[178].
- Зарудин, Юрий Фёдорович (96) — советский военачальник, командующий Северной группой войск (1978—1984), генерал-полковник (1978), Герой Советского Союза (1945)[179].
- Каппеллетти, Винченцо (89) — итальянский философ[180].
- Колстад, Арнульф (78) — норвежский психолог[181].
- Крамаренко, Сергей Макарович (97) — советский военный лётчик, генерал-майор авиации (1979), Герой Советского Союза (1951)[182].
- Красиков, Анатолий Андреевич (88) — советский и российский журналист и политолог, доктор исторических наук (1990), профессор[183].
- Лозовский, Владимир Николаевич (92) — советский и российский физик, доктор физико-математических наук (1974), профессор (1975), заслуженный деятель науки и техники РСФСР (1988)[184].
- Лью Бен Хен (95) — южнокорейский дипломат, посол в США (1982—1985)[185].
- Мертен, Алан (78) — американский университетский администратор, президент университета Джорджа Мейсона (1996—2012)[186].
- Мойя, Роберто (64) — кубинский и испанский дискобол, бронзовый призёр летних Олимпийских игр в Барселоне (1992)[187].
- Очоа, Эктор (77) — аргентинский футболист, игрок национальной олимпийской сборной, участник летних Олимпийских игр в Токио (1964)[188].
- Поусон, Дэвид (90) — британский библеист[189].
- Радованович, Мирослав (72 или 73) — югославский и сербский эстрадный и фолк-певец[190].
- Сейранович, Беким (48) — боснийский писатель и литературный переводчик[191].
- Уильямсон, Оливер Итон (87) — американский экономист, лауреат Нобелевской премии по экономике (2009)[192].
- Аль-Фарх, Мамун (62) — сирийский актёр[193].
- Ферретти, Клаудио (77) — итальянский журналист и писатель[194].
- Хаулетт, Нил (85) — британский оперный певец (баритон)[195].
- Хусте де Нин, Луис (75) — испанский художник и дизайнер одежды[196].
- Штрак, Герхард (64) — западногерманский футболист, выступавший за клуб «Кёльн» (1974—1985) и национальную сборную (1982—1984)[197].

## 20 мая

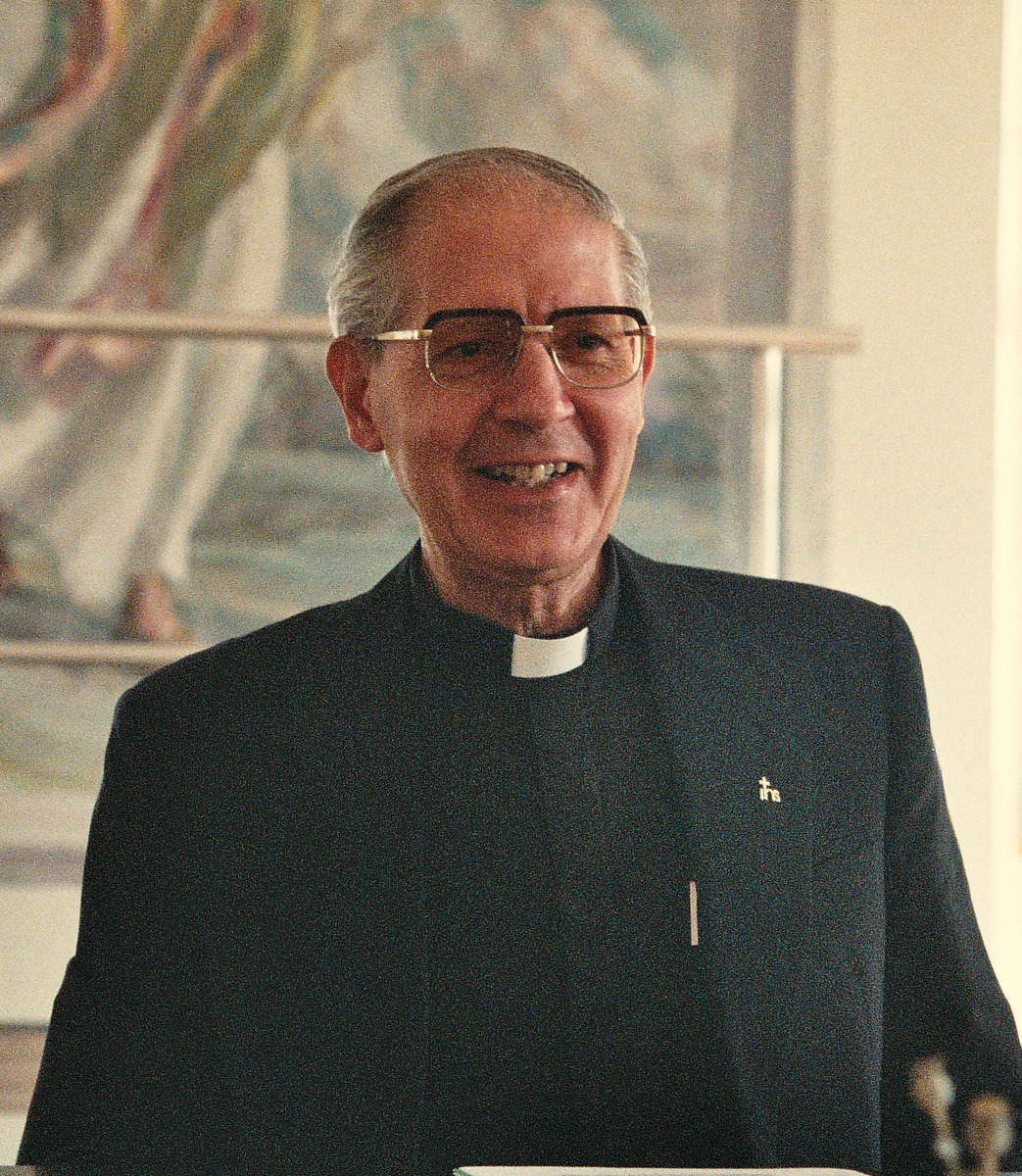
Адольфо Николас

- Ага, Сайед (78) — пакистанский государственный деятель, губернатор Белуджистана (1999)[198].
- Амаро, Хуан Хусто (89) — уругвайский политический деятель, сенатор (2005—2010)[199].
- Белый, Вячеслав Владимирович (74) — российский физик, доктор физико-математических наук (1988), сотрудник ИЗМИРАН (с 1971 года)[200].
- Ван Вэйсин (61) — китайский астрофизик, член Китайской академии наук (2011)[201].
- Губанов, Сергей Леонидович (44) — полковник полиции Украины, Герой Украины (2020)[202].
- Гункель, Вольфганг (72) — восточногерманский гребец академического стиля, чемпион летних Олимпийских игр в Мюнхене (1972)[203].
- Дорофеева, Алла Владимировна (84) — российский математик, заслуженный преподаватель МГУ[204].
- Кремов, Виленин Евсеевич (88) — советский и российский хоровой дирижёр, основатель и художественный руководитель хора мальчиков и юношей «Орлята» (Киров), заслуженный работник культуры РСФСР[205].
- Марков, Виктор Анатольевич (84) — советский и российский хозяйственный деятель, генеральный директор ООО "ИТЦ «Агропромстрой», заслуженный строитель России[206].
- Мурашкин, Геннадий Васильевич (84) — российский учёный в области создания и исследования конструкций из бетона, член-корреспондент РААСН[207].
- Николас, Адольфо (84) — генерал Общества Иисуса (иезуиты) (2008—2016)[208].
- Пимен (Зайня) (90) — епископ Румынской православной церкви, архиепископ Сучавский и Рэдэуцкий (с 1991 года)[209].
- Рошкован, Людмила Романовна (81) — советская и российская театральная актриса и режиссёр, основатель и художественный руководитель (1974—2018) театра «Человек», заслуженный деятель искусств Российской Федерации (1993)[210].
- Симанова-Тотева, Калинка (93) — болгарская баскетболистка[211].
- Сотников, Валентин Пантелеевич (79) — советский и российский тренер по велосипедному спорту (трек и шоссе), заслуженный тренер Российской Федерации[212].
- Теренци, Джанфранко (79) — сан-маринский государственный деятель, капитан-регент Сан-Марино (1987—1988, 2000—2001, 2006 и 2014—2015)[213].
- Товичхаикул, Серапонг (67) — таиландский государственный деятель, заместитель премьер-министра (2012—2014), министр иностранных дел (2011—2014)[214].

## 19 мая

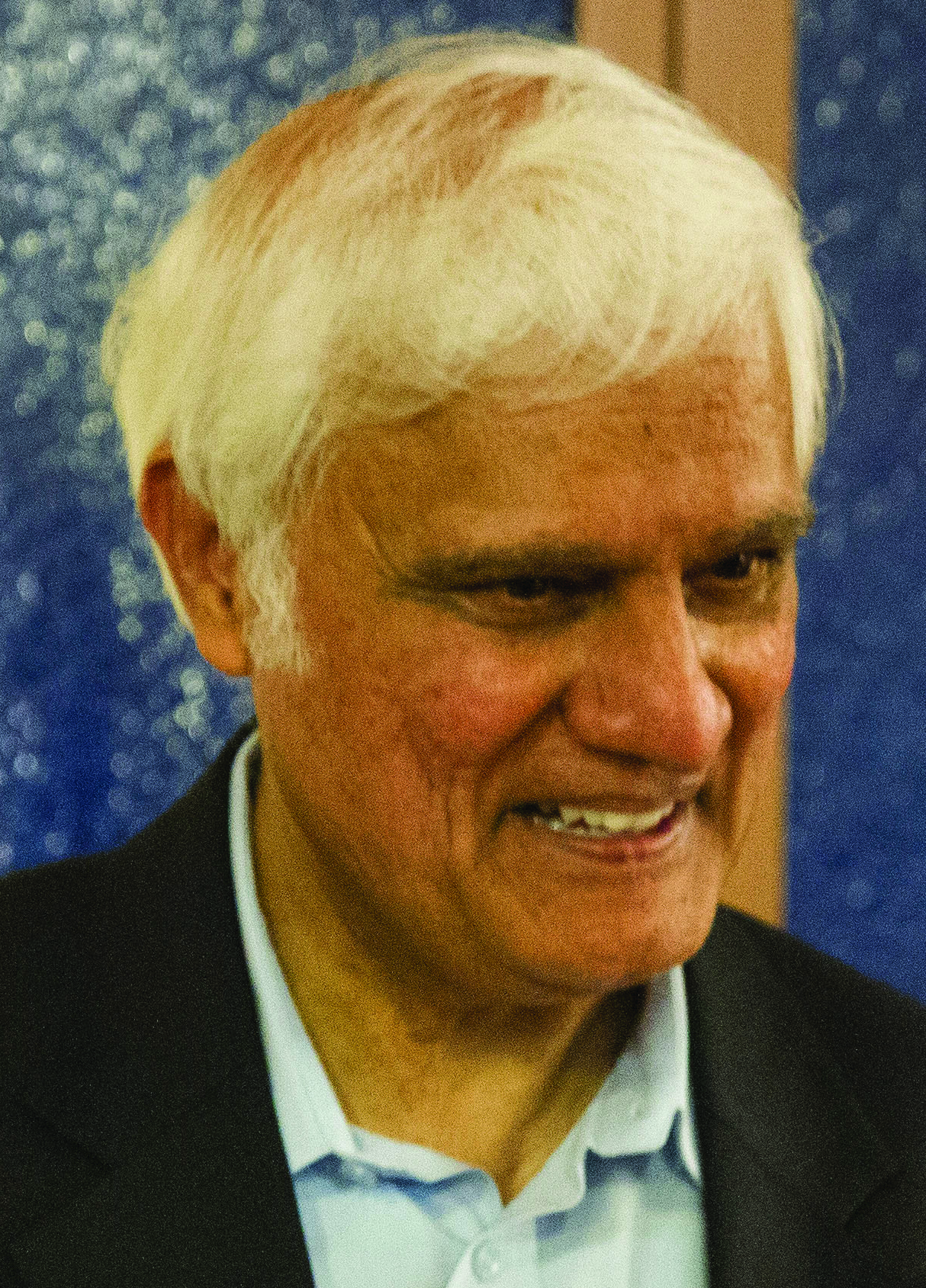
Рави Захариас

- Алидод, Хуршед (84) — таджикский певец, музыкант и композитор, заслуженный артист Таджикистана[215].
- Анушкевич, Ричард (89) — американский художник и скульптор[216][217].
- Бродман, Давид (84) — нидерландский и израильский религиозный деятель, главный раввин Амстердама (1964—1974)[218].
- Герова, Нина Григорьевна (94) — советская и российская поэтесса-песенник[219].
- Егоровский, Вадим Фёдорович (78) — советский и российский фотожурналист[220].
- Захариас, Рави (74) — американский христианский апологет и защитник библейского христианства[221].
- Зверев, Анатолий Степанович (82) — советский и киргизский тренер по плаванию, заслуженный тренер Кыргызстана[222].
- Ивакин, Николай Иванович (82) — советский и российский поэт[223].
- Магомедбеков, Ухумаали Гаджиевич (73) — российский физикохимик, доктор химических наук (2002), профессор кафедры неорганической химии ДГУ[224].
- Ротенберг, Сьюзен (75) — американская художница, живописец-абстракционист, гравёр, рисовальщик[225].
- Томас, Норман (90) — американский астроном[226].
- Хирон Боланьос, Карлос Альберто (65) — никарагуанский политический деятель, депутат Парламента[227].
- Шелухин, Тимофей Семёнович (93) — советский и российский писатель[228].

## 18 мая

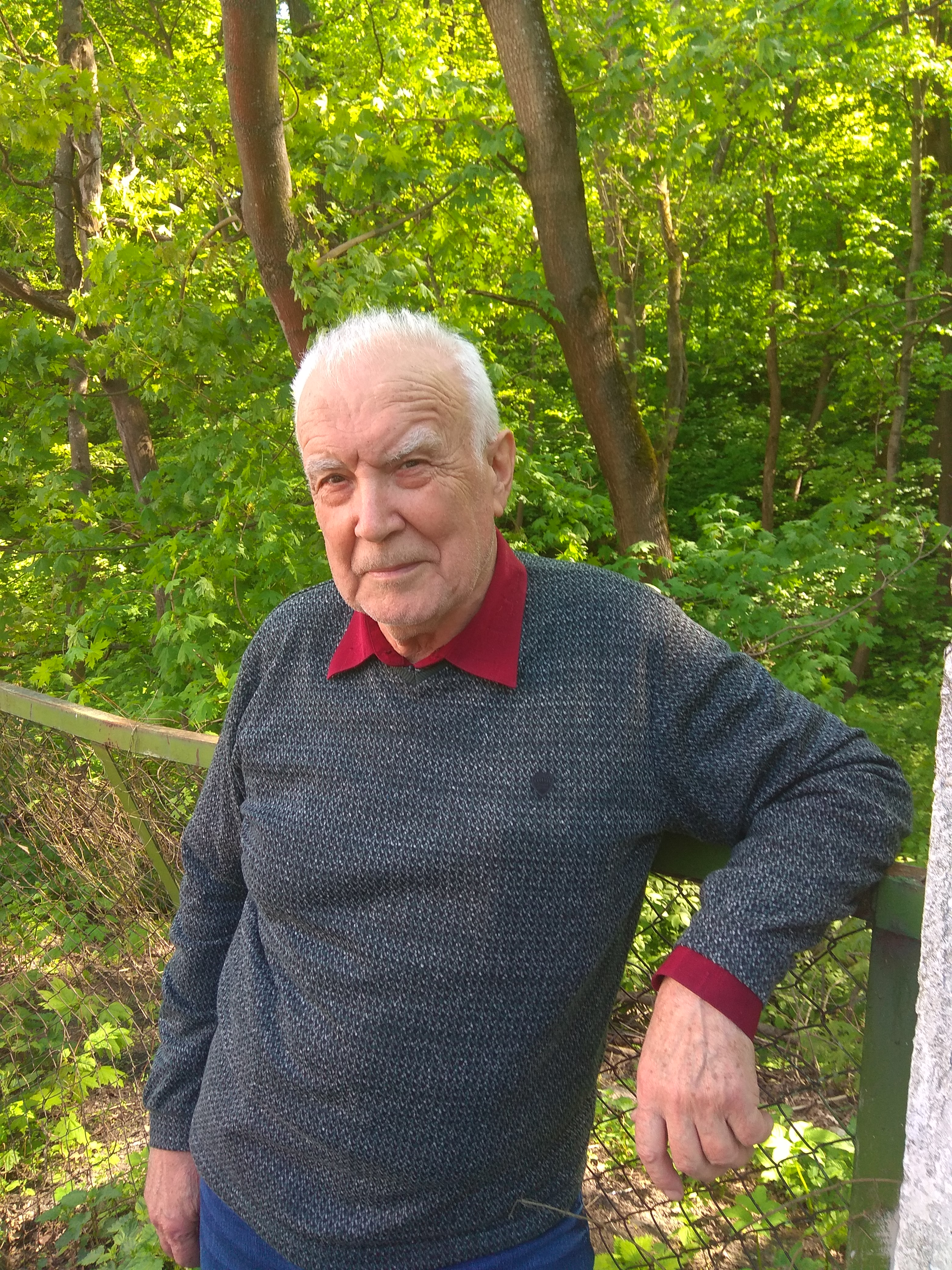
Николай Копачевский

- Вандиловский, Пётр Викторович (65) — белорусский дирижёр и музыкальный педагог[229].
- Володько, Георгий Владимирович (53) — российский художник[230].
- Голуб, Владимир Александрович (82) — советский и российский театральный режиссёр, режиссёр Александринского театра (1987—2006), заслуженный деятель искусств РСФСР (1981)[231].
- Коломбан, Антонио (88) — итальянский футболист («Мессина», «Кальяри», «Таранто») и тренер («Мессина», «Таранто», «Торрес», «Галлиполи», «Джела»)[232].
- Копачевский, Николай Дмитриевич (80) — советский, украинский и российский математик, доктор физико-математических наук (1980), заведующий кафедрой математического анализа Таврической академии КФУ (с 1981 года)[233].
- Куранбек, Бейсен Абайулы (48) — казахстанский журналист и телеведущий[234].
- Нател, Лаудо (99) — бразильский государственный деятель, губернатор Сан-Паулу (1966—1967, 1971—1975)[235].
- Осмонд, Кен (76) — американский актёр[236][237].
- Россиньоль, Мишель (80) — канадская актриса[238].
- Рубцов, Виктор Петрович (82) — советский и российский учёный, профессор ФГБОУ ВО "Научно-исследовательский университет «МЭИ» (1987—2002). Заслуженный работник высшей школы РФ [источник не указан 1888 дней].
- Табаровский, Александр Геннадьевич (91) — советский тренер по настольному теннису, заслуженный тренер СССР[239].
- Усова, Галина Сергеевна (88) — советская и российская поэтесса и литературный переводчик[240].
- Филипович, Никола (86) — хорватский архитектор[241].
- Шумов, Владимир Георгиевич (79) — казахстанский и российский государственный деятель, министр внутренних дел Казахстана (1992—1994)[242].
- Элснер, Марко (60) — словенский футболист, игравший за сборную Югославии и за национальную сборную, бронзовый призёр летних Олимпийских игр в Лос-Анджелесе (1984)[243].

## 17 мая

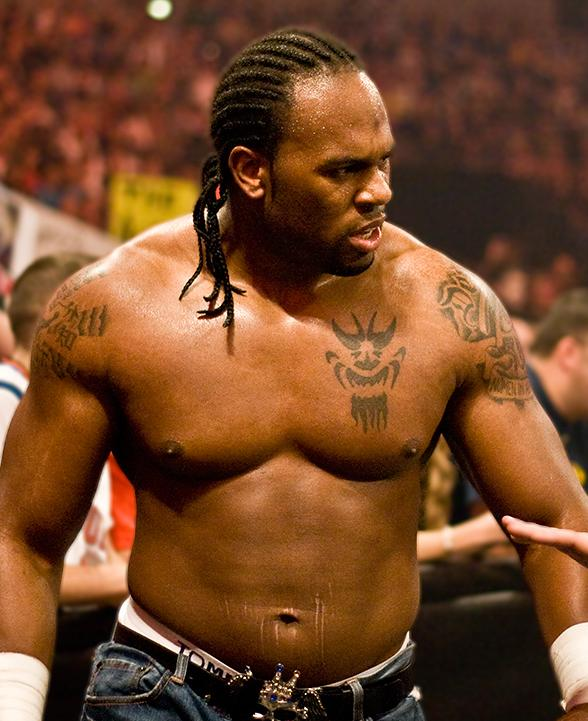
Шад Гаспард

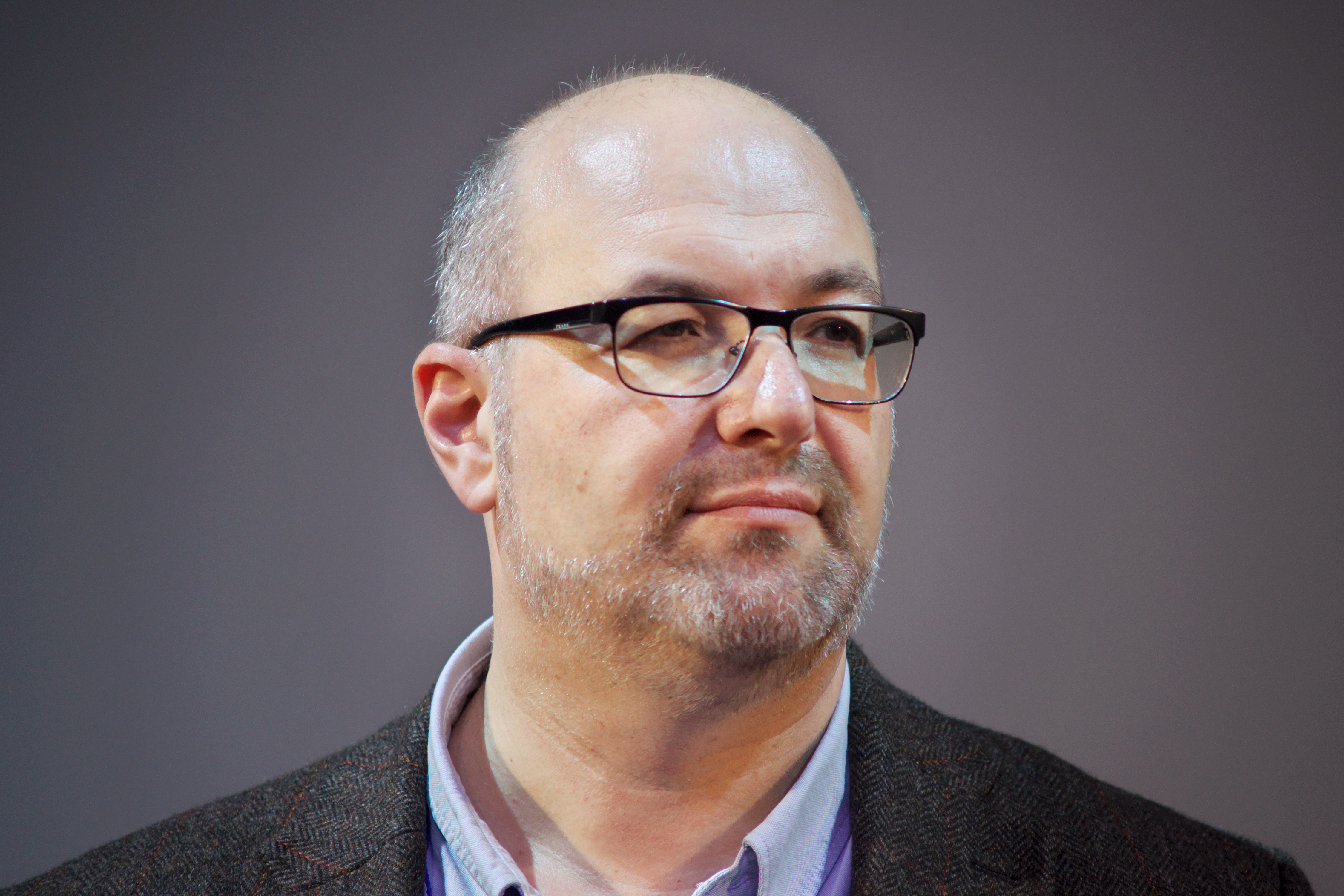
Юрий Зиссер

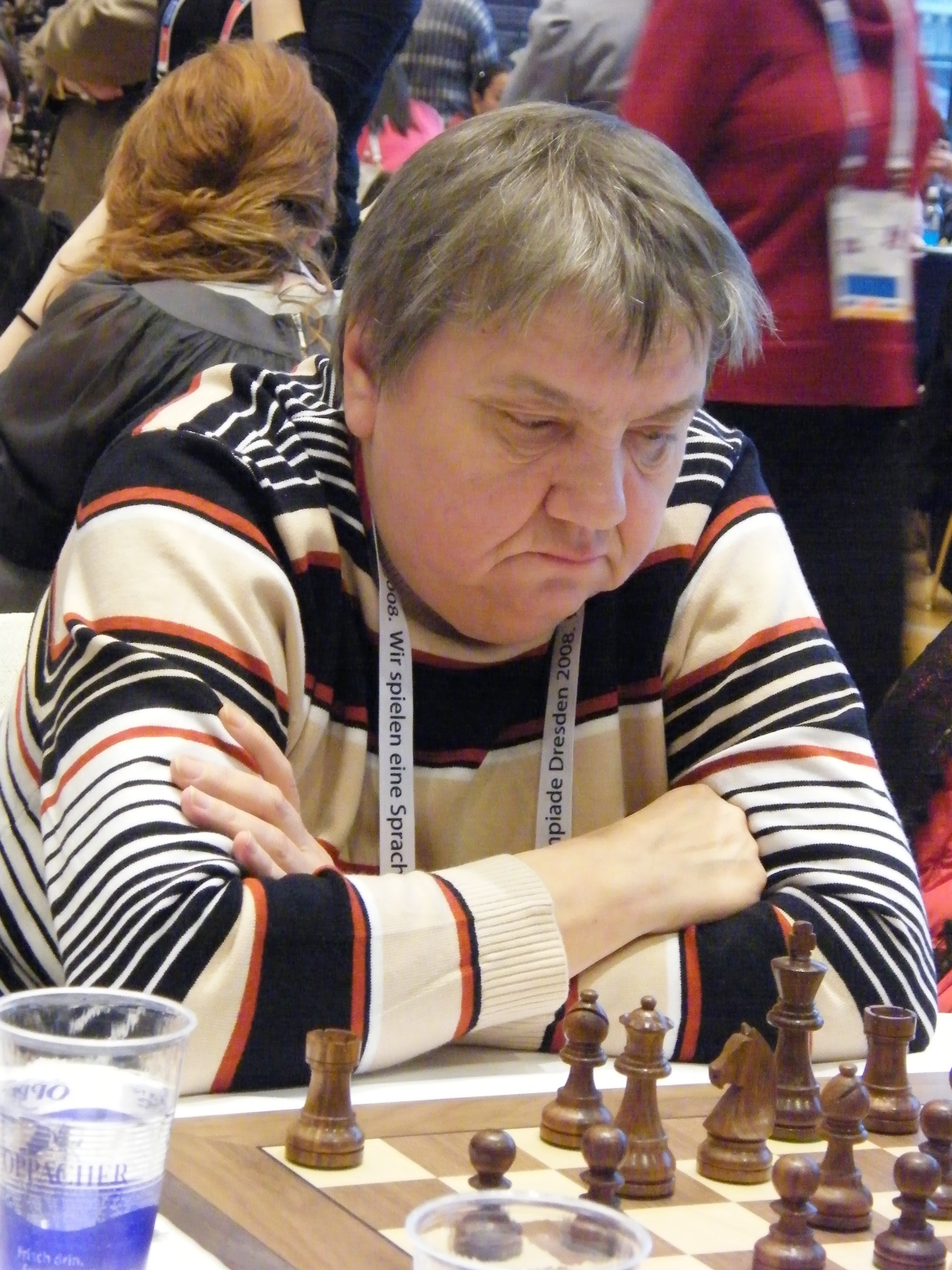
Татьяна Лемачко

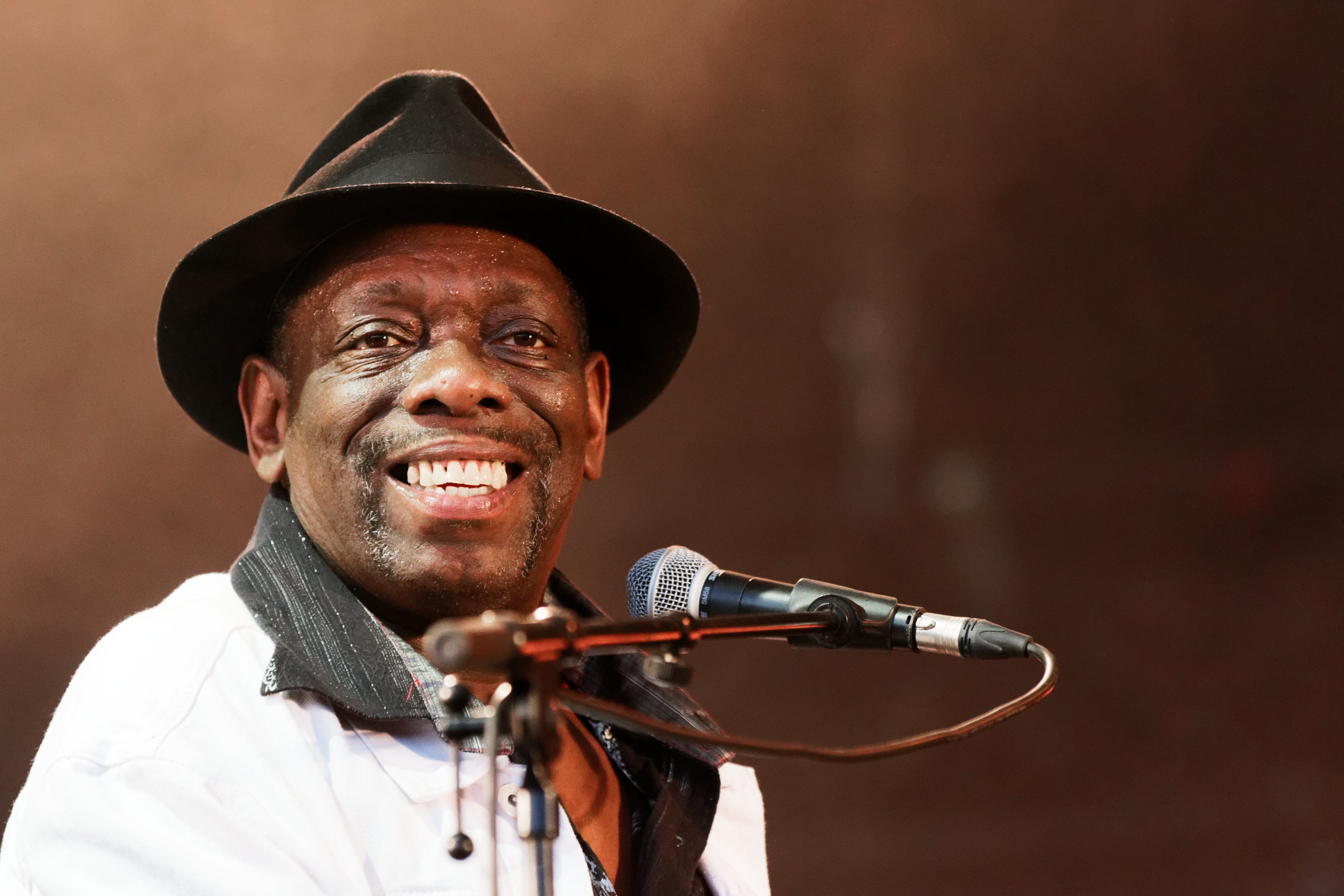
Лаки Патерсон

- Гарсон, Маргарет (92) — австралийский врач и исследовательница в области цитогенетики.
- Гаспард, Шад (39) — американский рестлер, выступавший в World Wrestling Entertainment (WWE); несчастный случай[244].
- Ду Вэй (57) — китайский дипломат, посол КНР на Украине (2016—2020) и в Израиле (с 2020 года)[245].
- Жалов, Константин (91) — болгарский тренер по лёгкой атлетике и спортивный функционер[246].
- Зиссер, Юрий Анатольевич (59) — белорусский предприниматель, основатель и совладелец белорусского интернет-ресурса TUT.BY[247] Архивная копия от 18 мая 2020 на Wayback Machine.
- Кирилловская, Нина Максимовна (88) — советский и российский музеевед, заслуженный работник культуры РСФСР[248].
- Кревуазье, Жак (72) — французский футбольный тренер[249].
- Кутилейру, Жозе (85) — португальский дипломат и писатель, генеральный секретарь Западноевропейского союза (1994—1999)[250].
- Лемачко, Татьяна (72) — швейцарская шахматистка, гроссмейстер (1977)[251].
- Меркюр, Моник (89) — канадская актриса[252].
- Питерсон, Лаки (55) — американский певец[253].
- Сельвинская, Татьяна Ильинична (92) — советский и российский театральный художник, заслуженный деятель искусств РСФСР (1990), дочь И. Л. Сельвинского[254].
- Сергиенко, Юрий Павлович (71) — российский деятель образования, ректор Благовещенского педагогического университета (1999—2014)[255].
- Томас, Петер (94) — немецкий композитор[256].
- Трофимов, Жорес Александрович (95) — советский и российский публицист и краевед[257].
- Фелльнер, Германн (69) — западногерманский политический деятель, депутат Бундестага (1980—1990)[258].
- Хамзин, Адоль Сагманович (86) — советский и российский артист балета и хореограф, заслуженный артист РСФСР (1966)[259].
- Шведов, Григорий Иванович (73) — советский и российский врач и деятель образования, заслуженный врач России, заведующий кафедрой организации фармацевтического дела Воронежского государственного медицинского университета[260].

## 16 мая

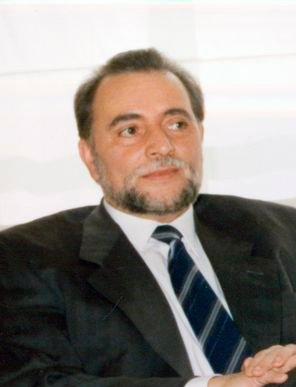
Хулио Ангита

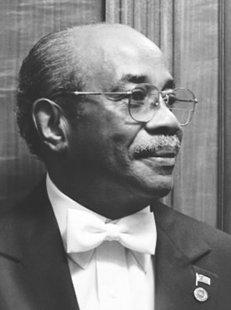
Уилсон Джерман

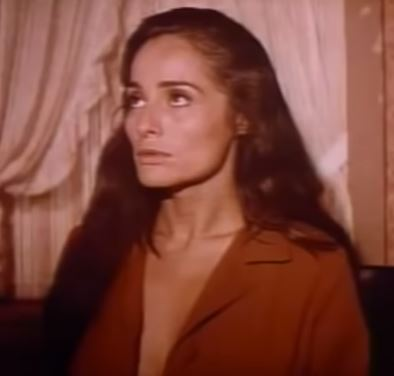
Пилар Пельисер

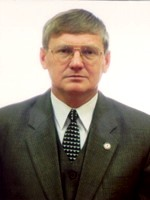
Виктор Шудегов

- Ангита, Хулио (78) — испанский политический деятель, генеральный секретарь Коммунистической партии Испании (1988—1998), лидер Объединённых левых (1989—2000), мэр Кордовы (1979—1986)[261].
- Ардебили, Хосейн Каземпур (68) — иранский государственный деятель и дипломат, министр торговли (1980—1981), посол в Японии (1990—1995), постоянный представитель Ирана при ОПЕК (1995—2008, с 2013)[262].
- Брейди, Джерард (83) — ирландский государственный деятель, министр образования (1982)[263].
- Ванага, Аустра Феликсовна (93) — советская и латвийская германистка и специалист по немецкому языку[264].
- Гомоляко, Юрий Петрович (73) — советский хоккеист («Салават Юлаев», «Трактор» Челябинск), отец хоккеиста Сергея Гомоляко[265].
- Джерман, Уилсон (91) — американский дворецкий и сотрудник Белого дома (1957—2012)[266].
- Зулхашев, Чапай (81) — советский и казахский театральный режиссёр и актёр, заслуженный деятель искусств Казахской ССР (1988)[267].
- Клюшин, Юрий Фёдорович (78) — российский учёный в области эксплуатации автомобильного транспорта, доктор технических наук (1992), профессор кафедры «Автомобильный транспорт» ТГТУ[268].
- Пельисер, Пилар (82) — мексиканская актриса[269].
- Россидис, Джин (92) — американский футболист и государственный деятель[270].
- Рычагов, Георгий Иванович (96) — советский и российский геоморфолог, доктор географических наук, заслуженный профессор МГУ (1994), заслуженный деятель науки РСФСР (1984)[271].
- Тангян, Сёма Амазаспович (93) — советский и российский политолог, член-корреспондент РАО (1993)[272][273].
- Царенков, Борис Васильевич (89) — советский и российский физик, доктор физико-математических наук (1985)[274].
- Чун Чаочэнь (95) — тайваньский писатель[275].
- Шудегов, Виктор Евграфович (67) — российский государственный деятель, член Совета Федерации (2001—2007), депутат Государственной Думы (2007—2016)[276].
- Эйленд, Клифф (65) — канадский художник[277].

## 15 мая

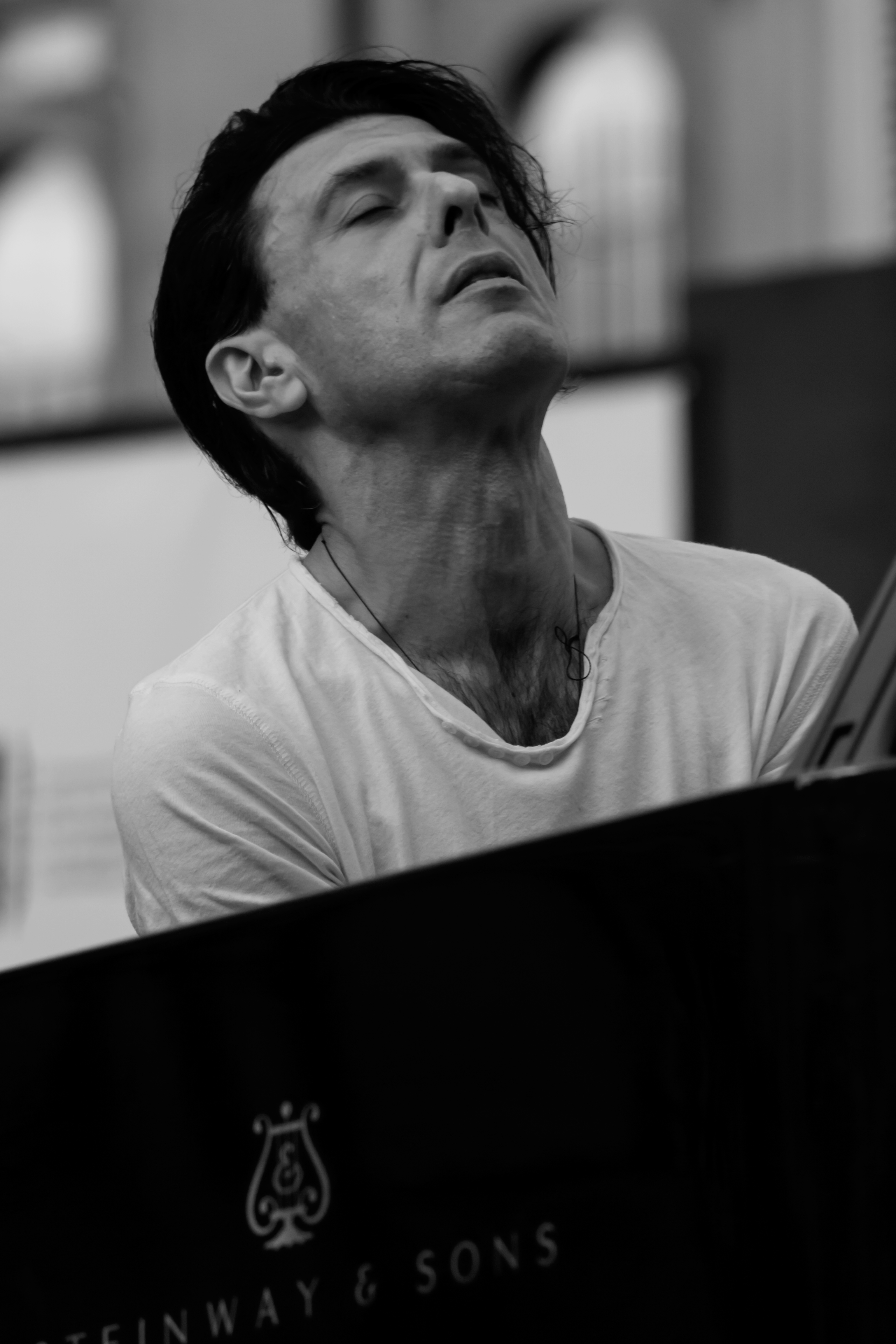
Эцио Боссо

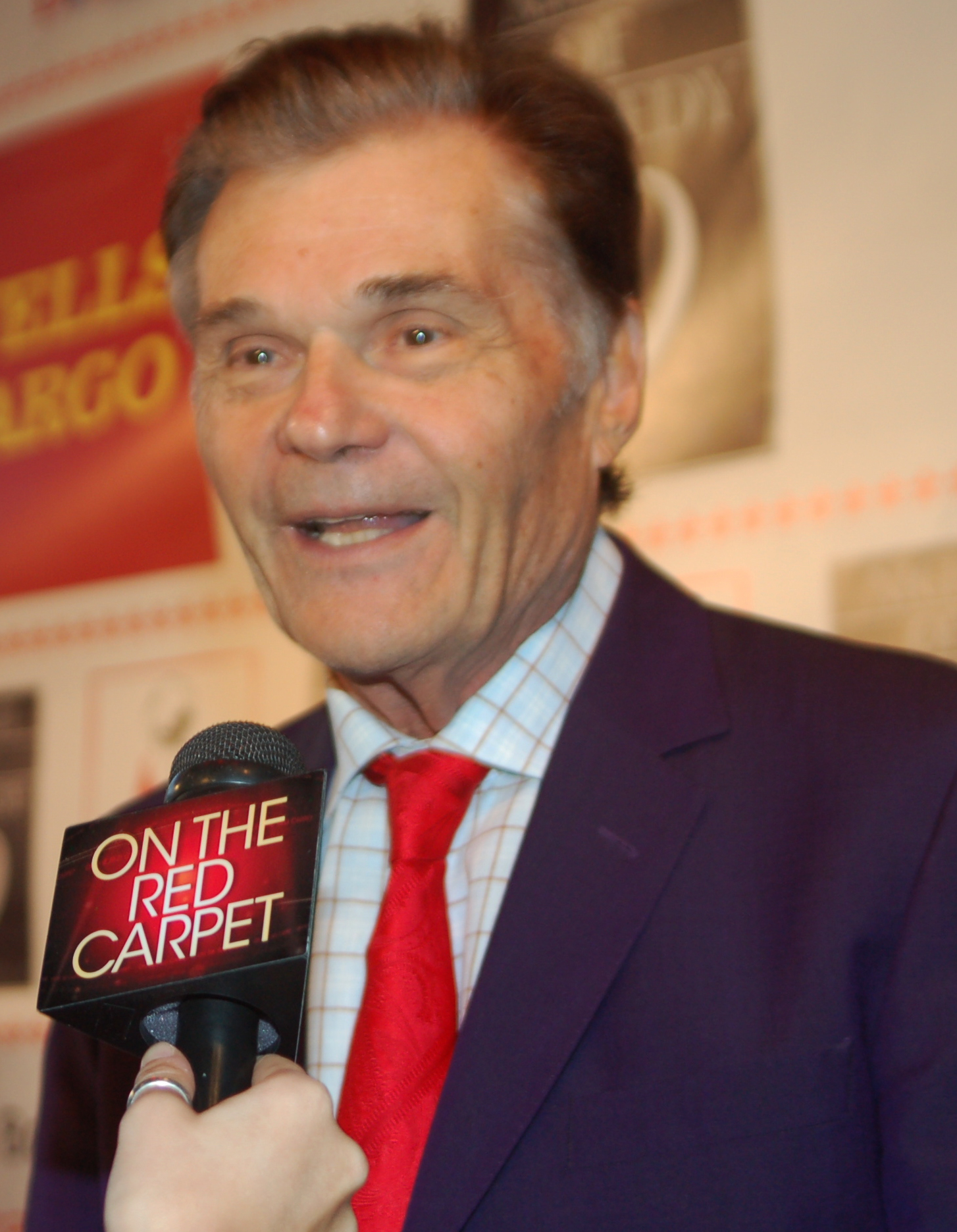
Фред Уиллард

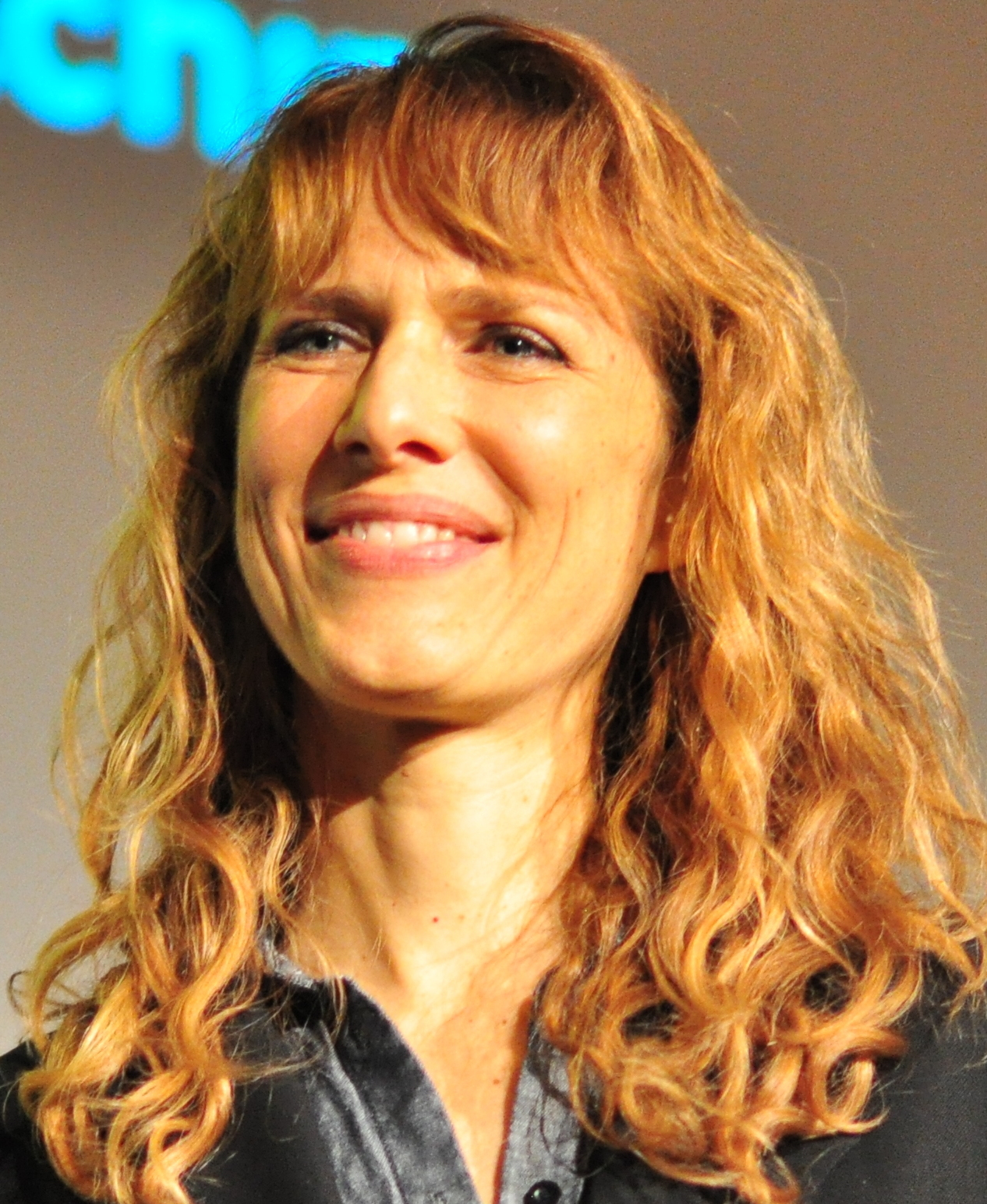
Линн Шелтон

- Азимов, Абдурахмон (70) — таджикский государственный деятель, заместитель премьер-министра Таджикистана (1996—1999)[278].
- Боссо, Эцио (48) — итальянский композитор, пианист и дирижёр[279].
- Гамазкова, Инна Липовна (75) — советский и российский детский поэт[280].
- Денис, Серхио (71) — аргентинский певец, автор песен и актёр[281].
- Джоши, Шри Кришна (84) — индийский физик, иностранный член РАН (1994)[282].
- Е Юнле (79) — китайский писатель[283].
- Екадомов, Анатолий Сергеевич (78) — советский и российский актёр, артист Московского губернского театра, заслуженный работник культуры Российской Федерации (2003)[284].
- Зайнуллин, Габдулзямиль Габдулхакович (73) — советский и российский востоковед-арабист, доктор филологических наук (1999), профессор, директор (2000—2011) Института востоковедения Казанского университета[285].
- Лемехов, Леонид Иванович (71) — советский и российский художник, заслуженный художник Российской Федерации[286].
- Маршан, Серхио (58) — чилийский футболист, участник летних Олимпийских игр в Лос-Анджелесе (1984)[287].
- Мэй, Фил (75) — британский певец, сооснователь и солист группы The Pretty Things[288].
- Ненчи, Франко (85) — итальянский боксёр, серебряный призёр летних Олимпийских игр в Мельбурне (1956)[289].
- Перцик, Евгений Наумович (89) — советский и российский геоурбанист, академик РААСН (2009)[290].
- Похилэ, Влад (67) — молдавский писатель и журналист[291].
- Синицын, Виктор Алексеевич (83) — советский и российский актёр, театральный режиссёр, драматург и прозаик, главный режиссёр Вышневолоцкого драматического театра (1974—1989) и Тобольского театра драмы (1989—1998), заслуженный деятель искусств РСФСР (1988)[292].
- Солайман, Хенки (78) — индонезийский киноактёр и кинорежиссёр[293].
- Сувейкэ, Юрие (55) — молдавский театральный актёр[294].
- Уиллард, Фред (80) — американский актёр[295].
- Фёдорова, Альбина Прокопьевна (81) — советская и российская актриса, заслуженная артистка РСФСР (1969)[296].
- Хеновес, Хуан (89) — испанский художник[297].
- Шелтон, Линн (54) — американский кино- и телережиссёр[298].
- Шмидт, Вилли (93) — нидерландский футболист[299].

## 14 мая

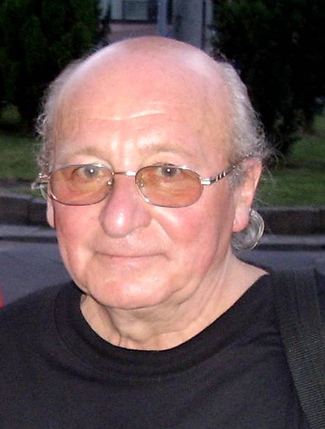
Ежи Лапиньский

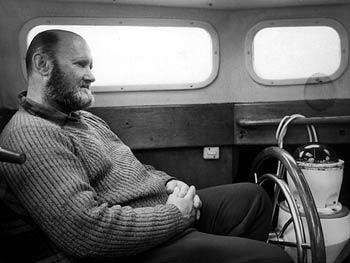
Хенрик Яскула

- Бом, Мария (87) — шведская оперная певица и актриса[176].
- Браун, Бертрам (89) — американский психиатр, директор Национального института психического здоровья (1970—1977)[300].
- Игнатов, Евгений Иванович (82) — советский и российский геоморфолог, доктор географических наук, профессор кафедры геоморфологии и палеогеографии МГУ[301].
- Камолов, Саиданвар (70) — советский и таджикский государственный деятель, министр безопасности (1995—1996) и председатель Комитета по охране государственной границы (1997—2001) Таджикистана[302].
- Капустина, Татьяна Порфирьевна (84) — советская, российская художница, иллюстратор детской книги[303].
- Коноплёва, Римма Георгиевна (84) — советский и российский архитектор, главный архитектор Владимира (1976—1984)[304].
- Коэн, Ханс (97) — нидерландский микробиолог[305].
- Кригер, Альберт (96) — американский адвокат[306].
- Ладингтон, Рональд (85) — американский фигурист, бронзовый призёр зимних Олимпийских игр в Скво-Вэлли (1960) в парном катании[307].
- Ладински, Аттила (70) — венгерский футболист («Фейеноорд», «Андерлехт»)[308].
- Лапиньский, Ежи (79) — польский актёр[309].
- Ло Форезе, Анджело (100) — итальянский оперный певец (тенор)[310].
- Михайлов, Вадим Николаевич (87) — советский и российский гидролог, доктор географических наук (1972), заслуженный профессор МГУ (2002), заслуженный деятель науки Российской Федерации (1994)[311].
- Оомс, Йохан (75) — нидерландский актёр[312].
- Павлов, Борис Николаевич (84) — советский и российский писатель, журналист и эколог[313].
- Пивоваров, Аркадий Саулович (72) — российский нейрофизиолог, доктор биологических наук (1995), профессор кафедры высшей нервной деятельности биофака МГУ (2008)[314].
- Сантана, Хорхе (68) — мексиканский гитарист (Santana)[315].
- Такер, Джим (88) — американский баскетболист[316].
- Червяков, Николай Иванович (84) — советский и российский учёный и деятель образования, заслуженный деятель науки Российской Федерации (1994), доктор технических наук, профессор Северо-Кавказского федерального университета[317][318].
- Чернилья, Гуидо (81) — итальянский актёр[319].
- Шкодовский, Юрий Михайлович (72) — советский и украинский архитектор, главный архитектор Харькова, ректор Харьковского национального университета строительства и архитектуры (2011—2019)[320].
- Шурер, Рональд (41) — американский военный медик, обладатель Медали Почёта (2016)[321].
- Шустров, Роман Иванович (60) — российский скульптор[322].
- Яскула, Хенрик (96) — польский путешественник-яхтсмен[323].

## 13 мая

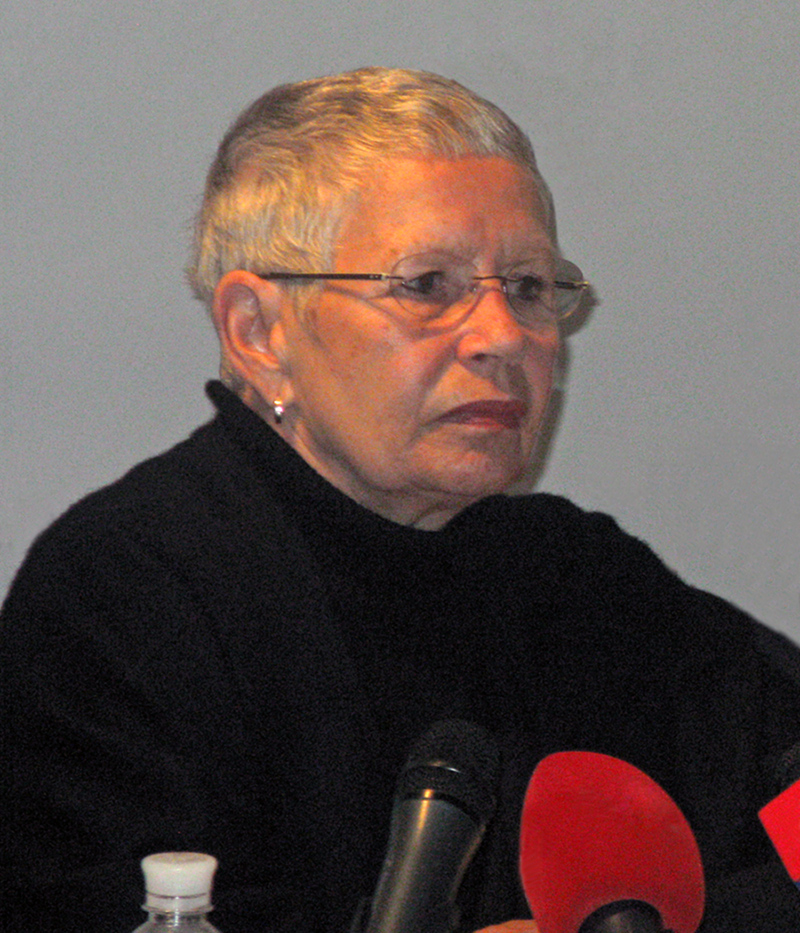
Астрид Кирхгерр

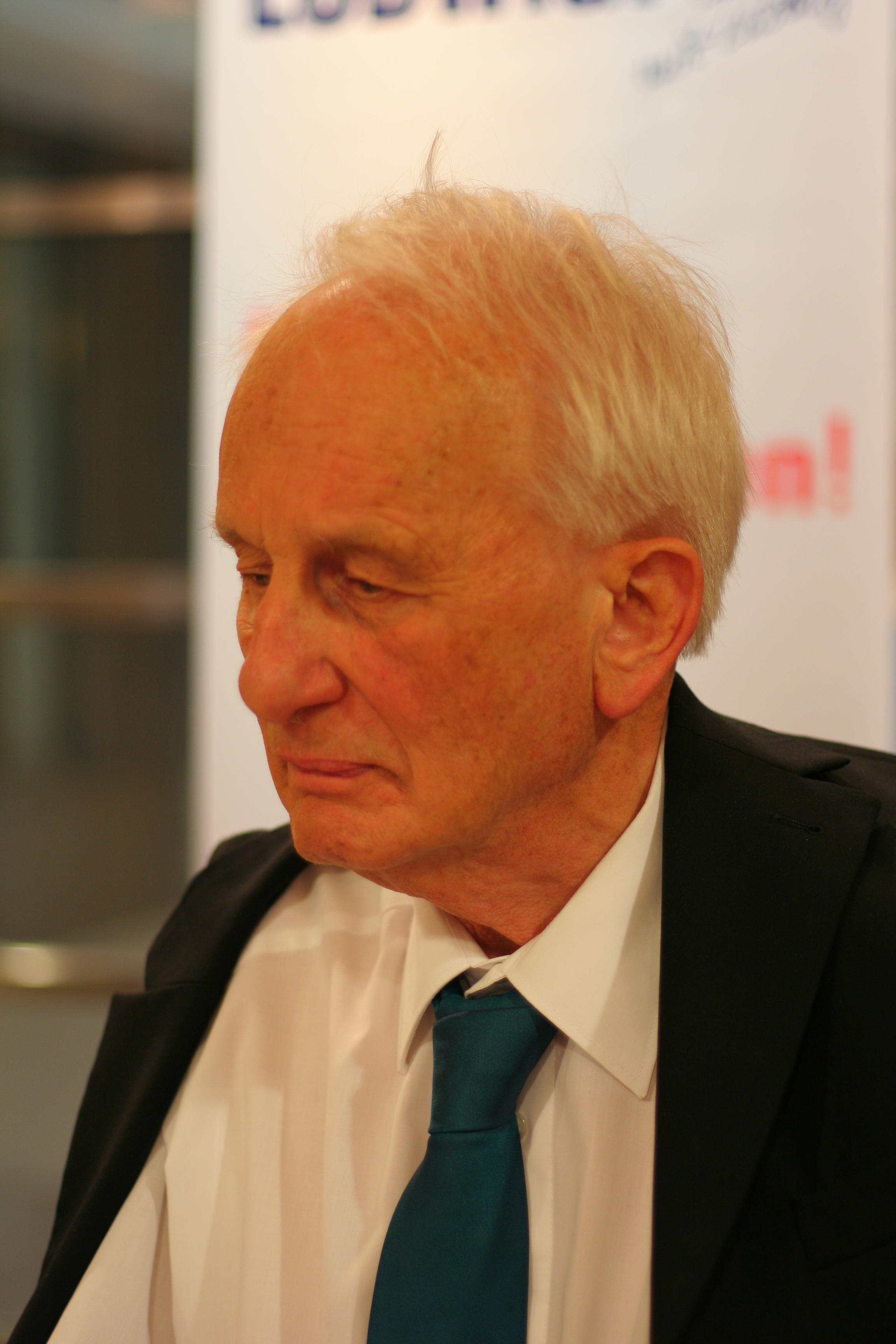
Рольф Хоххут

- Алиомаров, Магомед Алиомарович (67) — российский тренер по борьбе, главный тренер женской сборной России по вольной борьбе (с 2019 года)[324].
- Ахалов, Салих Ахалович (70) — советский и российский дагестанский художник[325].
- Бабош, Агнеш (76) — венгерская гандболистка, победительница чемпионата мира по гандболу среди женщин в Дортмунде (1965)[326].
- Бакье, Габриэль (95) — французский оперный певец (баритон)[327].
- Бейли, Энтони (87) — английский писатель и искусствовед[328].
- Бессмертный, Александр Маркович (59) — российский офтальмолог, доктор медицинских наук (2006), старший научный сотрудник НМИЦ ГБ им. Гельмгольца[329][330].
- Бриверс, Иварс (63) — латвийский экономист, депутат Сейма (2015, 2017—2018)[331].
- Гетоев, Виктор Дафаевич (91) — советский и российский осетинский поэт-песенник, композитор и врач[332].
- Даукенова, Гульнар Жумаевна (58) — казахская певица, домбристка и автор песен, заслуженная артистка Казахстана (1998)[333].
- Долгов, Юрий Александрович (81) — советский и молдавский деятель науки, основатель Приднестровского государственного университета[334].
- Исмат, Риад (72) — сирийский писатель и государственный деятель, министр культуры (2010—2012)[335].
- Камолиддинов, Бахриддин (84) — советский и таджикский филолог, специалист по таджикскому языку[336].
- Кирхгерр, Астрид (81) — немецкая художница и фотограф[337].
- Шадли Клиби (94) — тунисский государственный и политический деятель, министр культуры (1961—1970, 1971—1973, 1976—1978), генеральный секретарь Лиги арабских государств (1979—1990)[338].
- Лесин, Василий Николаевич (77) — советский и российский художник, заслуженный художник Российской Федерации (2008)[339].
- Лоуренс, Дерек (78) — британский музыкальный продюсер[340].
- Раскина, Елена Юрьевна (44) — российский литературовед, доктор филологических наук (2009), профессор, исследователь творчества Николая Гумилёва[341].
- Табалдыев, Султанбек Раимбекович (77) — советский и киргизский конструктор[342].
- Хоххут, Рольф (89) — немецкий писатель и драматург[343].
- Шпонько, Леонид Николаевич (74) — советский и российский художник, заслуженный художник Российской Федерации[344].
- Шубин, Михаил Александрович (75) — советский и американский математик, доктор физико-математических наук (1978), профессор математики Северо-Восточного университета (1994), член Американского математического общества (2013)[345].

## 12 мая

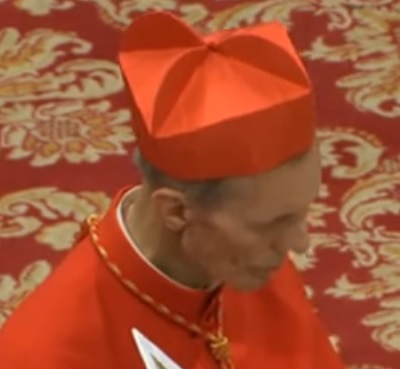
Ренато Корти

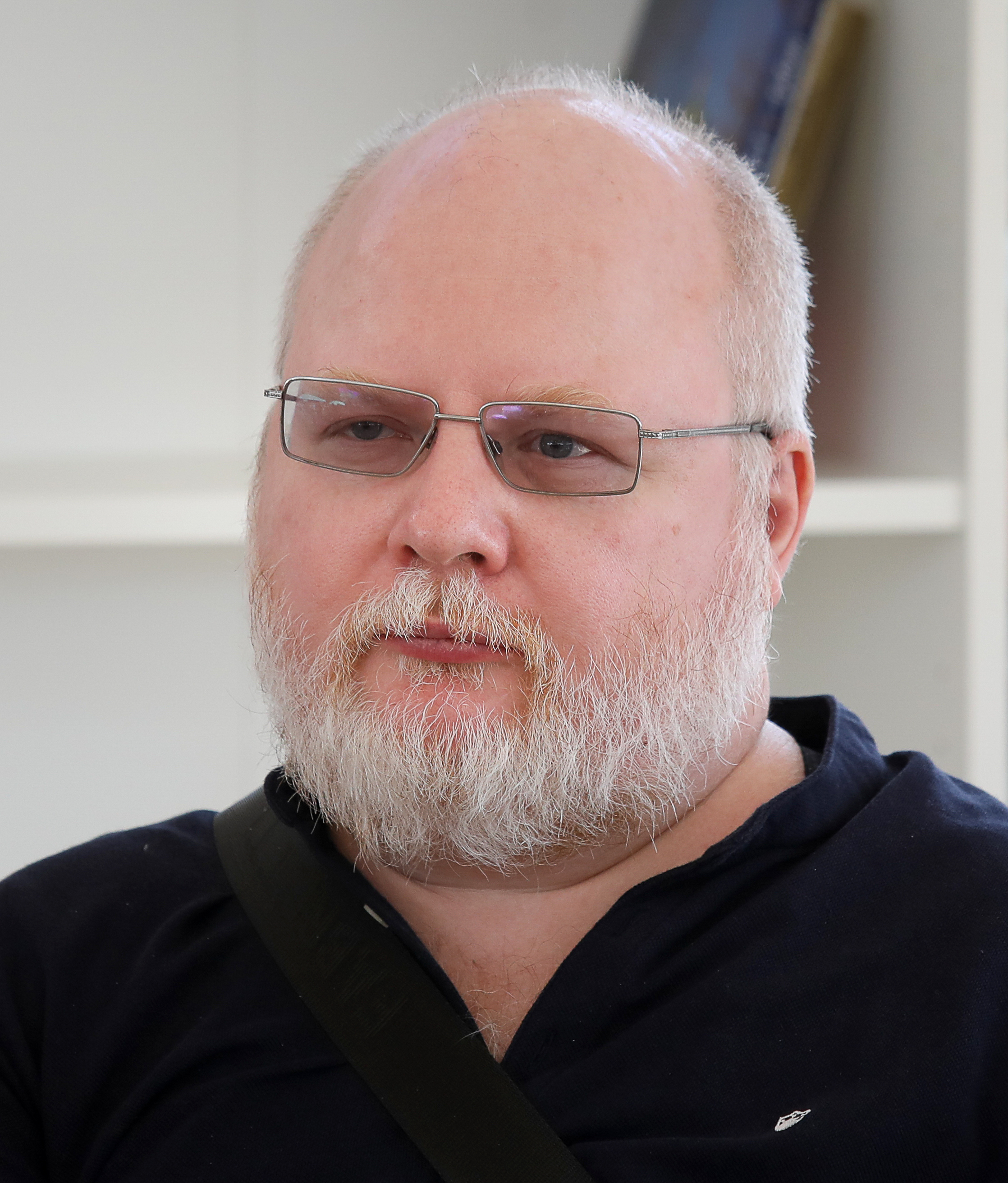
Константин Крылов

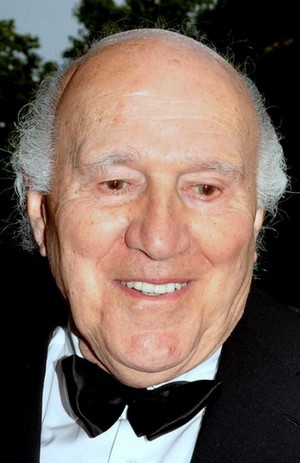
Мишель Пикколи

- Александров, Назарий Александрович (87) — советский и российский деятель здравоохранения, профессор кафедры теоретических основ физического воспитания МГПИ им. Н. К. Крупской[346].
- Блинов, Владимир Николаевич (72) — советский и российский художник, заслуженный художник Российской Федерации (2017)[347].
- Винберг, Эрнест Борисович (82) — советский и российский математик, доктор физико-математических наук (1984), заслуженный профессор МГУ (2008)[348].
- Герасимов, Вячеслав Павлович (78) — советский актёр-чтец, диктор Всесоюзного радио (1975—1991)[349].
- Иванова, Маргарита Григорьевна (74) — российский археолог, доктор исторических наук (1996), профессор[350].
- Кеобунпхан, Сисават (92) — лаосский государственный и военный деятель, премьер-министр Лаоса (1998—2001)[351].
- Клод, Рене (80) — канадская актриса[352].
- Корти, Ренато (84) — итальянский кардинал, епископ Новары (1990—2011)[353].
- Крылов, Константин Анатольевич (52) — российский философ, писатель, публицист, редактор, журналист, общественный и политический деятель[354].
- Лиггетт Томас (76) — американский математик[355].
- Магомедов, Шапи Магомедович (78) — советский и российский дагестанский писатель[356].
- Мальцев, Станислав Владимирович (90) — советский и российский писатель, драматург и журналист, заслуженный работник культуры РФ (1999)[357].
- Микелл, Джордж (91) — австралийский актёр[358].
- Персианов, Владимир Александрович (87) — советский и российский экономист, доктор экономических наук (1972), профессор (1977), заслуженный деятель науки Российской Федерации (1993)[359].
- Пикколи, Мишель (94) — французский актёр[360].
- Райди, Кэролин (71) — американский издатель, генеральный директор издательской компании Simon & Schuster (с 2008 года)[361].
- Редон, Филипп (69) — французский футболист и тренер[362].
- Спречо, Эдин (73) — югославский футболист («Железничар»)[363].
- Турлыханов, Кайрат Болатович (60) — казахстанский государственный деятель, аким Семипалатинска (2001—2002)[364].
- Якубовский, Андрей Александрович (79) — российский театровед и театральный педагог, заслуженный деятель искусств Российской Федерации (1999)[365].
- Якутин, Анатолий Александрович (84) — советский и российский лётчик и парашютист, инструктор-летчик-парашютист первого класса[366].

## 11 мая

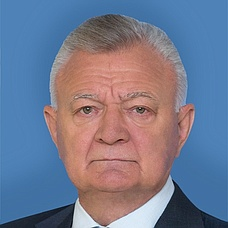
Олег Ковалёв

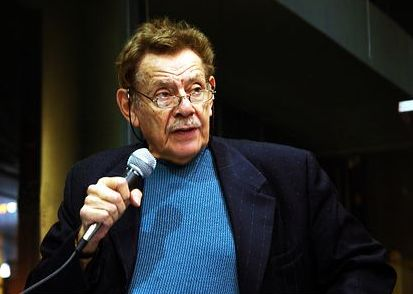
Джерри Стиллер

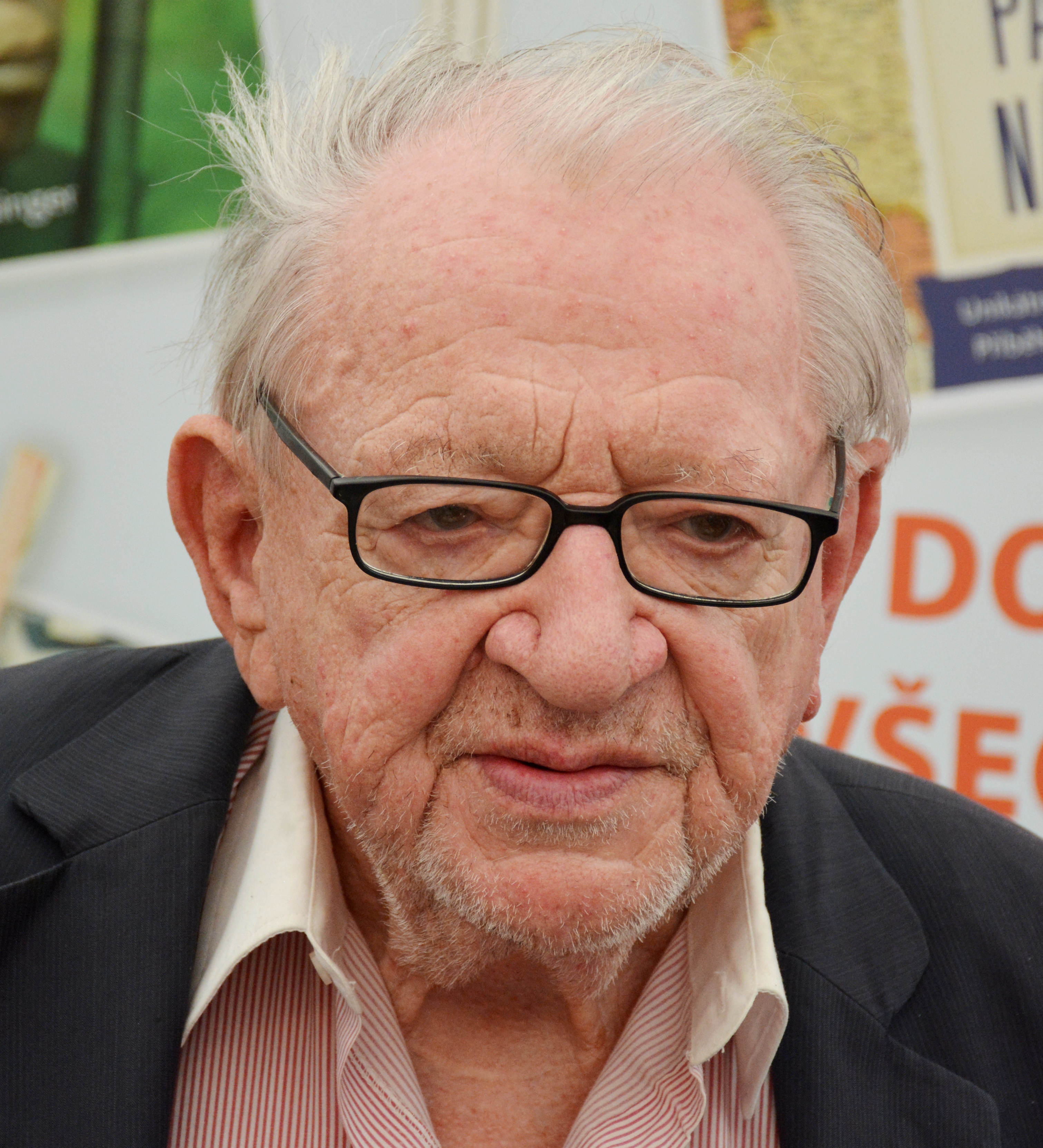
Милослав Стингл

- Агилар, Франсиско (71) — испанский футболист («Реал Мадрид»)[367].
- Бедоев, Руслан Александрович (73) — советский и российский военный деятель, генерал-майор авиации[368].
- Виджесурендра, Тисса (71) — шри-ланкийский киноактёр[369].
- Гибсон, Хаттон (101) — американский писатель, отрицатель Холокоста, отец Мела Гибсона[370].
- Гупалов, Виктор Кириллович (84) — советский и российский хозяйственный деятель, генеральный директор Красноярского машиностроительного завода (1975—2005), Герой Социалистического Труда (1982)[371].
- Иванов, Александр Павлович (58) — российский уролог, доктор медицинских наук, профессор кафедры урологии с нефрологией ЯГМУ[372].
- Карпани, Альберто (64) — итальянский певец[373].
- Кикенс, Христиан (69) — бельгийский архитектор[374].
- Киреев, Эдуард Павлович (82) — советский и российский писатель[375].
- Ковалёв, Олег Иванович (71) — российский государственный деятель, губернатор Рязанской области (2008—2017)[376].
- Маковский, Александр Львович (89) — советский и российский правовед, доктор юридических наук (1984), профессор (1988), заслуженный деятель науки Российской Федерации (1995)[377].
- Мещерякова, Алла Дмитриевна (77) — советская и российская киноактриса, заслуженная артистка РСФСР[378].
- Митчелл, Энн Кэтрин (97) — британский психолог[379].
- Мун Мартин (69) — американский певец и автор песен[380].
- Немшовский, Петер (77) — чехословацкий легкоатлет, бронзовый призёр Европейских легкоатлетических игр в помещении в Дортмунде в тройном прыжке (1966), чемпион Европейских легкоатлетических игр в помещении в Праге (1967)[381].
- Николь, Жан (75) — канадский певец и автор песен[382].
- Скализе, Грегорио (81) — итальянский поэт it:Gregorio Scalise.
- Стиллер, Джерри (92) — американский актёр и комик[383].
- Стингл, Милослав (89) — чешский путешественник, этнограф и писатель[384].
- Циммерман, Дон (70) — американский футболист[385].
- Шемаханская, Марина Сергеевна (83) — советская и российская диссидентка и искусствовед, заслуженный деятель искусств Российской Федерации[386].
- Эрвин, Терри (79) — американский энтомолог[387].

## 10 мая

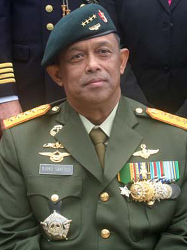
Джоко Сантосо

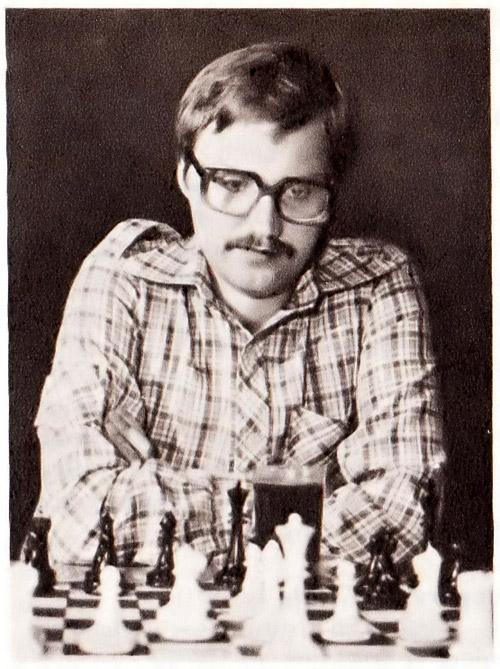
Ежи Покоёвчик

- Басси, Альдо (58) — итальянский джазовый трубач[388].
- Белоглазов, Сергей Михайлович (87) — советский и российский химик, доктор химических наук (1970), профессор, заслуженный деятель науки Российской Федерации (1998)[389].
- Васудеван, Хари (68) — индийский историк, специалист по истории России[390].
- Винт, Маре (77) — эстонская художница-график[391].
- Гандеуор, Сай (42) — индийский актёр[392].
- Григорьева, Светлана Васильевна (92) — советская актриса театра и кино, заслуженная артистка РСФСР (1971)[393].
- Демьянова, Евгения Ивановна (84) — советский и российский биолог, доктор биологических наук (1990), заслуженный профессор Пермского университета (2013)[394].
- Джаиди, Атхар Шах Хан (76) — пакистанский писатель и актёр[395].
- Джоко Сантосо (67) — индонезийский военный деятель, главнокомандующий Национальной армией Индонезии (2007—2010)[396].
- Индич, Триво (82) — сербский дипломат, посол в Испании (2001—2004)[397].
- Клягин, Анатолий Сергеевич (90) — советский и российский авиационный инженер, председатель научно-технического комитета ВВС (1985—1990), генерал-лейтенант[398].
- Колов, Сергей Петрович (72) — российский писатель и культуролог, академик РАХ (2013)[399].
- Корреа, Давид (82) — бразильский певец и композитор[400].
- Мосяков, Юрий Васильевич (88) — советский деятель органов госбезопасности, начальник УКГБ СССР по Рязанской области (1978—1990), генерал-майор[401].
- Назарова, Хайри (90) — советская актриса, народная артистка Таджикской ССР (1964)[402].
- Парсонс, Сонни (61) — филиппинский актёр и певец[403].
- Паско, Мартин (65) — американский сценарист[404].
- Покоёвчик, Ежи (71) — польский шахматист[405].
- Райт, Бетти (66) — американская певица и автор песен[406].
- Сант’Анна, Сержиу (78) — бразильский писатель[407].
- Сингх, Йогендра (87) — индийский социолог[408].
- Харрелл, Андре (59) — американский рэпер, участник хип-хоп дуэта Dr.Jeckyll & Mr.Hyde[409].
- Шер, Барбара (84) — американская писательница[410].
- Эльсбах, Пётр (95) — нидерландский медицинский исследователь, член-корреспондент Королевской академии наук и искусств Нидерландов (1979)[411].
- Якин, Абрахам (95) — израильский художник[412].

## 9 мая

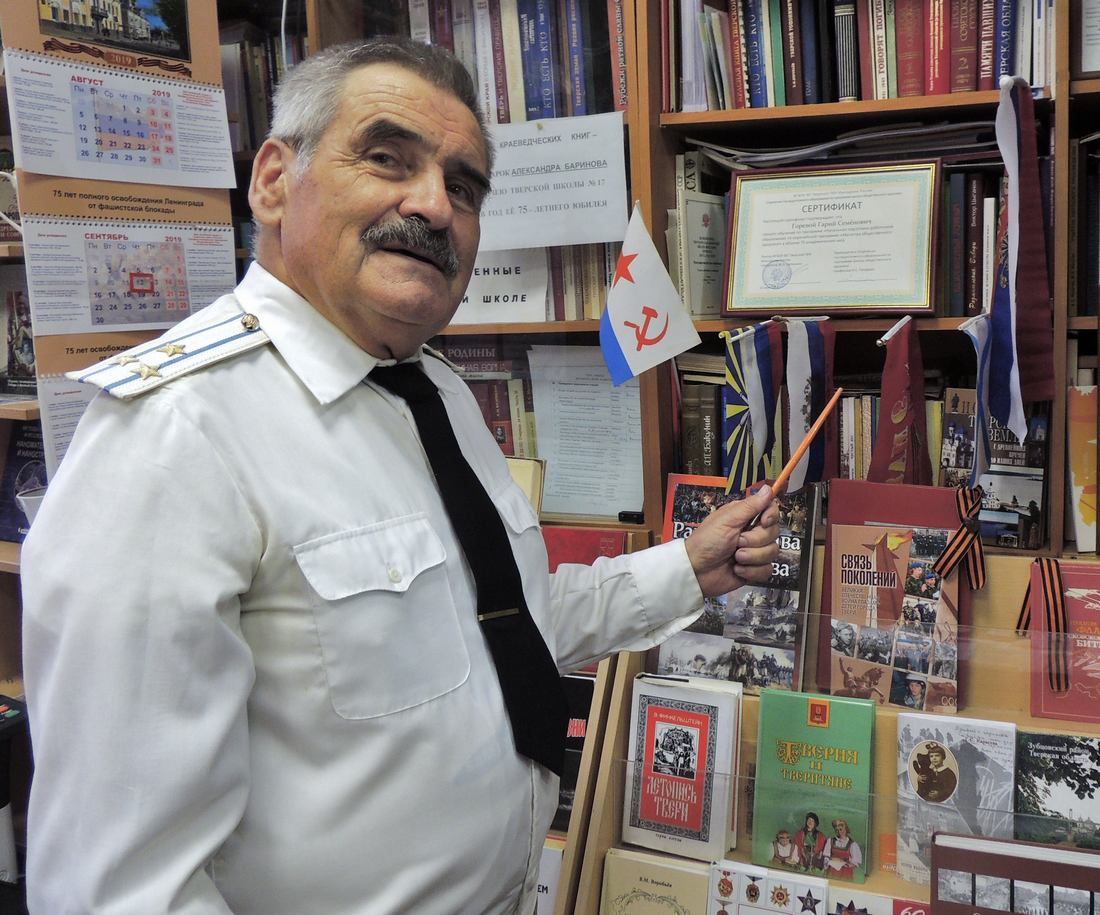
Гарий Горевой

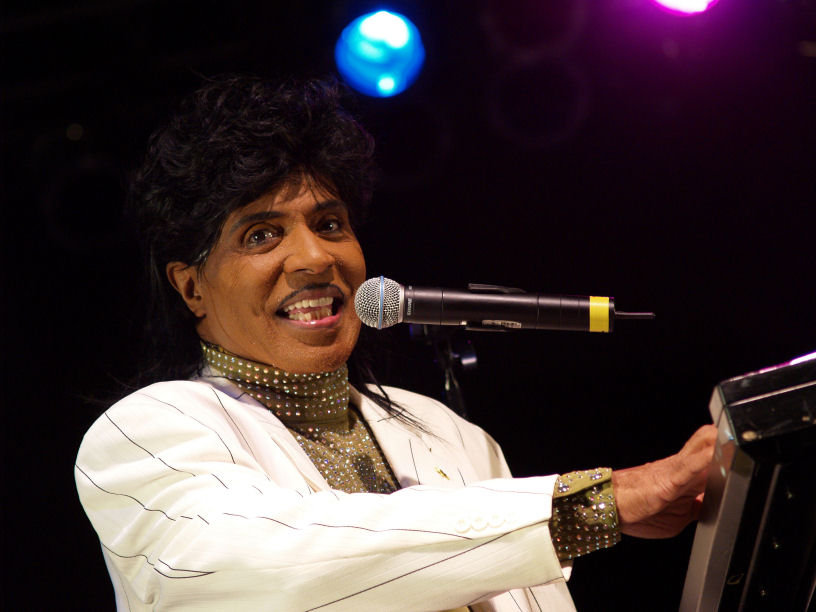
Литл Ричард

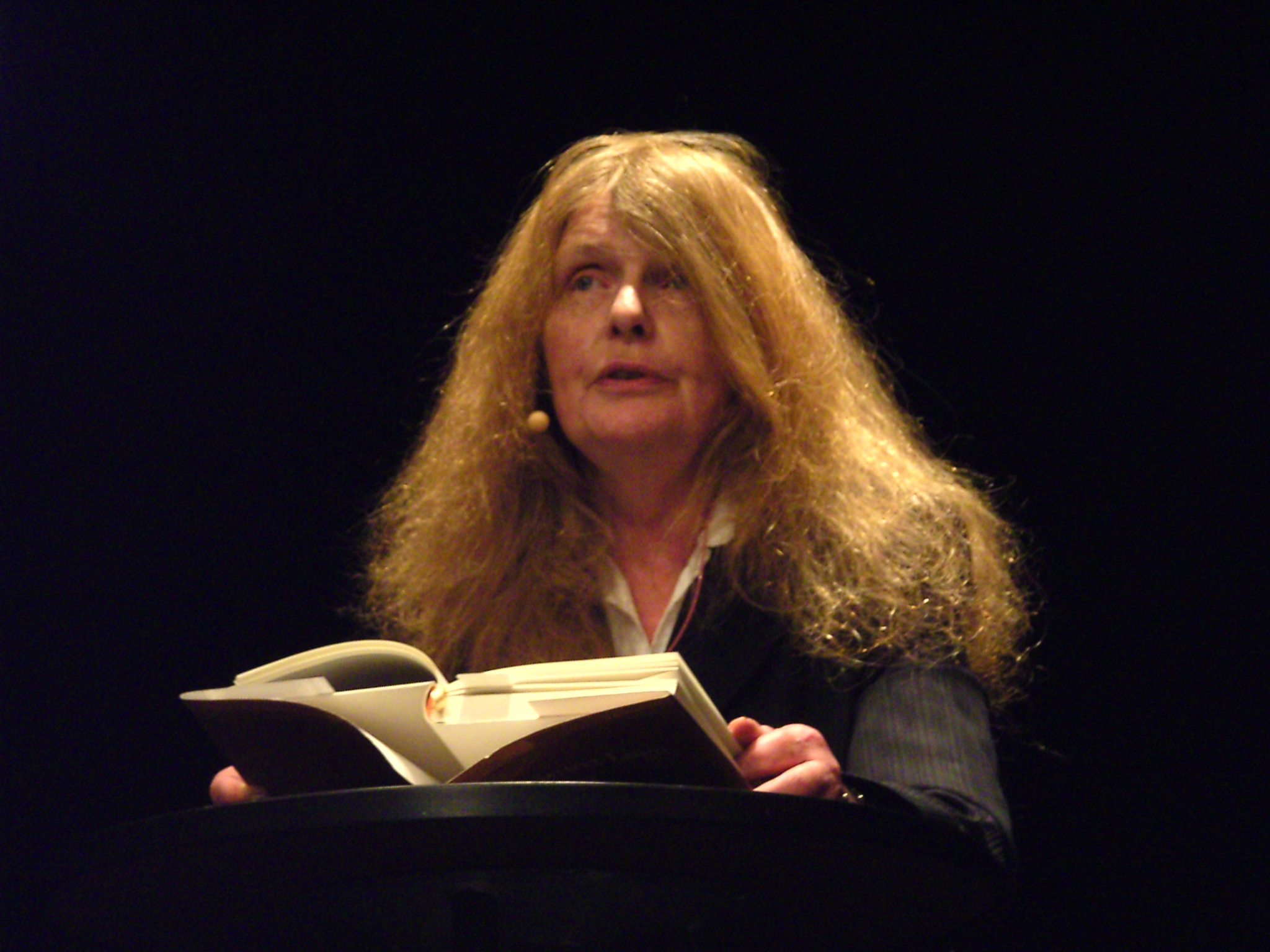
Кристина Лугн

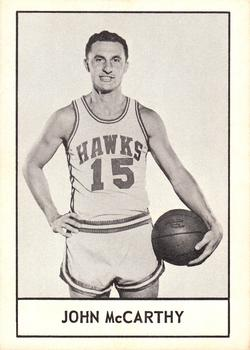
Джонни Маккарти

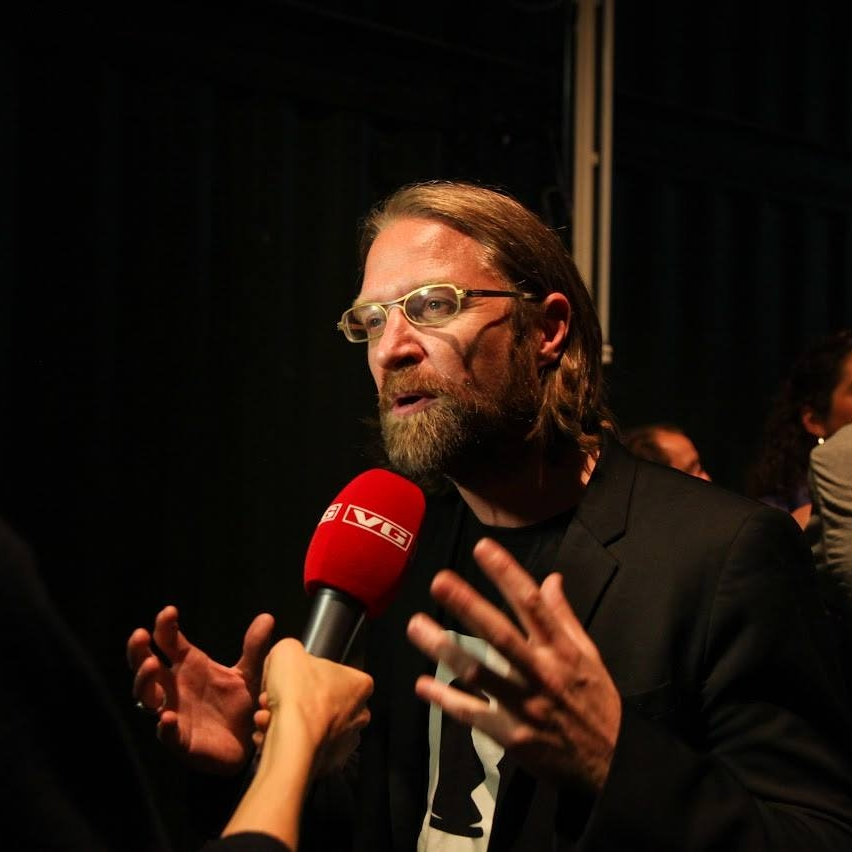
Ипе Рубинг

- Агаев, Тельман Мамедали оглы (84) — советский и азербайджанский физиолог и биохимик, директор Института физиологии им. А. И. Караева (1995—2013), член-корреспондент НАНА (2001)[413].
- Бадия Аль-Хашими (99) — последняя принцесса хашимитской династии Ирака[414].
- Горевой, Гарий Семёнович (80) — российский краевед, сотрудник Тверского университета[415].
- Дигнам, Артур (80) — австралийский актёр[416].
- Зискин, Рон (69) — американский продюсер[417].
- Казбеков, Тайшик (95) — советский казахстанский передовик производства, водитель автотранспортного предприятия в городе Форт-Шевченко, Герой Социалистического Труда (1971)[418].
- Карлос Жозе (85) — бразильский певец и автор песен[419].
- Леон, Педро (76) — перуанский футболист, игрок национальной сборной (1963—1973), участник чемпионата мира (1970)[420].
- Литл Ричард (87) — американский певец, пианист и композитор, один из основателей рок-н-ролла[421].
- Лугн, Кристина (71) — шведская поэтесса и драматург, член Шведской академии (2006)[422].
- Маккарти, Джонни (86) — американский баскетболист[423].
- Палатник, Абрахам (92) — бразильский художник, основатель кинехроматического искусства[англ.][424].
- Риссанен, Йорма (87) — финский учёный в области информационных технологий, член Финской академии наук[425].
- Робертсон, Жаклен (87) — американский архитектор[426].
- Рубинг, Ипе (45) — нидерландский художник-акционист и изобретатель шахбокса[427].
- Савин, Борис Викторович (83) — советский и российский художник-мультипликатор[428].
- Саулов, Николай Корнеевич (88) — бригадир слесарей Харьковского турбинного завода имени С. М. Кирова Министерства энергетического машиностроения СССР, Герой Социалистического Труда (1976)[429].
- Сильва, Джино (72) — американский киноактёр[430].
- Хонкела, Тимо (57) — финский компьютерный учёный[431].
- Шарипов, Каромат (63) — таджикский общественный деятель[432].

## 8 мая

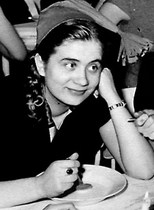
Ритва Валкама

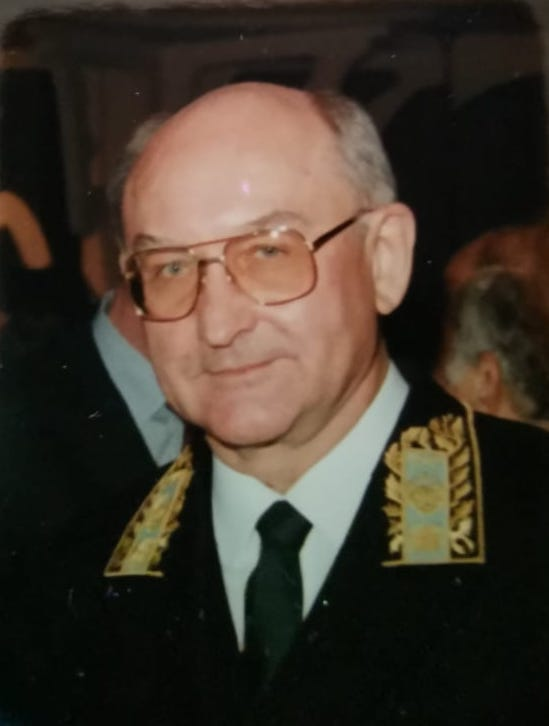
Юрий Грядунов

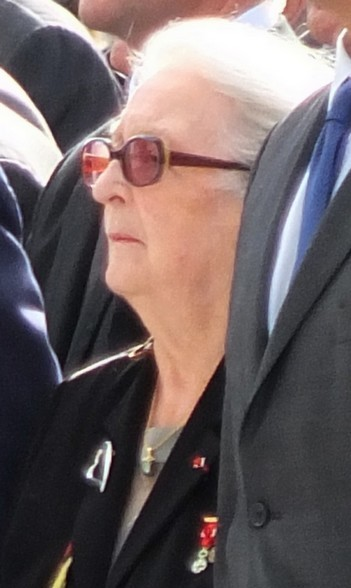
Сесиль Роль-Танги

Рой Хорн

- Баркан, Марк (85) — американский композитор-песенник[433].
- Биркенгоф, Анна Львовна (100) — советский и российский музыковед и музыкальный педагог[434].
- Борисов, Иван Иванович (84) — советский и российский философ и педагог, доктор философских наук (1997), профессор, ректор ВГУ (1998—2005)[435].
- Валкама, Ритва (87) — финская актриса[436].
- Габасов, Рафаил Фёдорович (87) — советский и белорусский математик, доктор физико-математических наук, Заслуженный деятель науки БССР (1982) be:Рафаіл Фёдаравіч Габасаў.
- Грядунов, Юрий Степанович (90) — советский и российский дипломат, Чрезвычайный и Полномочный Посол СССР и России в Иордании (1990—1992)[437].
- Евсеев, Алексей Романович (81) — советский и российский физик, доктор физико-математических наук[438].
- Ельшов, Евгений Николаевич (94) — советский и российский журналист, обозреватель ТАСС[439].
- Карлович, Томас (71) — аргентинский футболист[440].
- Кордеро, Франко (92) — итальянский писатель[441].
- Кремастинос, Димитрис (78) — греческий государственный деятель, министр здравоохранения (1993—1996)[442].
- Курди, Ади (71) — индонезийский киноактёр[443].
- Магуайр, Сесил (90) — ирландский художник[444].
- Мартыновский, Александр Дмитриевич (82) — советский и российский писатель[445].
- Мнацаканов, Вальтер Грайрович (85) — советский и белорусский композитор, дирижёр и музыкальный публицист[446].
- Отто, Вальдемар (91) — немецкий скульптор[447] Архивная копия от 6 июня 2020 на Wayback Machine.
- Роль-Танги, Сесиль (101) — французская коммунистка, участница Движения Сопротивления Франции, великий офицер ордена Почётного легиона (2013)[448].
- Роу, Дэвид (84) — канадский ядерный физик[449].
- Синунгуруза, Теренс (60) — бурундийский дипломат и государственный деятель, вице-президент Бурунди (2010—2013)[450].
- Тиг, Карл (70) — британский писатель[451].
- Уткин, Николай Михайлович (82) — советский и российский спортсмен и тренер по гребле на байдарках и каноэ, заслуженный тренер РСФСР[452].
- Хорн, Рой (75) — американский актёр[453].

## 7 мая

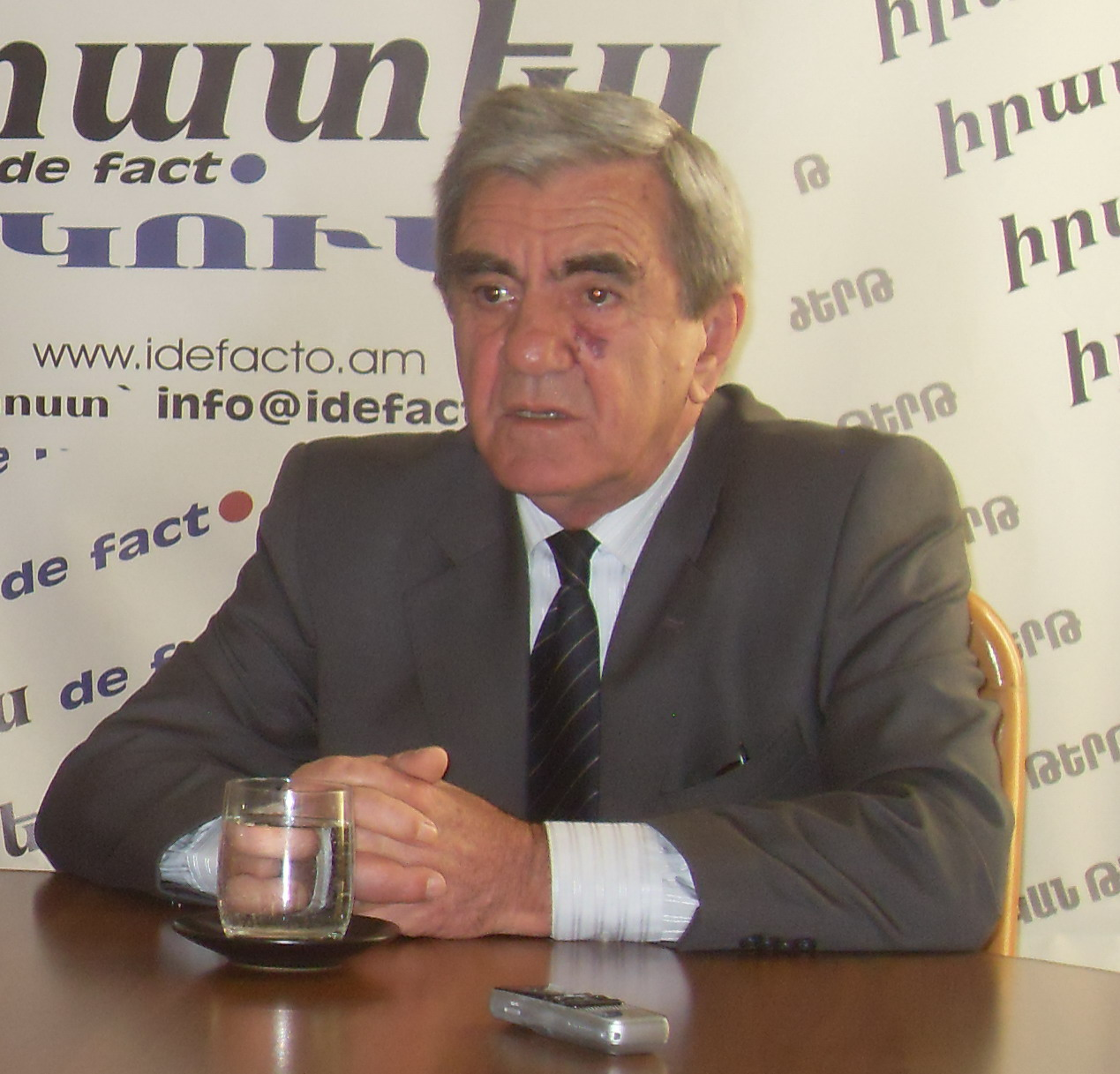
Ерджаник Абгарян

- Абгарян, Ерджаник Аветисович (80) — армянский государственный деятель, депутат Парламента (1996—1999)[454].
- Амвросий (Юрасов) (81) — священнослужитель РПЦ, архимандрит, проповедник и писатель[455].
- Антонов, Владимир Сергеевич (76) — российский историк спецслужб, писатель и журналист[456].
- Батыров, Магомед Магомедович — советский и российский дагестанский театральный деятель, директор Аварского музыкально-драматического театра имени Гамзата Цадасы (1964—1965)[457].
- Бирилло, Николай Николаевич (73) — российский военно-морской деятель, начальник Главного технического управления ВМФ (1997—2001), вице-адмирал (1998)[458].
- Буева, Людмила Пантелеевна (93) — советский и российский философ, академик РАО (1993; академик АПН СССР с 1989)[459].
- Вареник, Владимир Петрович (88) — советский и российский писатель и художник (похороны состоялись в этот день)[460].
- Вейнтёйн, Эмиль (95) — суринамский государственный деятель, председатель Штатов/Национальной ассамблеи Суринама (1973—1980)[461].
- Вело, Макс (84) — албанский художник[462].
- Вэник, Марк (80) — американский общественный деятель, борец за права советских евреев-отказников, директор ХИАС[463].
- Гальяга, Пеке (76) — филиппинский режиссёр, сценарист и актёр[464].
- Гёкчек, Ибрагим (41) — турецкий музыкант (Grup Yorum); самоубийство[465].
- Принцесса Диана (87) — французская аристократка из династии Пармских Бурбонов[466].
- Дмитриев, Анатолий Николаевич (72) — российский терапевт, доктор медицинских наук (2011), профессор кафедры факультетской терапии и эндокринологии УГМУ (2013)[467].
- Иванченко, Василий Матвеевич (100) — советский и российский экономист и писатель[468].
- Кларк, Уильям (101) — британский лётчик, один из последних участников битвы за Британию[469].
- Коши, Даниэль (90) — французский киноактёр[470].
- Крейвен, Уэйн (89) — американский искусствовед, профессор Делавэрского университета[471].
- Лусиди, Дайзи (90) — бразильская актриса[472].
- Лутит, Маргарет (90) — новозеландский микробиолог, профессор университета Отаго[473].
- Макурди, Джон (91) — американский оперный певец (бас) (Метрополитен-опера)[474].
- Нурмагомедов, Нурмагомед Тагирович — российский дагестанский театральный актёр, артист Аварского музыкально-драматического театра имени Гамзата Цадасы[457].
- Остри, Сильвия (92) — канадский экономист и государственный служащий, главный статистик Канады (1972—1975), председатель экономического совета Канады (1978—1979), руководитель департамента экономики и статистики Организации экономического сотрудничества и развития (1979—1983), член «Группы тридцати», ректор университета Уотерлу (1991—1996), профессор экономики[475].
- Попов, Владимир Иванович (61) — российский военачальник, заместитель главнокомандующего Сухопутными войсками по строительству и расквартированию, генерал-лейтенант[476].
- Равиньяни, Эудженио (87) — итальянский католический прелат[477].
- Сала, Ричард (65) — американский художник[478].
- Сулейменов, Ибрагим Абдурахманович (67) — российский военный деятель, депутат Государственной думы (1996—2000), генерал-майор[479].
- Тищенко, Любовь Григорьевна (79) — советская и российская киноактриса[480].
- Ту (Бен Чиджиоке) (47) — британский рэпер[481].
- Хазанов, Юрий Самуилович (99) — советский и российский писатель[482].
- Щёголев, Евгений Алексеевич (73) — советский футболист, выступавший за клуб «Факел» (1965—1979)[483].

## 6 мая
- Балач, Норберт (92) — австрийский хоровой дирижёр (Венская государственная опера, Байрёйтский фестиваль), лауреат премии «Грэмми» (1981, 2002)[484].
- Бонд, Кристель (82) — американская танцовщица и хореограф[485].
- Босов, Дмитрий Борисович (52) — российский предприниматель, миллиардер; самоубийство[486].
- Вейнлих, Карел (90) — чешский радиорежиссёр[487].
- Иоанн (Хорошевич) (87) — протоиерей Белорусской православной церкви[488].
- Манукян, Диран (101) — французский хоккеист на траве, участник летних Олимпийских игр в Лондоне (1948), в Хельсинки (1952), и в Риме (1960)[489].
- Неандер, Карен (65—66) — американский философ[490].
- Оленина, Наталья Николаевна (57) — российская актриса театра и кино[491].
- Паркина, Татьяна Алексеевна (68) — советская и российская актриса театра и кино[492].
- Половинко, Григорий Григорьевич (73) — украинский писатель и публицист[493].
- Поуп, Лесли (65) — американский декоратор[494].
- Рабинович, Нахум (92) — канадский и израильский раввин и посек, один из инициаторов и создателей сети раввинских судов «Гиюр ке-Алаха»[495].
- Саксин, Сергей Павлович (71) — советский и российский дирижёр, художественный руководитель оркестра русских народных инструментов «Тула», заслуженный работник культуры Российской Федерации (1999)[496].
- Сандулов, Юрий Аскольдович (66) — российский и американский историк и философ[497].
- Симонов, Владимир Васильевич (84) — советский, российский инженер-конструктор Тульского оружейного завода, лауреат Государственной премии СССР[498].
- Спэллман, Мартин (94) — американский актёр[499].
- Хаутваст, Вилли (87) — нидерландский композитор и дирижёр[500].
- Хоу, Брайан (66) — американский рок-певец (Bad Company)[501].
- Ценцер, Йозеф (58) — словацкий легкоатлет (метание диска) и тренер[502].
- Шаповалов, Игорь Алексеевич (74) — советский и российский артист балета и балетмейстер, народный артист СССР (1985)[503].

## 5 мая

Вадим Венедиктов

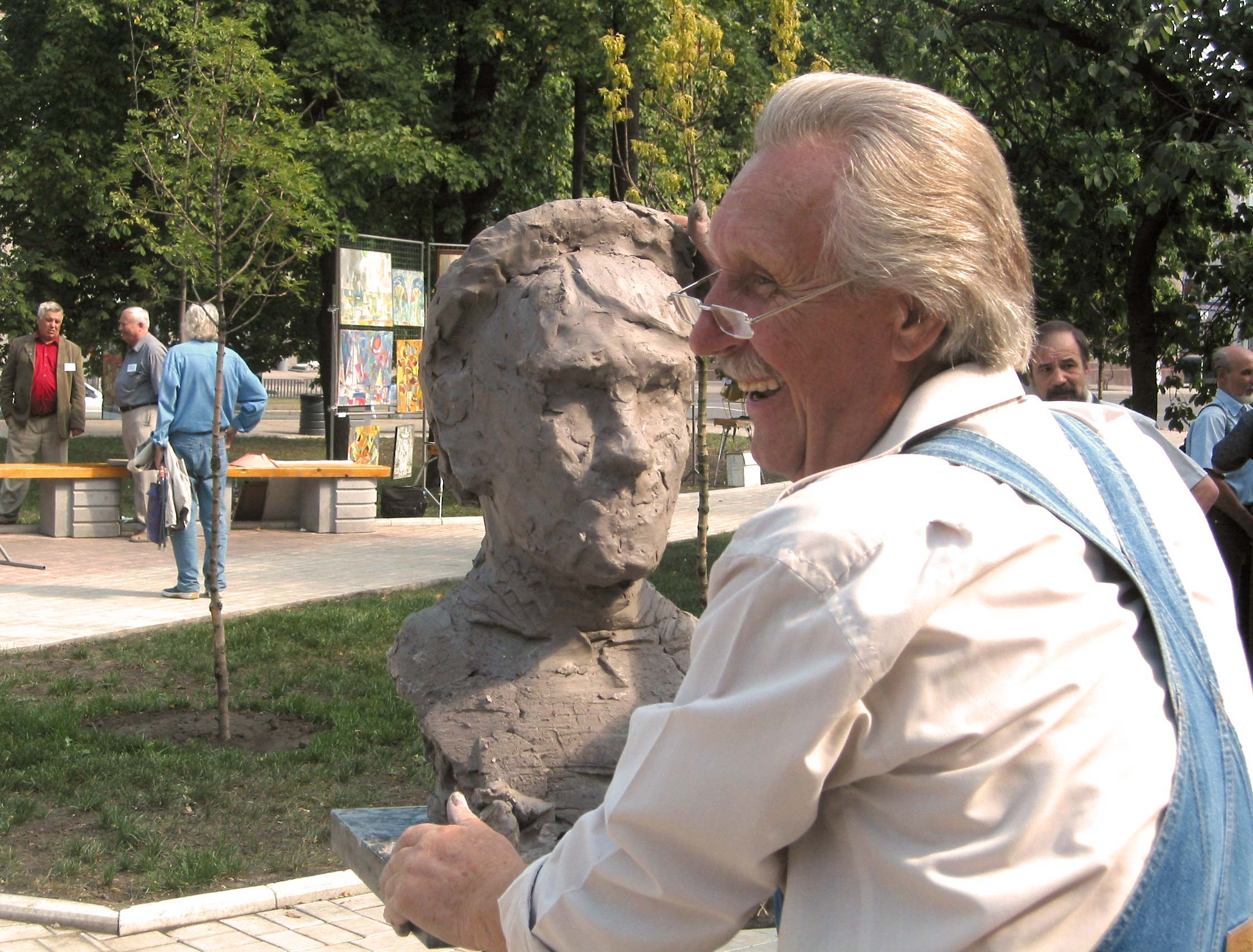
Александр Скорых

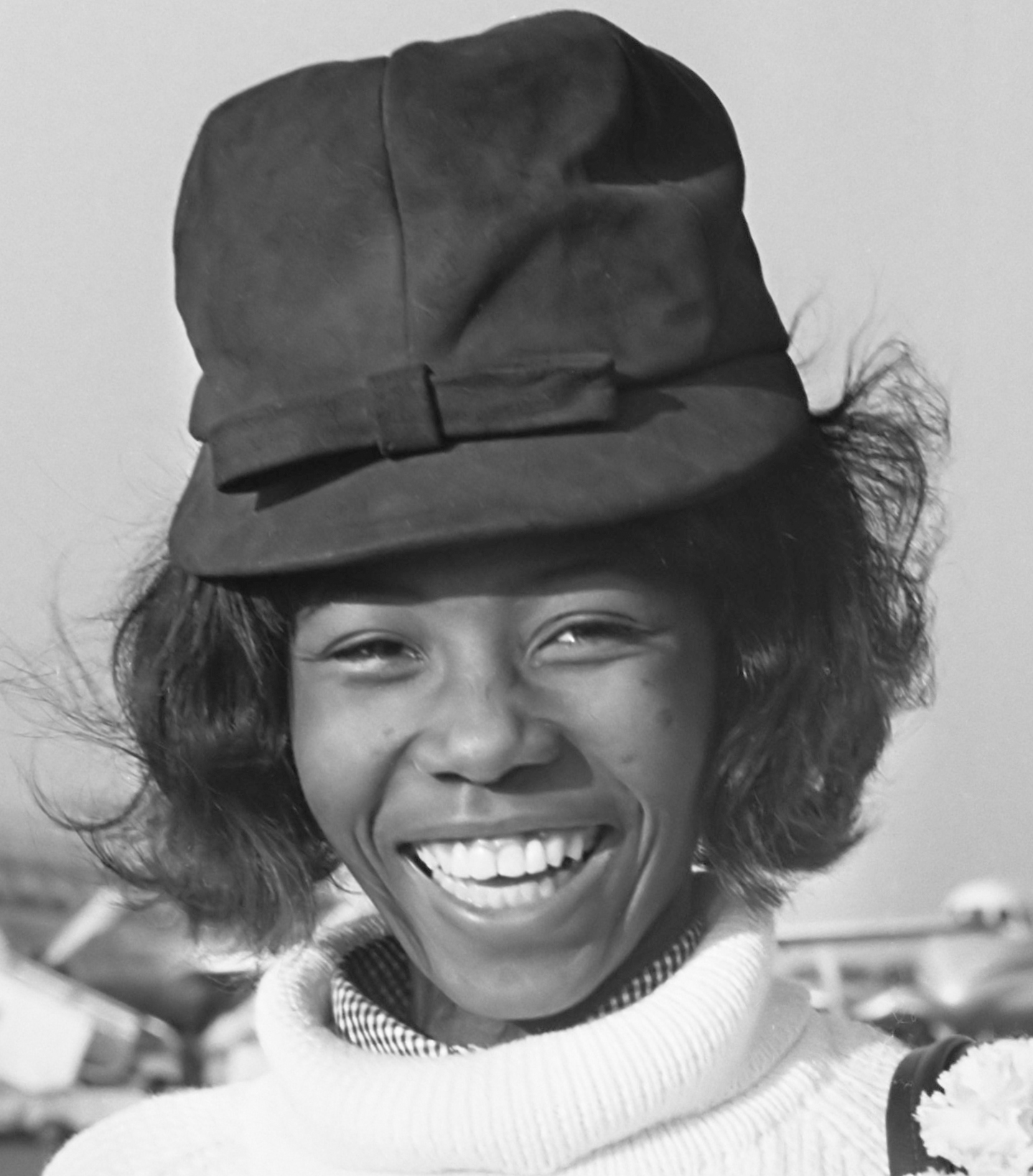
Милли Смолл

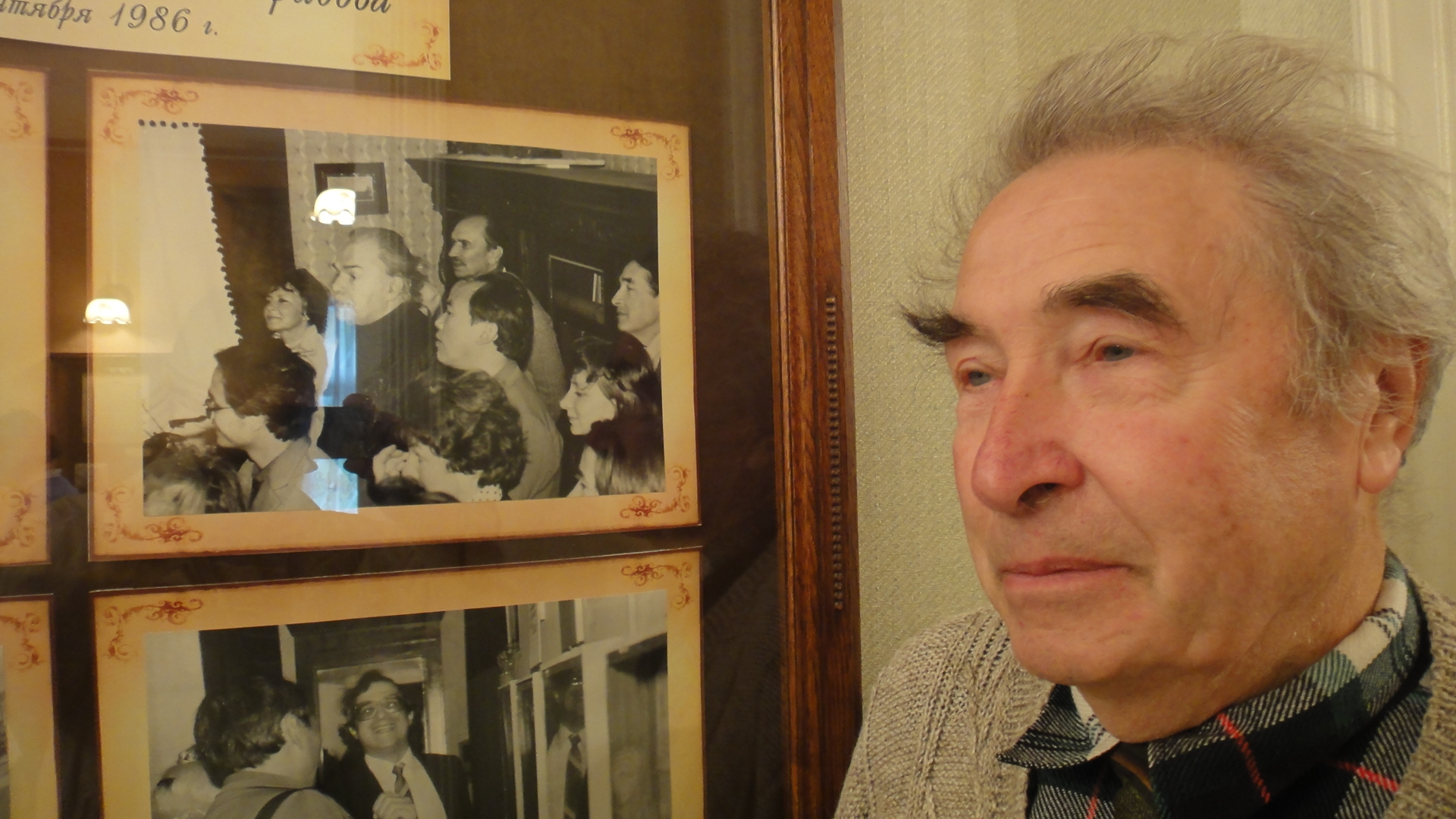
Сергей Теляковский

- Адян, Сергей Иванович (89) — советский и российский математик, академик РАН (2000)[504].
- Аксмит, Брайан (57) — американский палеоботаник[505].
- Аткинсон, Свит Пи (74) — американский певец (Was (Not Was))[506].
- Венедиктов, Вадим Николаевич (82) — советский и российский дирижёр, главный дирижёр Волгоградского музыкального театра (с 1989 года), заслуженный деятель искусств РСФСР[507].
- Карлсен, Хьелль (88) — норвежский пианист и композитор[508].
- Каррильеро, Антонио (83) — испанский художник[509].
- Крунич, Спасое (81) — сербский архитектор и политический деятель, мэр Белграда (1997—2000)[510].
- Либин, Виктор Владимирович (81) — советский и российский психолог, разработчик психографических тестов[511].
- Лобович, Яков Михайлович (74) — директор Гомельского государственного цирка (с 1982), заслуженный деятель культуры Республики Беларусь (1998)[512].
- Микрин, Евгений Анатольевич (64) — советский и российский учёный в области механики и процессов управления, генеральный конструктор пилотируемых программ РФ, генеральный конструктор ПАО РКК «Энергия» им. С. П. Королёва, академик РАН (2011)[513].
- Нешков, Александр — сербский и греческий артист балета, солист балета Греческой национальной оперы[514].
- Пархоменко, Павел Павлович (97) — советский и российский специалист в области технической диагностики и теории дискретных устройств, член-корреспондент РАН (1991; член-корреспондент АН СССР с 1984)[515].
- Саммерс-Смит, Джеймс Денис (99) — британский орнитолог[516].
- Скорых, Александр Митрофанович (81) — советский и украинский скульптор[517].
- Смолл, Милли (73) — ямайская певица[518].
- Суарес, Амадор (76) — испанский футбольный функционер, вице-президент футбольного клуба «Реал Мадрид» (2007—2009)[519].
- Теляковский, Сергей Александрович (87) — советский и российский математик, доктор физико-математических наук (1967), автор-составитель и редактор школьных учебников по алгебре[520].
- Унгар, Андре (90) — британский еврейский философ[521].
- Хальварссон, Ян (77) — шведский лыжник, серебряный призёр зимних Олимпийских игр в Гренобле (1968)[522].
- Шокальский, Сергей Павлович (67) — советский и российский геолог, заслуженный геолог Российской Федерации (2015)[523].
- Щербачёва, Елена Ильинична (87) — советская спортсменка (академическая гребля), чемпионка Европы (1954), заслуженный мастер спорта СССР[524].

## 4 мая

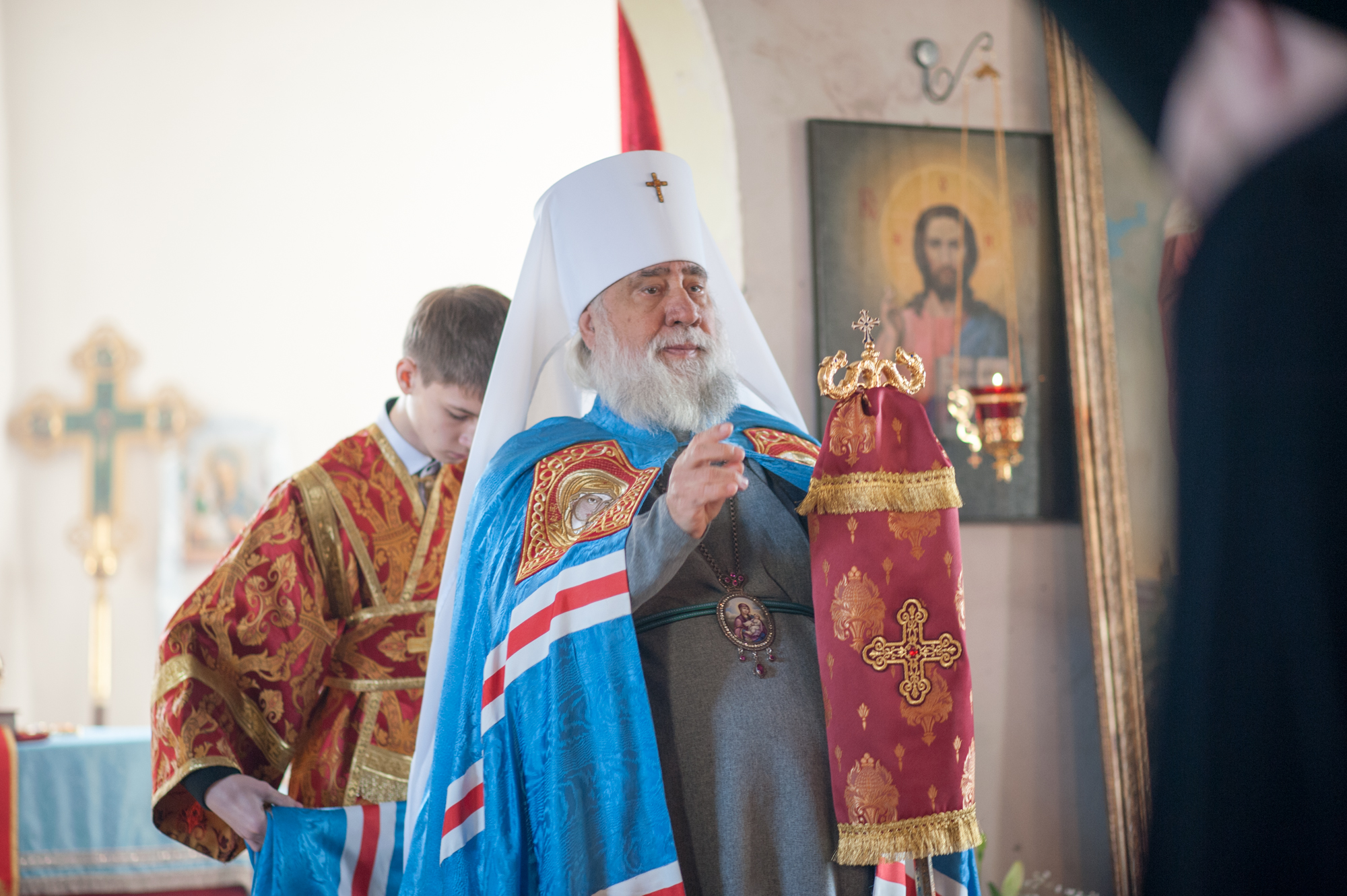
Иона (Карпухин)

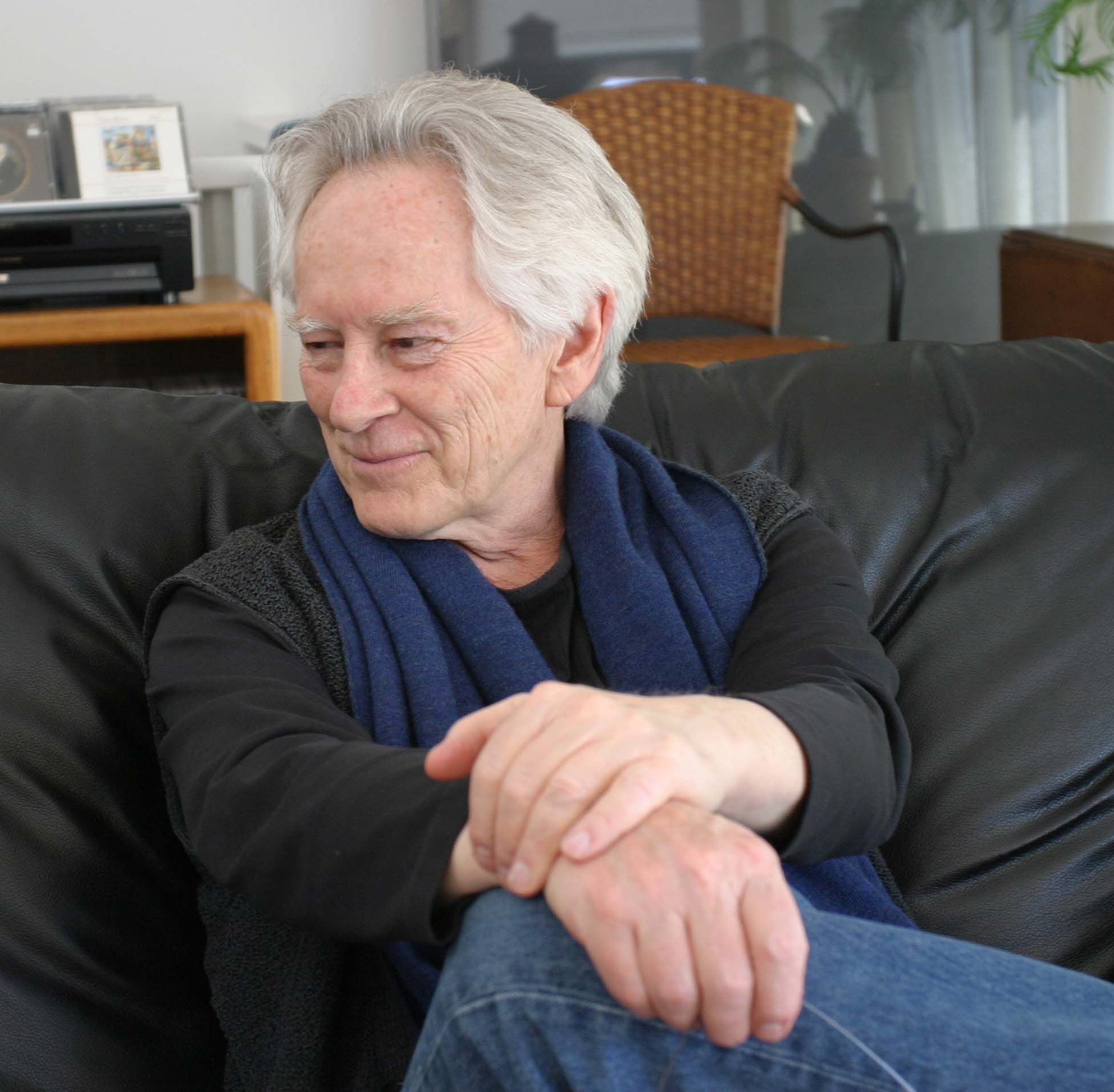
Майкл Макклур

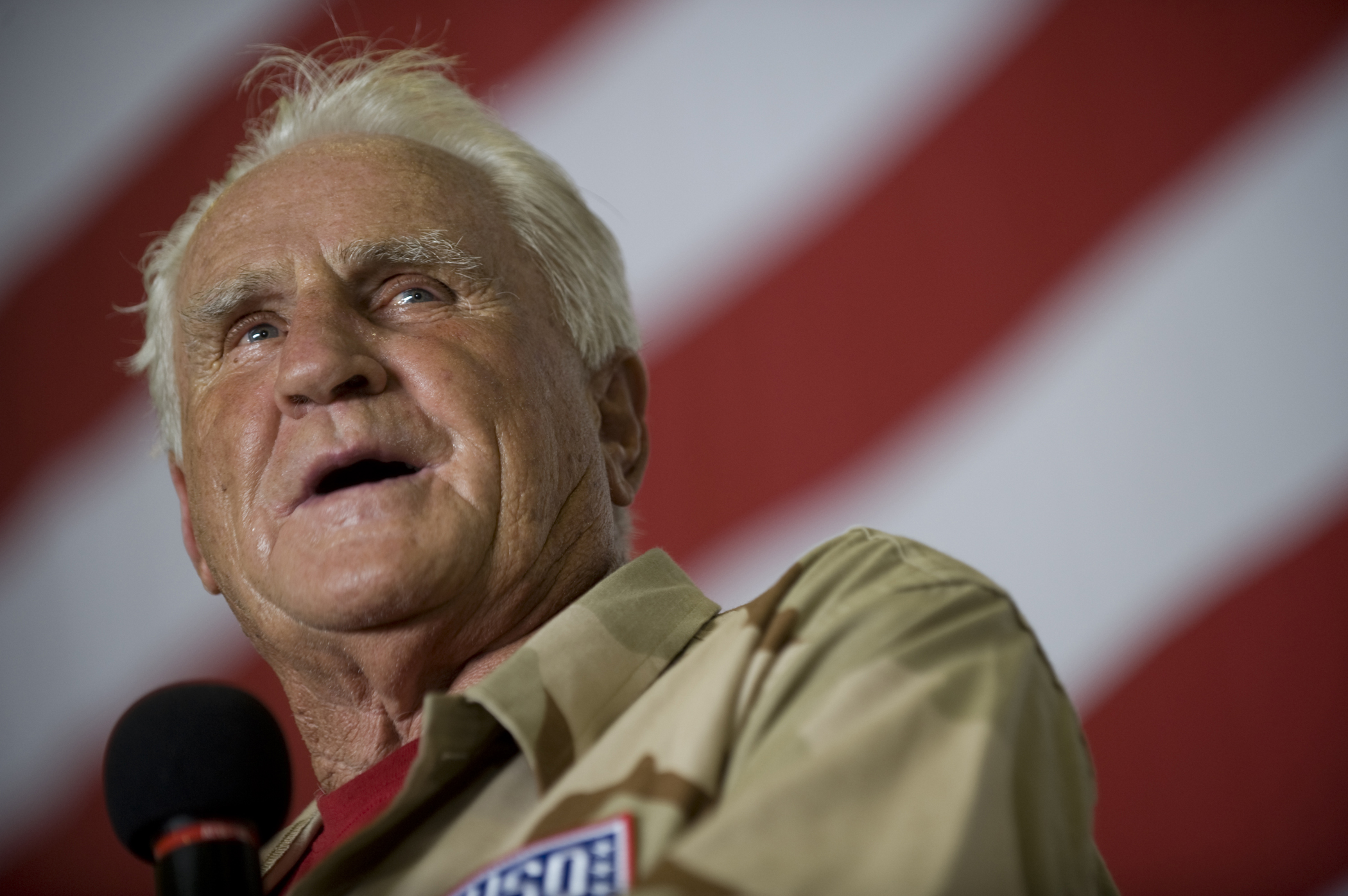
Дон Шупа

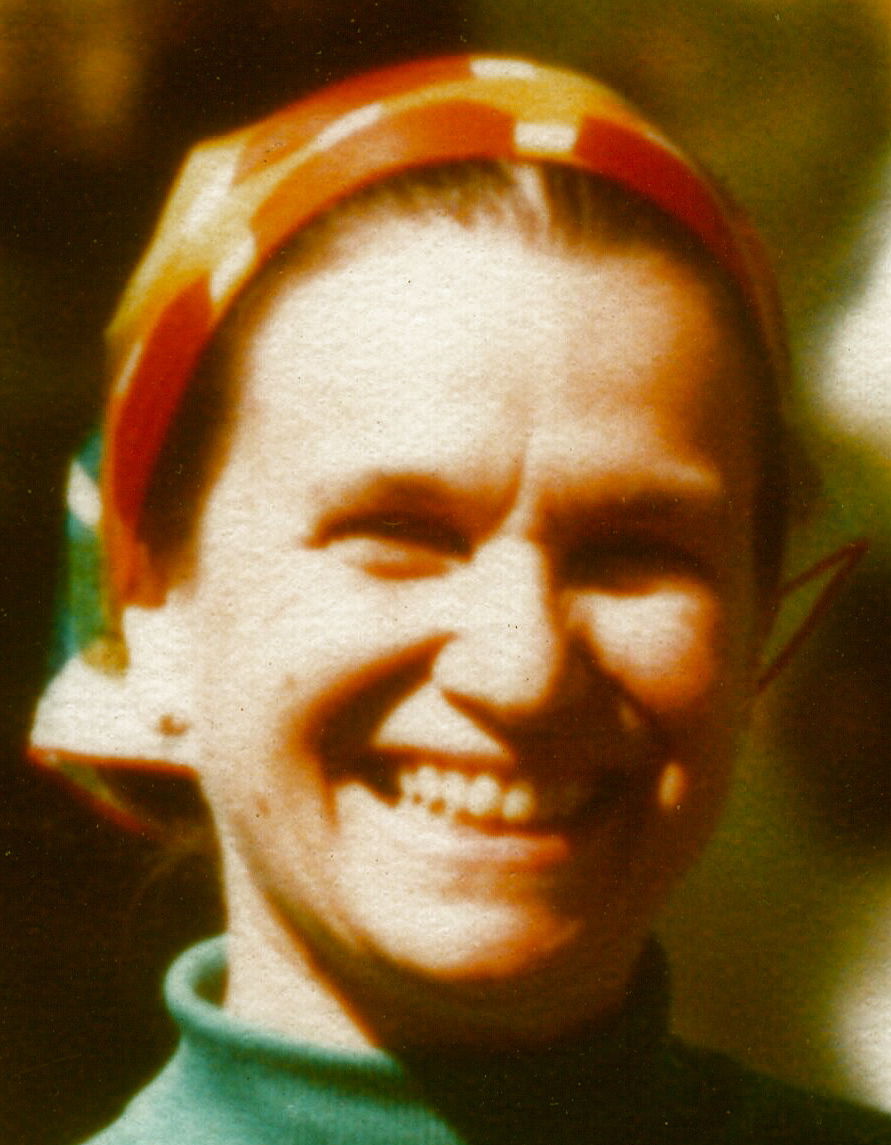
Джин Эрдман

- Бревнов, Герман Сергеевич (89) — советский хозяйственный и государственный деятель, директор Горьковского машиностроительного завода Миноборонпрома СССР (1974—1985), заместитель министра оборонной промышленности СССР (1985—1991), Герой Социалистического Труда (1982)[525].
- Вучич, Драган (65) — македонский певец, музыкант, композитор и телеведущий[526].
- Дарьябандари, Наджаф (90) — иранский писатель и переводчик[527].
- Доггет, Норма (94) — американская танцовщица и актриса[528]
- Дурасов, Владимир Александрович (84) — советский хозяйственный и государственный деятель, Министр цветной металлургии СССР (1986—1989), Первый заместитель председателя Госплана СССР — Министр СССР (1989—1991), первый заместитель министра экономики и прогнозирования СССР (1991)[529].
- Иона (Карпухин) (78) — архиерей Русской православной церкви, митрополит Астраханский и Камызякский (1992—2016)[530].
- Куликов, Леонид Михайлович (70) — российский специалист в области методики тренировки спортсменов, доктор педагогических наук (1996), профессор, ректор УралГУФК (1987—2013)[531].
- Лукас, Майкл (96) — канадский политический активист, председатель Ассоциации дружбы СССР — Канада (1972—1991), председатель Международного совета дружбы и солидарности с советским народом, председатель Исполнительного комитета канадских друзей советского народа (с 1991 года)[532].
- Лупо, Том (74) — аргентинский психоаналитик и поэт[533].
- Магомедов, Магомед Мусаевич (88) — советский и российский тренер по боксу, заслуженный тренер РСФСР (1977)[534].
- Макклур, Майкл (87) — американский поэт, писатель, сценарист, актёр, кинорежиссёр и автор песен[535].
- Манроу, Лорн (95) — американский виолончелист[536].
- Мильяччо, Флавио (85) — бразильский актёр, сценарист и режиссёр; самоубийство [537]..
- Надама, Гарба (82) — нигерийский государственный деятель, губернатор штата Сокото (1982—1983)[538].
- Поляковская, Маргарита Адольфовна (87) — советский и российский историк, доктор исторических наук (1981), профессор кафедры истории Древнего мира и Средних веков Уральского университета (1983), заслуженный деятель науки Российской Федерации (1997)[539].
- Смоук, Марион Хартцог (103) — американский государственный деятель, Руководитель протокола Белого дома (1972—1974)[540].
- Судницын, Алексей Владимирович (61) — советский футболист («Волга» Тверь)[541].
- Тенорио, Фройлан (80) — политический и государственный деятель Северных Марианских Островов, губернатор Северных Марианских Островов (1994—1998), спикер Палаты представителей Конгресса Северных Марианских островов (2010—2013)[542].
- Тиллис, Фредерик (90) — американский композитор, джазовый саксофонист, поэт и музыкальный педагог[543].
- Шувалов, Валерий Павлович (80) — советский и российский кинооператор, заслуженный деятель искусств Российской Федерации (1992)[544].
- Шула, Дон (90) — игрок и тренер (американский футбол), наставник «Майами Долфинс», двукратного победителя «Супербоула» (1972 и 1973)[545].
- Эрдман, Джин (104) — американская танцовщица и хореограф[546] Архивная копия от 7 мая 2020 на Wayback Machine.

## 3 мая

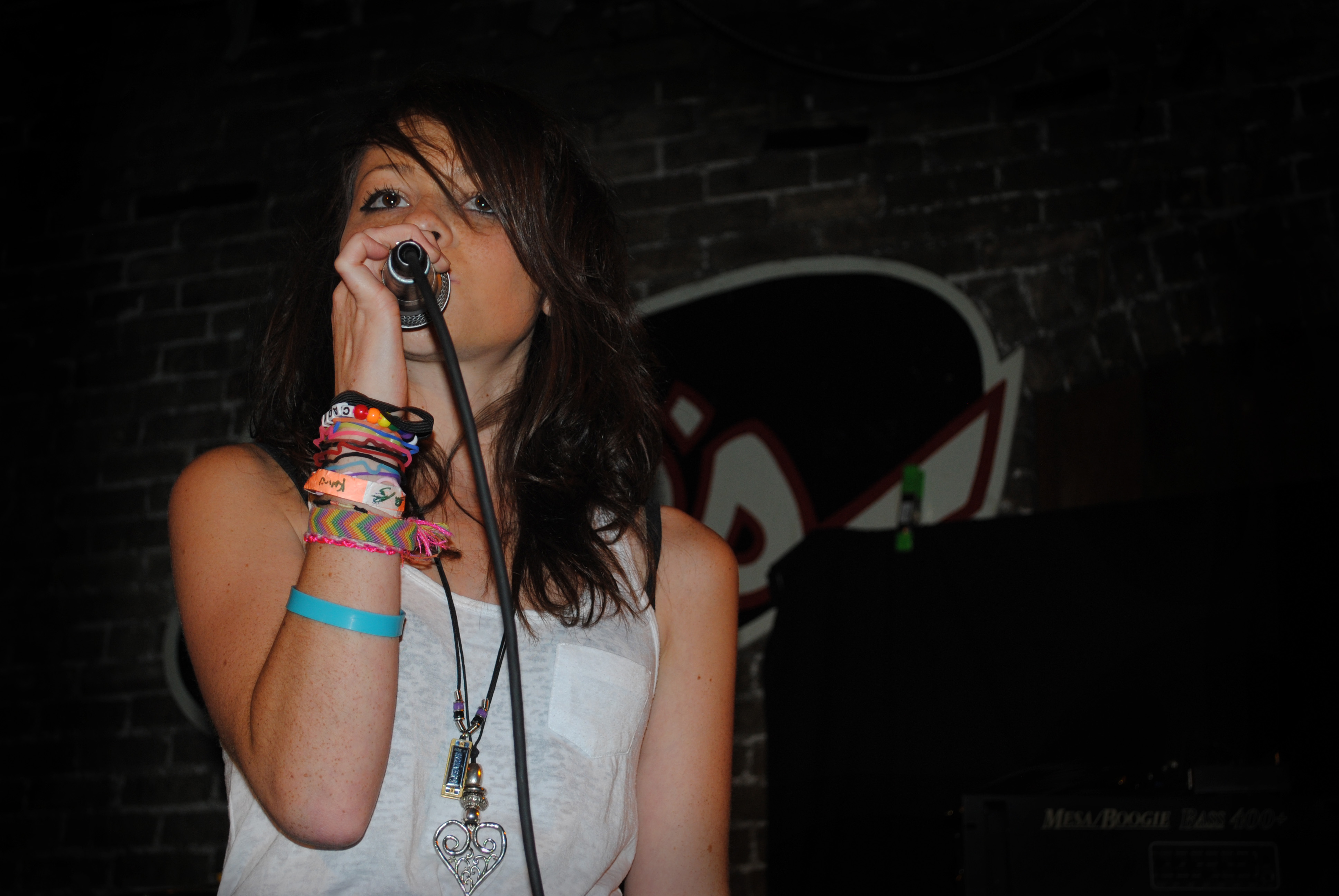
Кэди Гроувз

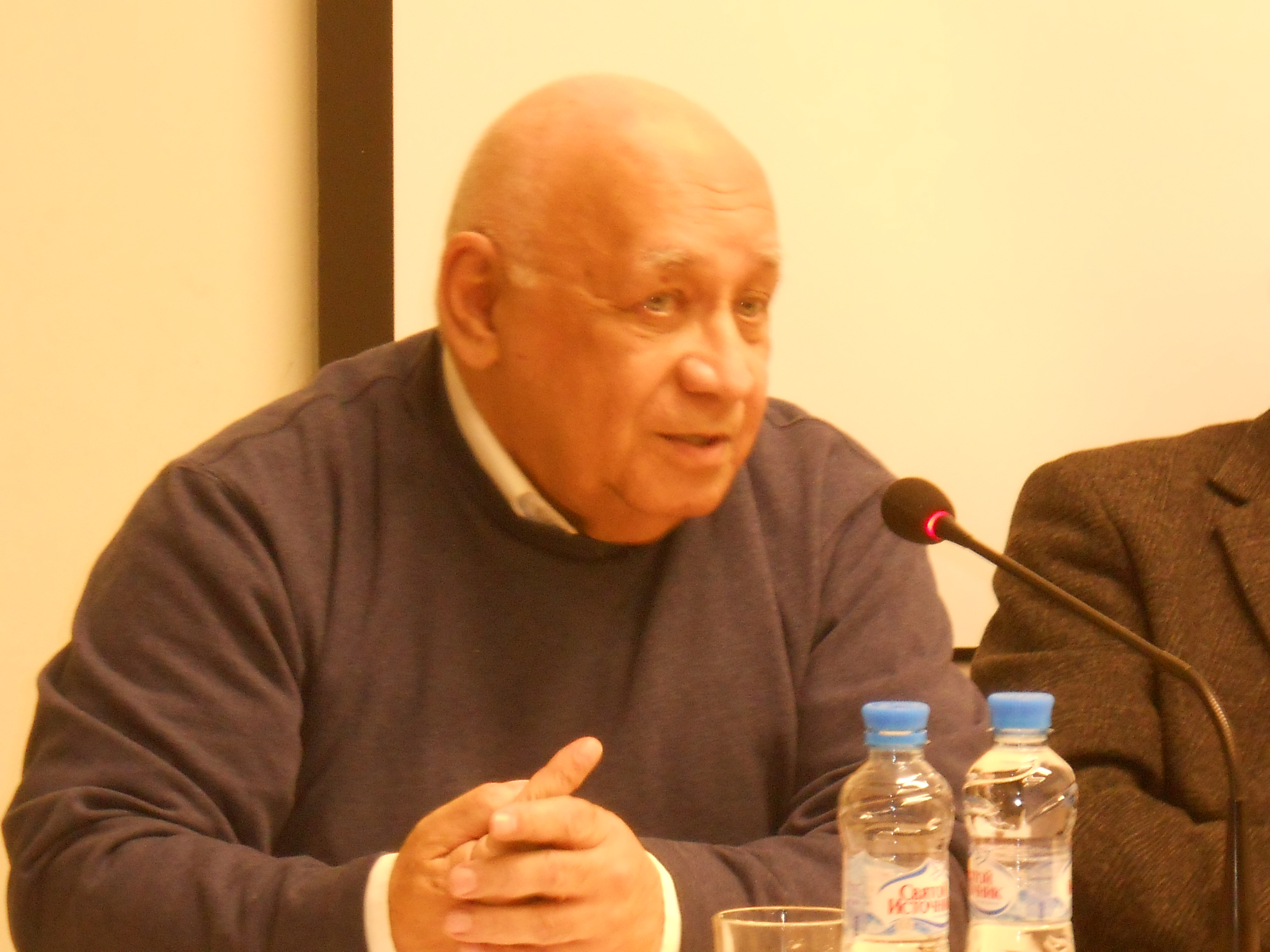
Альберт Ненароков

- Барбэ, Виктория Ивановна (93) — советский и молдавский режиссёр-мультипликатор, основательница студии «Флоричика», вдова И. И. Барбэ[547].
- Баркам, Сельма (93) — канадский историк и географ[548].
- Бен Омар, Мохамед (55) — нигерский государственный деятель, министр связи (2007—2009), министр высшего образования (2016—2017), министр занятости, труда и социальной защиты (с 2017 года)[549].
- Бойко, Владимир (60) — российский поп-музыкант, автор песен группы «Ласковый май»[550].
- Вавринчик, Франтишек (79) — словацкий тренер по прыжкам в высоту[551].
- Гринфилд, Дэйв (71) — британский рок-музыкант, клавишник группы «The Stranglers»[552].
- Гроувз, Кэди (30) — американская певица и автор песен[553].
- Зябкина, Наталья Ивановна (64) — российская актриса, артистка Липецкого драмтеатра[554].
- Йованович, Павле (43) — американский и сербский бобслеист-разгоняющий, бронзовый призёр чемпионата мира по бобслею и скелетону в Кёнигсзе (2004); самоубийство[555].
- Кортелайнен, Карл Ефремович (90) — советский деятель органов госбезопасности, председатель КГБ Эстонской ССР (1982—1990), генерал-лейтенант (1982)[556].
- Курнавин, Андрей Фёдорович (93) — советский и российский пианист, композитор и музыкальный педагог, заслуженный работник культуры Российской Федерации (2012)[557].
- Ландер, Боб (78) — шведский рок-музыкант[558].
- Ненароков, Альберт Павлович (84) — советский и российский историк-архивист, доктор исторических наук (1989), профессор (1994)[559].
- Сейрадакис, Иоанн (72) — греческий астроном[560].
- Силадьи, Иштван (82) — венгерский актёр[561].
- Соколова, Ираида Владимировна (90) — советская и российская художница, заслуженный художник Российской Федерации (2000)[562].
- Чжан Цяньэр (91) — китайский химик, действительный член Китайской академии наук (1991)[563].
- Штермер, Евгений Львович (76) — советский и украинский тренер по велосипедному спорту, заслуженный тренер Украины[564].
- Штокхаузен, Альма фон (92) — немецкий философ[565].
- Элиас, Розалинда (90) — американская оперная певица (меццо-сопрано)[566].
- Эриксон, Джон (93) — американский актёр[567].
- Юфит, Лев Борисович (53) — российский бард[568].
- Янковский, Иван Евстафьевич (83) — российский учёный в области механизации сельского хозяйства, академик РАСХН (1995—2013), академик РАН (2013)[569].

## 2 мая

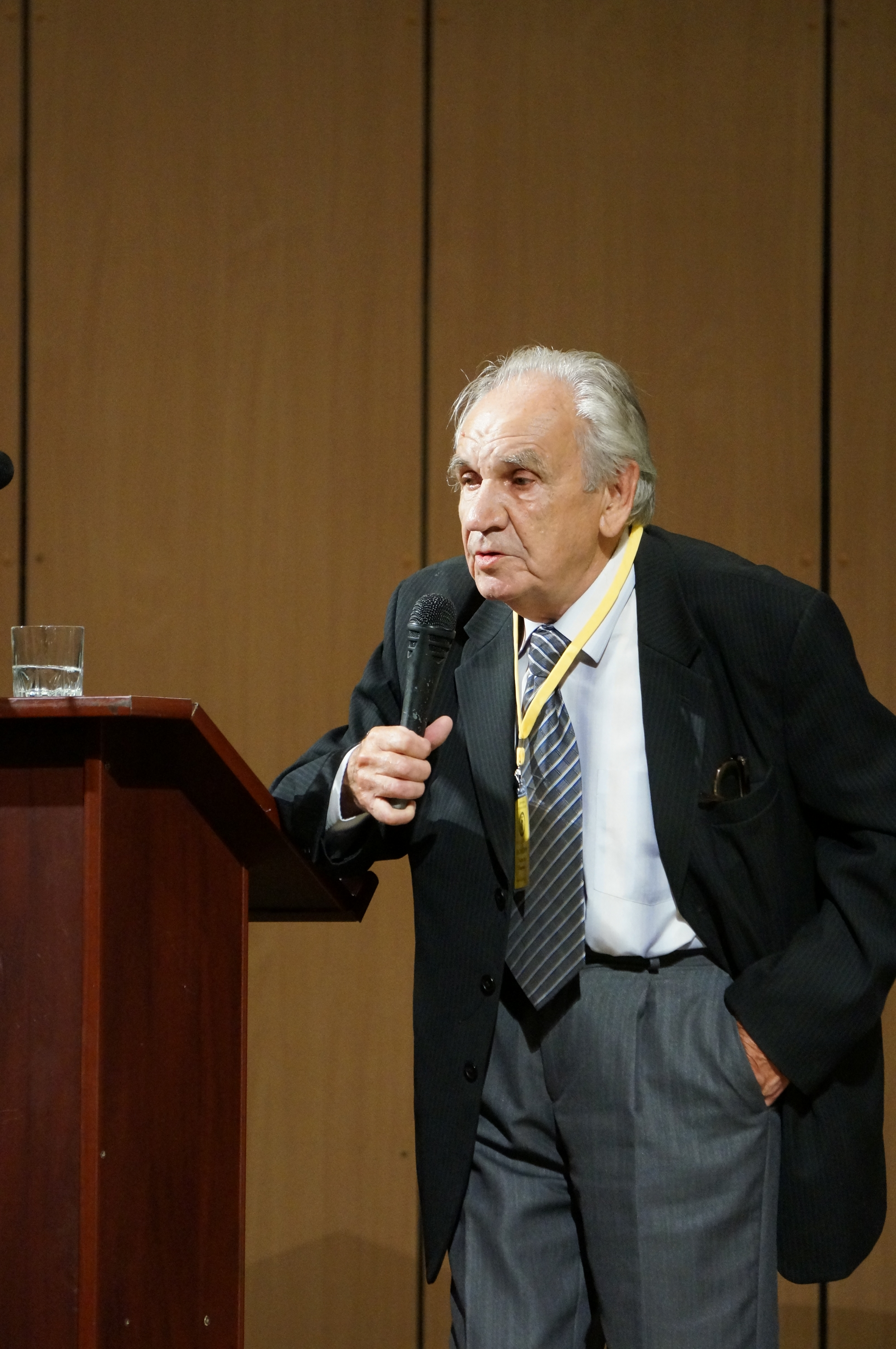
Владислав Василевич

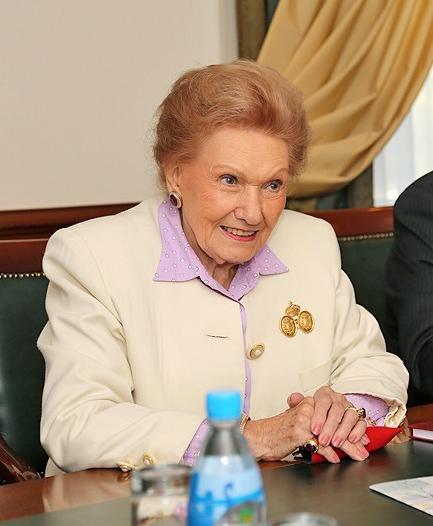
Ольга Куликовская-Романова

- Батурин, Глеб Николаевич (89) — советский и российский океанолог, доктор геолого-минералогических наук (1975), профессор, заслуженный деятель науки Российской Федерации[570].
- Бин Лю (37) — китайский и американский учёный, занимавшийся исследованием коронавирусной инфекции; убит[571].
- Василевич, Владислав Иванович (84) — советский и российский геоботаник, доктор биологических наук (1967), профессор, заслуженный деятель науки РФ[572].
- Вельковский, Ефим Николаевич (81) — российский государственный деятель, мэр Орла (1997—2001)[573].
- Вишнева, Марет-Май Яновна (89) — советская баскетболистка, чемпионка мира (1959), заслуженный мастер спорта (1960)[574].
- Воронин, Николай Павлович (72) — советский и российский научный и государственный деятель, ректор Ярославского пединститута (1985—1989), вице-губернатор Ярославской области (2000—2006)[575].
- Даян, Морис (85) — французский психоаналитик[576].
- Дельсарт, Луис (75) — американский художник[577].
- Идир (70) — алжирский певец, поэт и композитор[578].
- Кауффман, Джордж (89) — американский химик, лауреат премии Декстера (1978)[579].
- Кемп, Даниэль (83) — американский химик-органик[580].
- Коул, Ричи (72) — американский джазовый саксофонист и композитор[581].
- Куликовская-Романова, Ольга Николаевна (93) — французская и российская благотворительница и публицист, почётный зарубежный член РАХ (2005)[582].
- Лупандин, Юрий Васильевич (81) — советский и российский физиолог, доктор медицинских наук, профессор кафедры физиологии человека и животных ПетрГУ[583].
- Макги, Ральф (92) — американский разведчик, сотрудник ЦРУ[584].
- Мангал, Мунир (70) афганский военный деятель, глава Афганской национальной полиции[585].
- Маркузе, Юрий Исидорович (84) — советский и российский геодезист, доктор технических наук (1973), профессор кафедры геодезии МИИГАиК, заслуженный деятель науки Российской Федерации (1997)[586].
- Нисуев, Нису Писахович (73) — советский и российский художник[587].
- Огилви, Джон (91) — шотландский футболист[588].
- Пономарёв, Геннадий Семёнович (74) — советский и российский государственный деятель, прокурор Москвы (1989—1995)[589].
- Рубин, Мейер (96) — американский геолог и геохимик[590].
- Саксл, Ян (71—72) — британский математик[591].
- Серобян, Пушкин Мхитарович (78) — армянский общественный деятель и юрист hy:Պուշկին Սերոբյան.
- Сигрист, Жильбер (82) — французский пианист и дирижёр[592].
- Солодов, Геннадий Степанович (85) — советский и российский легкоатлет и тренер, заслуженный тренер РСФСР[593].
- Страндберг, Ян-Улоф (93) — шведский актёр[594].

## 1 мая

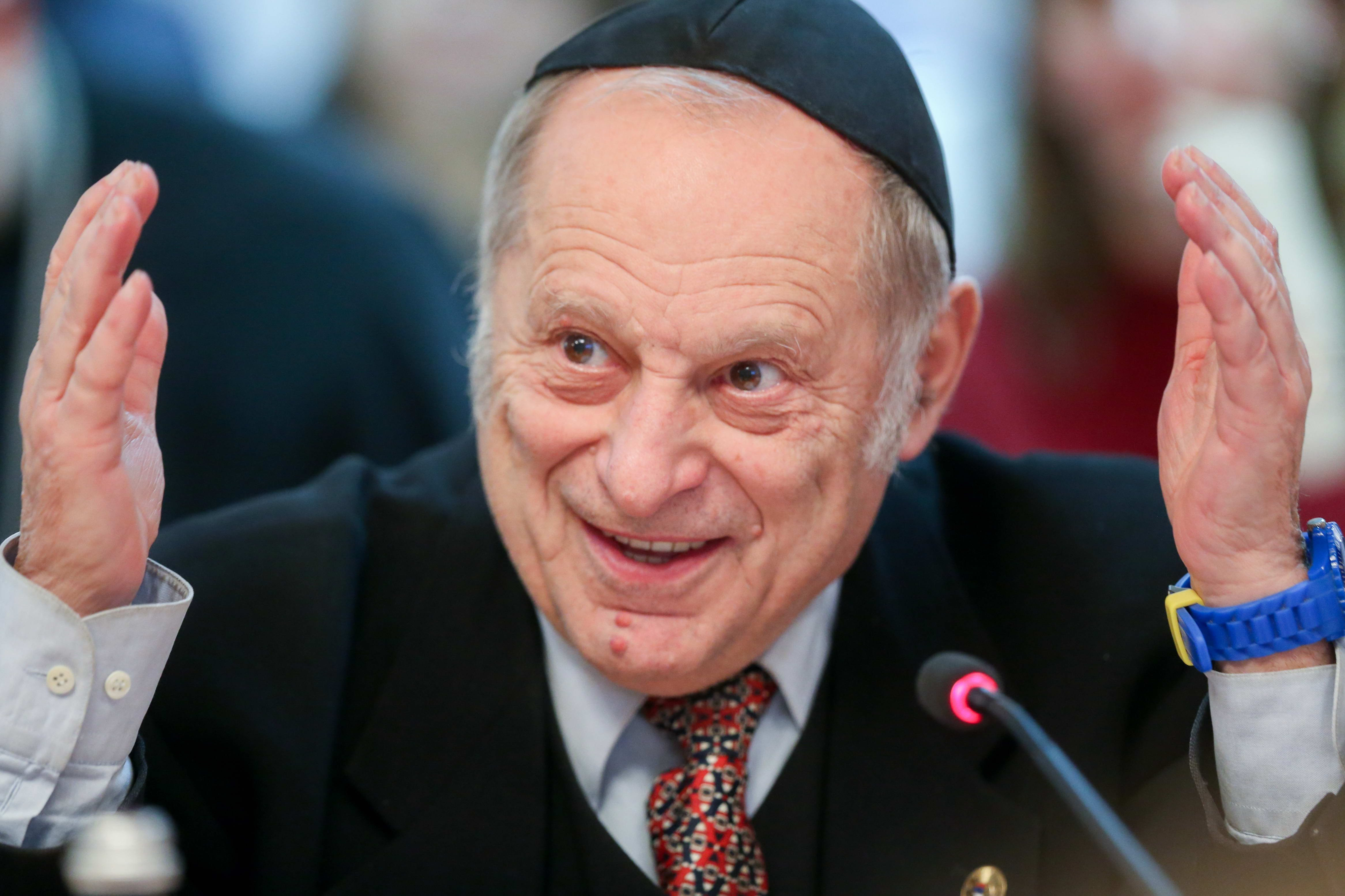
Зиновий Коган

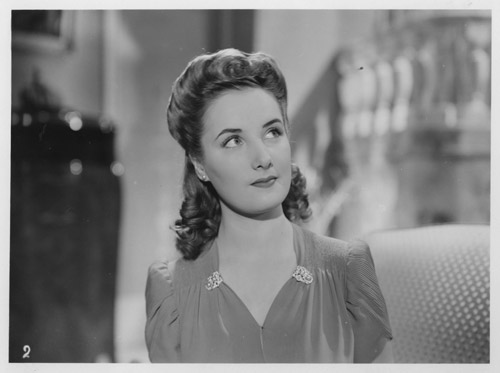
Сильвия Легран

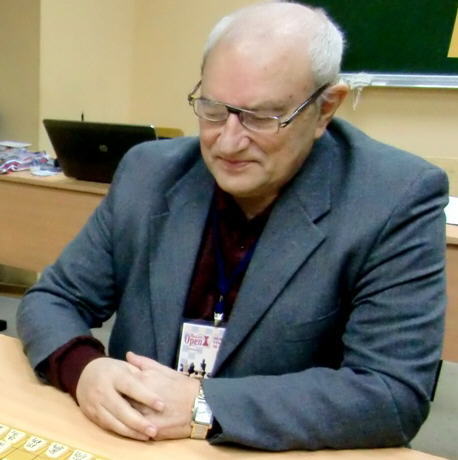
Игорь Синельников

- Арманд, Алексей Давидович (88) — советский и российский географ, доктор географических наук, заслуженный деятель науки Российской Федерации (2002)[595].
- Блангстед, Элс (99) — американский музыкальный редактор, лауреат Golden Reel Award за достижения в карьере[596].
- Займис, Георгиос (82) — греческий яхтсмен, чемпион летних Олимпийских игр в Риме (1960)[597].
- Зубаиров, Мунир Мударисович (65) — советский и российский башкирский художник[598].
- Кеккейс, Кристоф (75) — швейцарский военный деятель, начальник Генерального штаба (2003), главнокомандующий Вооружёнными силами (2004—2007), генерал-лейтенант[599].
- Коган, Зиновий Львович (78) — российский еврейский религиозный и общественный деятель, раввин[600].
- Легран, Сильвия (93) — аргентинская актриса[601].
- Махига, Августин (74) — танзанийский дипломат и государственный деятель, министр иностранных дел Танзании (2015—2019), министр юстиции (с 2019 года)[602].
- Мегахи, Фрэнсис (85) — британский режиссёр и сценарист[603].
- Миттаг, Юдит Эссер (98) — немецкий гинеколог[604].
- Морено, Бенхамин (65) — испанский футболист из клуба «Леганес» (1980—1985)[605].
- Низен, Долф (94) — нидерландский футболист из «АДО Ден Хааг» (1942—1949)[606].
- Рыжова, Антонина Алексеевна (85) — советская волейболистка, двукратная чемпионка мира (1956, 1960), серебряный призёр летних Олимпийских игр в Токио (1964), заслуженный мастер спорта (1956)[607].
- Сампайю, Фернанду (77) — бразильский ватерполист, участник летних Олимпийских игр в Мехико[608].
- Синельников, Игорь Захарович (78) — российский сёгист, президент объединения сёгистов России (тело найдено в этот день)[609].
- Смирнов, Владилен Степанович (87) — советский партийный и государственный деятель, первый секретарь Тюменского райкома КПСС (1975—1978), Герой Социалистического Труда (1972)[610].
- Смит, Нэнси Старк (68) — американская танцовщица, одна из создателей контактной импровизации[611].
- Тёйниссен, Вилл (65) — нидерландский гитарист[612].
- Тхун Тин (99) — бирманский государственный деятель, премьер-министр Бирмы (1988)[613].
- Фаусту, Руй (85) — бразильский философ[614].
- Хитон, Энн (89) — британская балерина и педагог[615].
- Чон Хэ Вон (60) — южнокорейский футболист, выступавший за клуб «Пусан Ай Парк» и за национальную сборную[616].
- Шенк, Симон (73) — швейцарский хоккеист, игрок и тренер национальной сборной по хоккею с шайбой, депутат Национального совета Швейцарии (1994—2011)[617].
- Энглер, Лайош (91) — югославский баскетболист, чемпион Югославии (1956)[618].
- Юй Лихуа (90) — китайская и американская писательница[619].